# Liste der Kirchen in der Evangelisch-lutherischen Landeskirche Hannovers

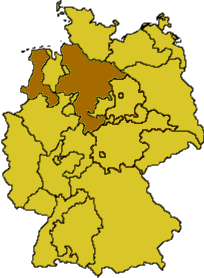
Die Kirchen und Kapellen dieser Seite finden sich in dem dunkel hervorgehobenen Gebiet der Evangelisch-lutherischen Landeskirche Hannovers

Die Liste der Kirchen in der Evangelisch-lutherischen Landeskirche Hannovers enthält alle Kirchen- und Kapellengebäude der Evangelisch-lutherischen Landeskirche Hannovers (mit Ausnahme reiner Friedhofskapellen). Sie ist alphabetisch nach Ortsnamen der politischen Gemeinden sortiert.
| Navigation: A • Bad • Ba • Be • Bi – Bo • Br • Bu • C • D • E • F • G • Ha • He • Hi • Ho • Hu • I • J • K • L • M • N • O • P • Q • R • Sa • Sch • Se–So • Sp • St–Sy • T • U • V • W • Z |

## A
- Achim
  - St. Laurentius (Achim)
  - Dorfkirche (Baden)
- Adelebsen
  - St.-Martini-Kirche (Adelebsen)
  - St. Pankratius (Barterode)
  - St.-Nicolai-Kirche (Eberhausen)
  - St. Vitus (Erbsen)
  - St. Martini (Güntersen)
  - Petrikapelle (Lödingsen)
  - Kapelle in Wibbecke
- Adelheidsdorf
  - Martinskirche (Großmoor)
- Adenbüttel
  - Dorfkirche (Adenbüttel)
- Adendorf
  - Emmauskirche (Adendorf)
  - Johanneskapelle (Adendorf)
- Aerzen
  - Marienkirche (Aerzen)
  - St. Johannis (Groß Berkel)
  - Kapelle Reher
- Ahausen
  - St. Marien (Ahausen)
- Ahlden (Aller)
  - Johanniskirche (Ahlden)
- Ahlerstedt
  - Kirche Ahlerstedt
- Ahnsbeck
  - Kapelle Ahnsbeck
- Alfeld (Leine)
  - Friedenskirche (Alfeld)
  - St. Nicolai (Alfeld)
  - St. Martin (Brunkensen)
  - Kapelle Dehnsen
  - Pancratiuskirche (Eimsen)
  - Andreaskirche (Föhrste)
  - Michaeliskirche (Gerzen)
  - Catharinenkirche (Hörsum)
  - Urbankirche (Imsen)
  - Bonifatiikirche (Langenholzen)
  - Segenskirche (Limmer)
  - Kapelle Lütgenholzen
  - Petrikirche (Röllinghausen)
  - St. Georg (Sack)
  - Kirche Warzen
  - Urbanikapelle (Wettensen)

- Algermissen
  - Kapelle Algermissen
  - St.-Georg-Kirche (Bledeln)
  - St. Andreas (Groß Lobke)
  - St. Martin (Lühnde)
  - Kapelle Ummeln
  - Kapelle Wätzum
- Altenmedingen

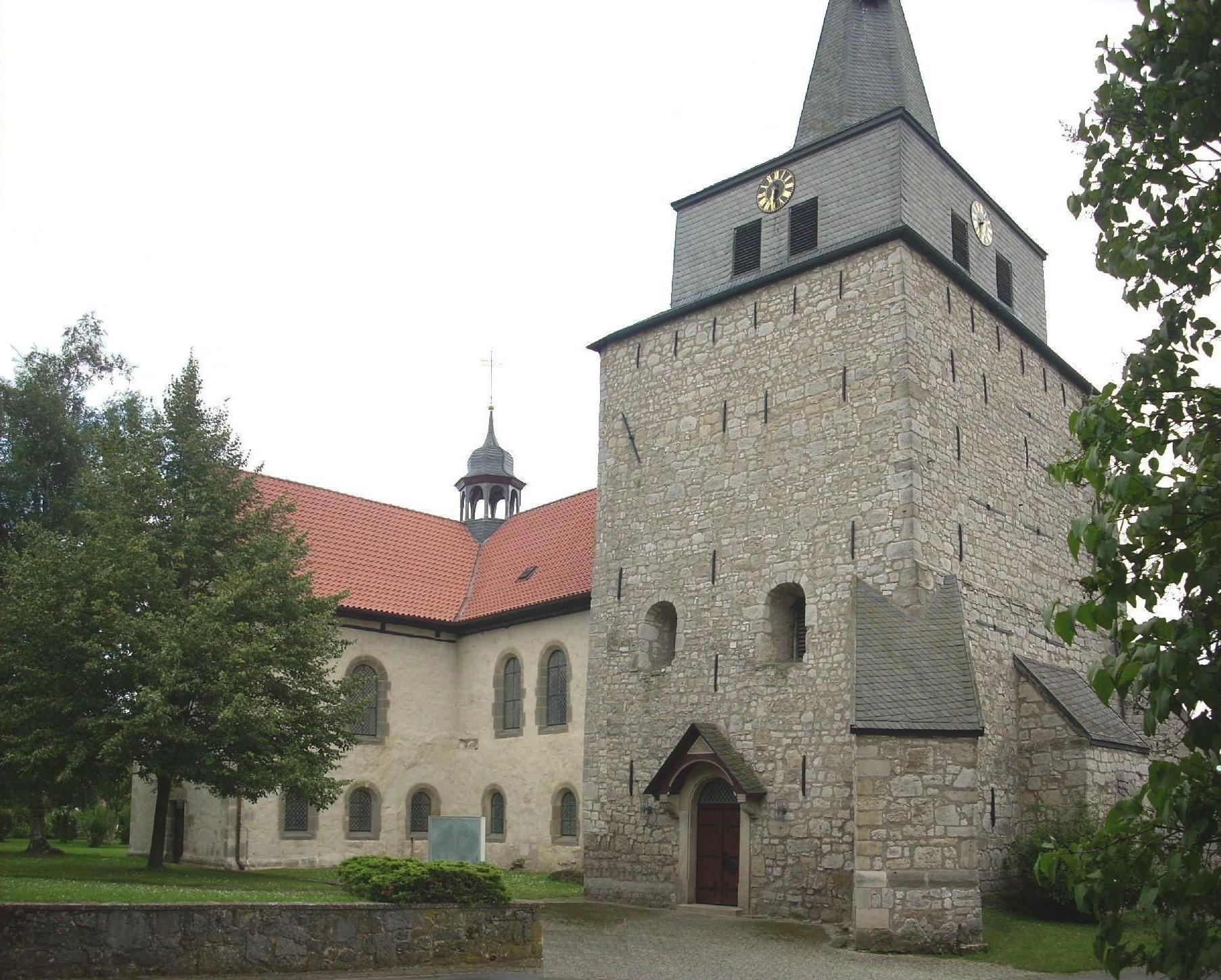
Die St.-Martins-Kirche in Lühnde (Algermissen)

  - St.-Mauritius-Kirche (Altenmedingen)
  - St.-Mauritius-Kapelle (Bohndorf)
- Amelinghausen
  - Hippolit-Kirche (Amelinghausen)
- Apelern
  - Kirche Apelern
- Apensen
  - Kirche Apensen
- Arholzen
  - Kirche Arholzen
- Artlenburg
  - St. Nicolai (Artlenburg)
- Asendorf
  - St.-Marcellus-Kirche (Asendorf)
- Auetal
  - Eligiuskirche (Hattendorf)
  - St. Katharina (Kathrinhagen)
  - Kapelle Rehren (Auetal)
  - Christuskirche (Rolfshagen)
- Aurich
  - Lambertikirche (Aurich)
  - Pauluskirche (Aurich)
  - Middelser Kirche
  - Andreaskirche (Plaggenburg)
  - Johanneskirche (Sandhorst)
  - Markuskirche (Tannenhausen)
  - Lukaskirche (Walle)
  - Matthäuskirche (Wallinghausen)
  - Johannes-der-Täufer-Kirche (Wiesens)

| A • Bad • Ba • Be • Bi – Bo • Br • Bu • C • D • E • F • G • Ha • He • Hi • Ho • Hu • I • J • K • L • M • N • O • P • Q • R • Sa • Sch • Se–So • Sp • St–Sy • T • U • V • W • Z |

## Bad
- Bad Bentheim
  - Martin-Luther-Kirche (Bad Bentheim)
- Bad Bevensen
  - Dreikönigskirche Bad Bevensen
  - Burgkapelle (Gollern)
  - St. Mauritius (Medingen)
- Bad Bodenteich
  - St.-Petri-Kirche (Bad Bodenteich)
- Bad Essen
  - St.-Nikolai-Kirche (Bad Essen)
  - Katharinenkirche (Barkhausen)
  - Kapelle Ippenburg
  - Johannes-der-Täufer-Kirche (Lintorf)
  - Marienkirche (Rabber)
  - Michaeliskapelle (Wimmer)
- Bad Fallingbostel
  - St.-Dionysius-Kirche (Bad Fallingbostel)
  - Martinskirche (Dorfmark)

- Bad Grund (Harz)
  - St.-Antonius-Kirche (Bad Grund)
  - St. Georg (Eisdorf)
  - Kapelle Willensen
- Bad Iburg
  - Schlosskirche (Bad Iburg)
- Bad Laer
  - Ev.-luth. Kirche (Bad Laer)
- Bad Lauterberg im Harz

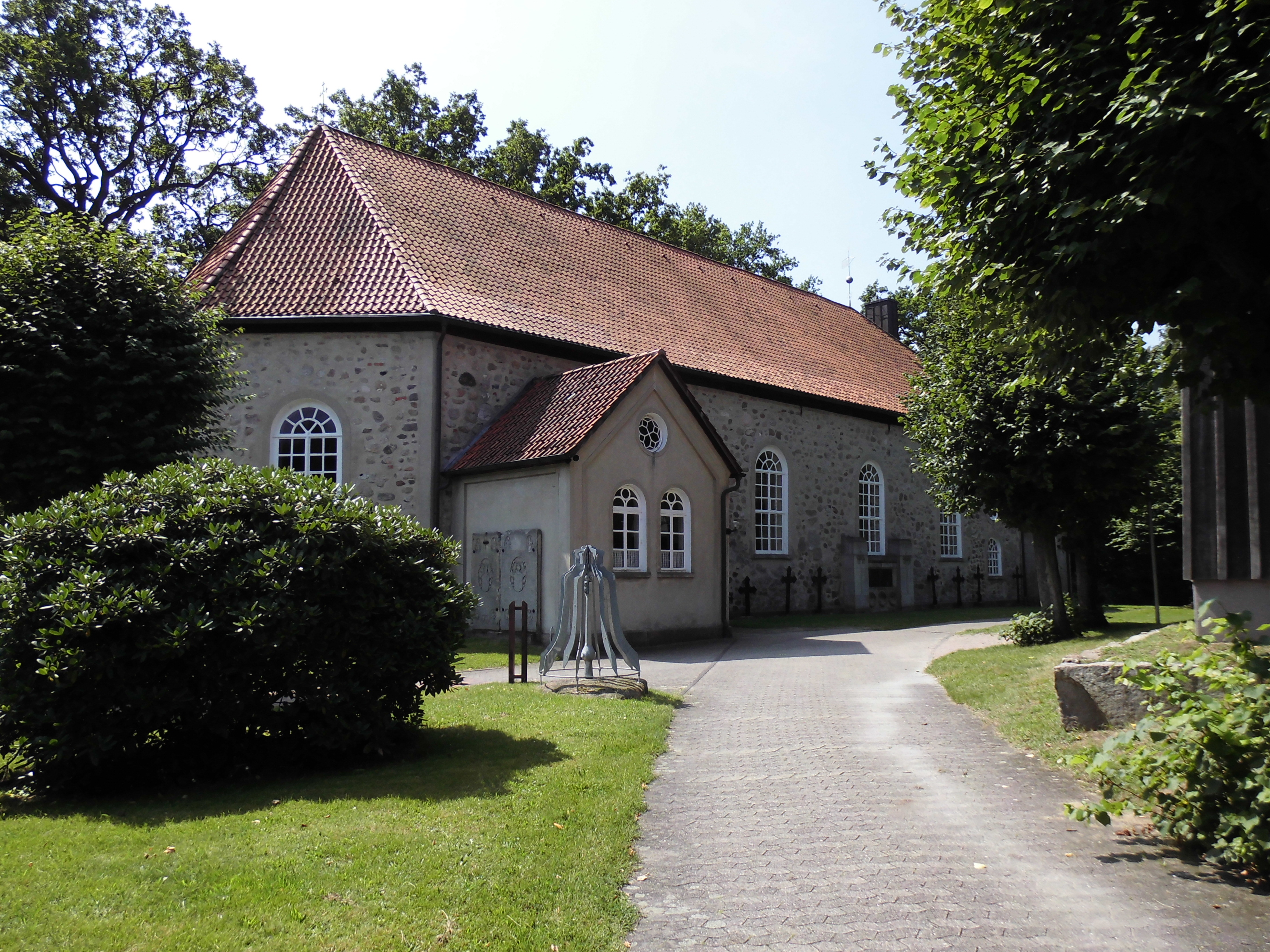
St. Martins-Kirche in Dorfmark

  - St.-Andreas-Kirche (Bad Lauterberg)
  - Pauluskirche (Bad Lauterberg)
  - Petrikirche (Barbis)
  - Bartholdikirche (Bartolfelde)
  - Martinskirche (Osterhagen)
- Bad Münder am Deister
  - Petri-Pauli-Kirche (Bad Münder am Deister)
  - St. Nicolai (Bakede)
  - St.-Magnus-Kirche (Beber)
  - St. Martin (Eimbeckhausen)
  - St.-Petri-Kirche (Flegessen)
  - St. Martin (Hachmühlen)
  - St. Dionysius (Nettelrede)
  - Kapelle Nienstedt
- Bad Nenndorf
  - St. Godehardi (Bad Nenndorf)
- Bad Pyrmont
  - Christuskirche (Bad Pyrmont)
  - Kapelle „Zum Guten Hirten“ (Hagen)
  - Johanneskirche (Holzhausen)
  - St.-Petri-Kirche (Oesdorf)
  - Pauluskirche (Neersen)
- Bad Rothenfelde
  - Jesus-Christus-Kirche (Bad Rothenfelde)
- Bad Sachsa
  - St.-Nikolai-Kirche (Bad Sachsa)
  - Katharinenkirche (Steina)
- Bad Salzdetfurth
  - Georgiikirche (Bad Salzdetfurth)
  - Martin-Luther-Kirche (Bad Salzdetfurth)
  - St. Johannis (Bodenburg)
  - St. Marien (Breinum)
  - Ev.-luth. Kirche (Heinde)
  - Ev.-luth. Kirche (Lechstedt)
  - St.-Georgs-Kapelle (Listringen)
  - Kapelle Östrum
  - Andreaskirche (Wehrstedt)

| A • Bad • Ba • Be • Bi – Bo • Br • Bu • C • D • E • F • G • Ha • He • Hi • Ho • Hu • I • J • K • L • M • N • O • P • Q • R • Sa • Sch • Se–So • Sp • St–Sy • T • U • V • W • Z |

## Ba
- Badbergen
  - St.-Georgs-Kirche (Badbergen)
- Balge
  - St. Bartholomäus (Balge)
- Balje
  - Marienkirche (Balje)
- Baltrum
  - Alte Inselkirche (Baltrum)
  - Große Inselkirche (Baltrum)
- Bardowick
  - Dom zu Bardowick St. Peter und Paul
  - St.-Nikolai-Kirche (St. Nikolaihof)
- Barenburg
  - Heilig-Kreuz-Kirche (Barenburg)
- Barendorf
  - Matthäuskirche (Barendorf)
- Bargstedt
  - St. Primus (Bargstedt)
- Barnstorf
  - St.-Veit-Kirche (Barnstorf)

- Barsinghausen
  - Alexandrikirche (Bantorf)
  - St. Marien (Barsinghausen)
  - Petruskirche (Barsinghausen)
  - Christuskirche (Egestorf)
  - St. Blasius (Großgoltern)
  - St. Michaelis (Groß Munzel)
  - St. Thomas (Hohenbostel)
  - Heilig-Kreuz-Kirche (Kirchdorf)
  - Severinkirche (Landringhausen)
  - Kapelle Langreder
  - Dorfkirche (Stemmen)
- Barum (Landkreis Lüneburg)
  - Dionyskirche (St. Dionys)
- Barum (Landkreis Uelzen)
  - St.-Georgs-Kirche (Barum)
- Barver
  - Dorfkirche (Barver)
- Basdahl
  - Christophoruskirche (Oese)
- Bassum

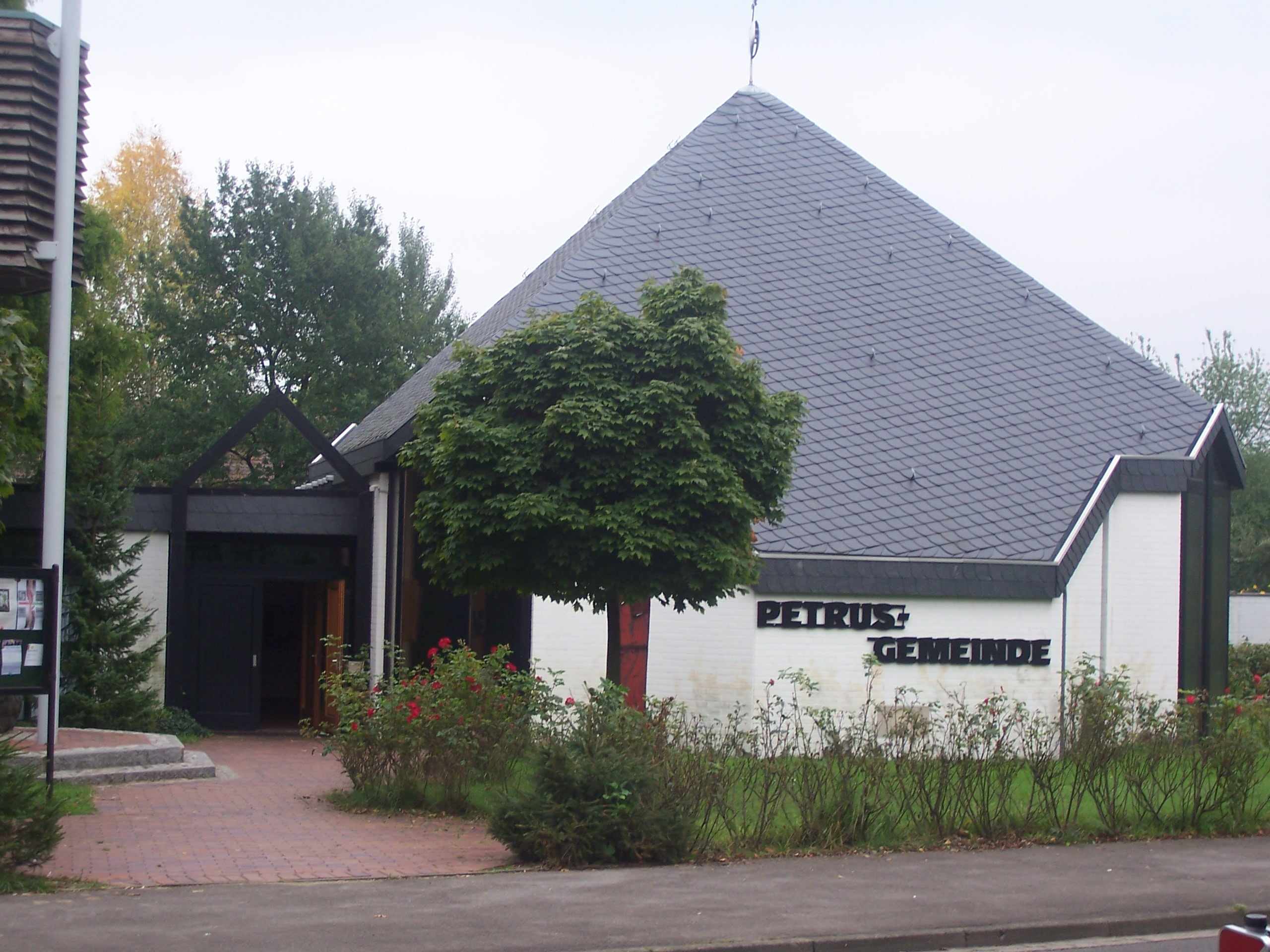
Die Petruskirche in Barsinghausen

  - Stiftskirche/Mauritius-und-Viktor-Kirche
  - Dreifaltigkeitskirche (Neubruchhausen)

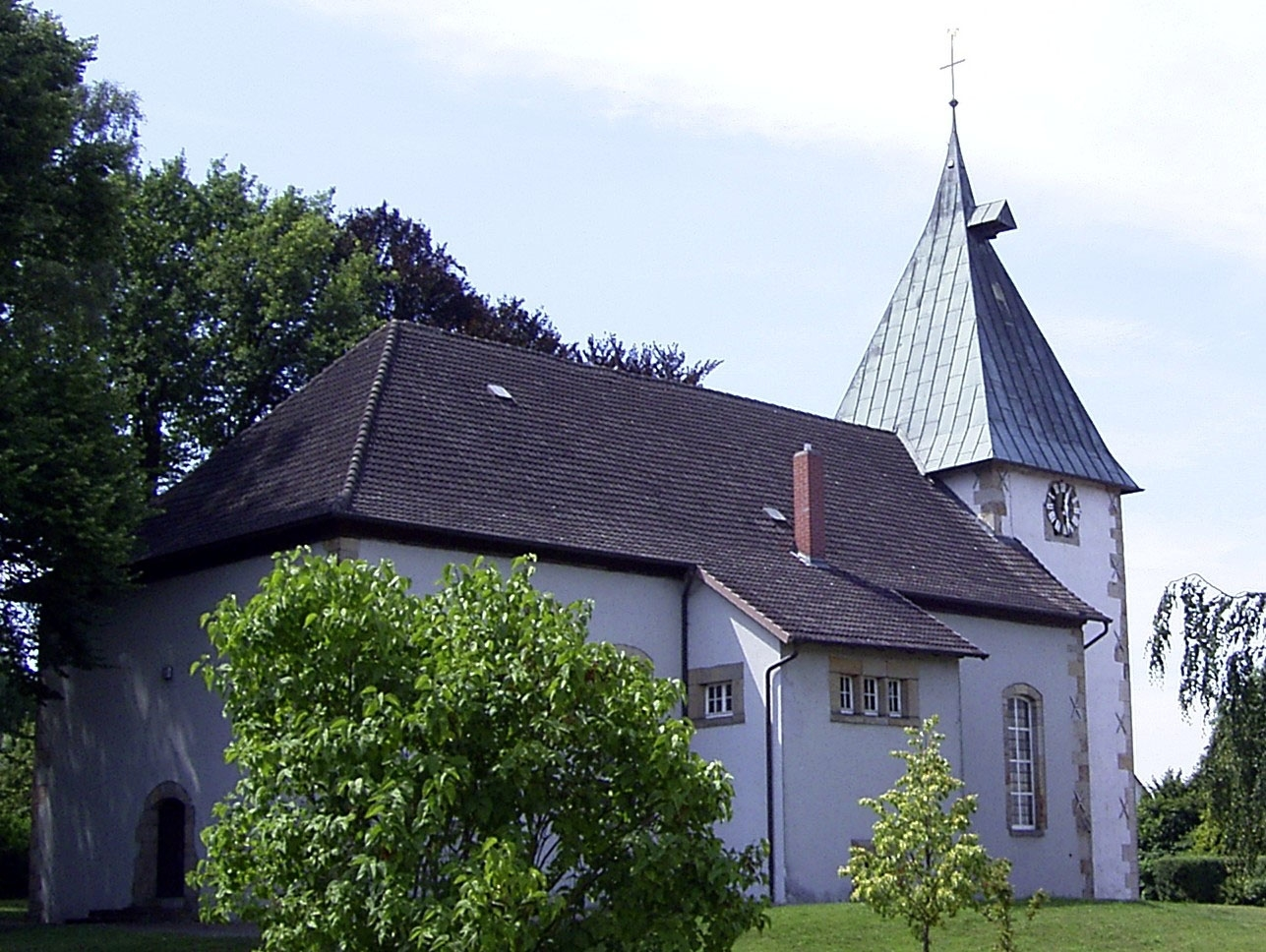
Die St.-Godehardi-Kirche in Beckedorf

  - Kirche zu Nordwohlde
- Bawinkel
  - Kirche Bawinkel

| A • Bad • Ba • Be • Bi – Bo • Br • Bu • C • D • E • F • G • Ha • He • Hi • Ho • Hu • I • J • K • L • M • N • O • P • Q • R • Sa • Sch • Se–So • Sp • St–Sy • T • U • V • W • Z |

## Be
- Beckedorf
  - Godehardi-Kirche (Beckedorf)
- Beedenbostel
  - Martinskirche (Beedenbostel)
- Belm
  - Christuskirche (Belm)
  - Johanneskirche (Vehrte)
- Belum
  - St. Vitus (Belum)
  - St. Jürgen (Kehdingbruch)
- Bendestorf
  - Kirche Bendestorf
- Berge
  - Lutherkirche (Berge)
  - Marienkirche (Börstel)
- Bergen an der Dumme
  - Pauluskirche (Bergen an der Dumme)
  - Kapelle Nienbergen

- Bergen (Landkreis Celle)
  - St.-Lamberti-Kirche (Bergen)

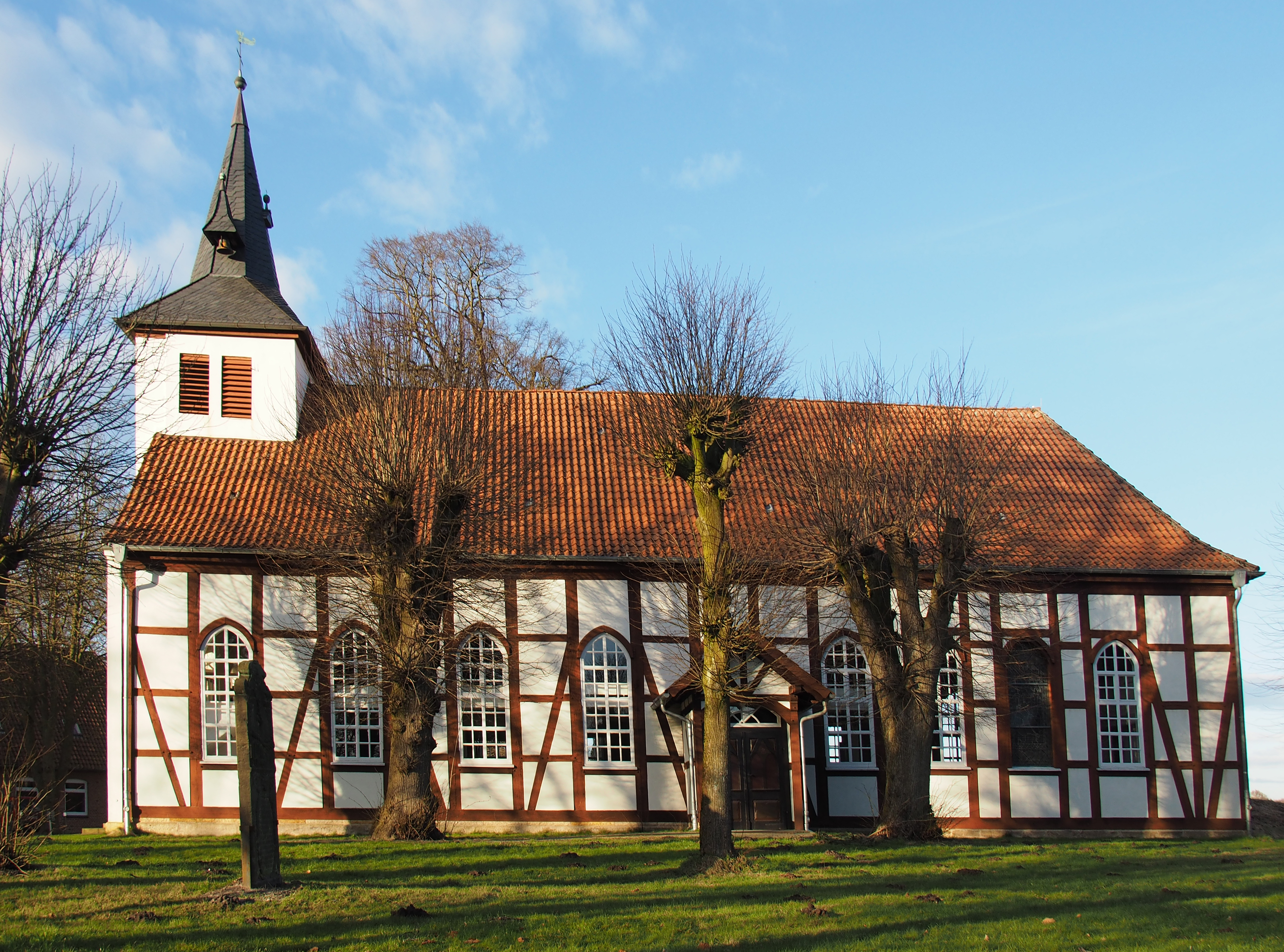
Die Fabian-und-Sebastian-Kirche in Sülze (Bergen)

  - Fabian-und-Sebastian-Kirche (Sülze)
  - Kapelle Hasselhorst
- Bersenbrück
  - Bonnuskirche (Bersenbrück)
- Betzendorf
  - St. Peter und Paul (Betzendorf)
- Bevern
  - Johanniskirche (Bevern)
  - Markuskirche (Dölme)
  - Kapelle Lütgenade
  - Kapelle Reileifzen
- Beverstedt
  - Fabian-und-Sebastian-Kirche (Beverstedt)
  - Johannes-der-Täufer-Kirche (Kirchwistedt)
  - Ansgarikirche (Lunestedt)

| A • Bad • Ba • Be • Bi – Bo • Br • Bu • C • D • E • F • G • Ha • He • Hi • Ho • Hu • I • J • K • L • M • N • O • P • Q • R • Sa • Sch • Se–So • Sp • St–Sy • T • U • V • W • Z |

## Bi – Bo
- Bienenbüttel
  - St. Michaelis (Bienenbüttel)
  - St.-Georgs-Kirche (Wichmannsburg)
- Bilshausen
  - Pauluskirche (Bilshausen)
- Binnen
  - Kirche Binnen
  - Kirche Bühren
- Bippen
  - St.-Georgs-Kirche
- Bispingen
  - St.-Antonius-Kirche (Bispingen)
  - Ole Kerk (Bispingen)
- Bissendorf
  - Kirche AchelriedeEv.-luth. Kirche (Achelriede)
  - Urbankirche (Holte)
  - St. Laurentius (Schledehausen)
  - Auferstehungskirche (Wissingen)
- Bleckede
  - Erlöserkirche (Alt Garge)
  - St.-Vitus-Kirche (Barskamp)
  - Jacobikirche (Bleckede)
  - Martin-Luther-Kirche (Garlstorf)
  - Kirche Radegast (Bleckede)
- Blender
  - Kirche zu Blender
  - St. Michaelis (Intschede)
  - Kirche Oiste
- Bliedersdorf
  - Katharinenkirche Bliedersdorf
- Blomberg (Landkreis Wittmund)
  - Blomberger Kirche
- Bockenem
  - St. Pankratius (Bockenem)
  - Heilig-Geist-Kapelle (Bockenem)
  - Kirche Bönnien
  - Martinskirche (Bültum)
  - Katharinenkirche (Hary)
  - Lambertikirche (Ilde)
  - Johanniskirche (Königsdahlum)
  - Trinitatiskirche (Nette)
  - Heilig-Geist-Kirche (Störy)
  - Peter-und-Paul-Kirche (Upstedt)
- Bodenfelde
  - Christuskirche (Bodenfelde)
  - Christophoruskirche (Wahmbeck)
- Bodenwerder
  - St. Nicolai (Bodenwerder)
  - Marienkirche (Kemnade)
  - Liebfrauenkirche (Linse)
  - St.-Michaelis-Kirche (Rühle)
- Böhme
  - Kapelle Bierde
  - Kapelle Böhme
  - Zum Heiligen Kreuz (Kirchwahlingen)
- Boffzen
  - Erlöserkirche (Boffzen)
- Bohmte
  - Johanniskirche (Arenshorst)
  - St.-Thomas-Kirche (Bohmte)
  - Matthäuskirche (Hunteburg)
- Borkum
  - Christuskirche (Borkum)
- Borstel
  - Nicolaikirche (Borstel)
- Bovenden
  - St.-Johannis-Kirche (Harste)
  - St. Martini (Lenglern)
  - Martinikirche (Unterbillingshausen)

| A • Bad • Ba • Be • Bi – Bo • Br • Bu • C • D • E • F • G • Ha • He • Hi • Ho • Hu • I • J • K • L • M • N • O • P • Q • R • Sa • Sch • Se–So • Sp • St–Sy • T • U • V • W • Z |

## Br
- Bramsche
  - Friedenskirche (Achmer)
  - St. Johannis (Bramsche)
  - St. Martin (Bramsche)
  - St. Johannis (Engter)
  - Christuskirche (Hesepe)
  - Thomaskapelle (Lappenstuhl)
  - Kapelle Malgarten
  - St. Marien (Ueffeln)
- Bremerhaven
  - Auferstehungskirche (Bremerhaven)
  - Christuskirche Bremerhaven-Geestemünde
  - Dionysiuskirche (Bremerhaven-Lehe)
  - Dionysiuskirche (Wulsdorf)
  - Johanneskirche (Bremerhaven)
  - Kreuzkirche (Bremerhaven)
  - Lukaskirche (Bremerhaven-Leherheide)
  - Marienkirche (Bremerhaven-Geestemünde)
  - Markuskirche (Bremerhaven-Leherheide)
  - Martin-Luther-Kirche (Bremerhaven)
  - Matthäuskirche (Bremerhaven)
  - Michaeliskirche (Bremerhaven-Lehe)
  - Pauluskirche (Bremerhaven-Lehe)
  - Petruskirche (Bremerhaven-Grünhöfe)
  - Zionkirche Weddewarden
- Bremervörde
  - Heilig-Kreuz-Kirche (Bevern)
  - Auferstehungskirche (Bremervörde)
  - St.-Liborius-Kirche (Bremervörde)
  - Paul-Gerhardt-Kirche (Elm)
  - Friedenskirche (Hesedorf)
  - Kirche „Jürgen Christian Findorff“ (Iselersheim)
- Brevörde
  - Urbankirche (Brevörde)
  - Kirche Grave
- Brockel
  - Heilig-Kreuz-Kirche (Brockel)
- Bröckel
  - Marienkirche (Bröckel)
- Brockum
  - Dorfkirche (Brockum)
- Brome
  - St. Pankratius (Altendorf)
  - Liebfrauenkirche (Brome)
- Bruchhausen-Vilsen
  - Bartholomäuskirche (Bruchhausen)
  - St. Cyriakus (Vilsen)

| A • Bad • Ba • Be • Bi – Bo • Br • Bu • C • D • E • F • G • Ha • He • Hi • Ho • Hu • I • J • K • L • M • N • O • P • Q • R • Sa • Sch • Se–So • Sp • St–Sy • T • U • V • W • Z |

## Bu
- Buchholz in der Nordheide
  - Johanniskirche (Buchholz)
  - Pauluskirche (Buchholz)
  - Martin-Luther-Kirche (Holm-Seppensen)
  - Kapelle Holm
  - Dorfkirche (Sprötze)
- Bücken
  - Stiftskirche St. Materniani et St. Nicolai
- Bühren
  - Dorfkirche (Bühren)

- Bülkau

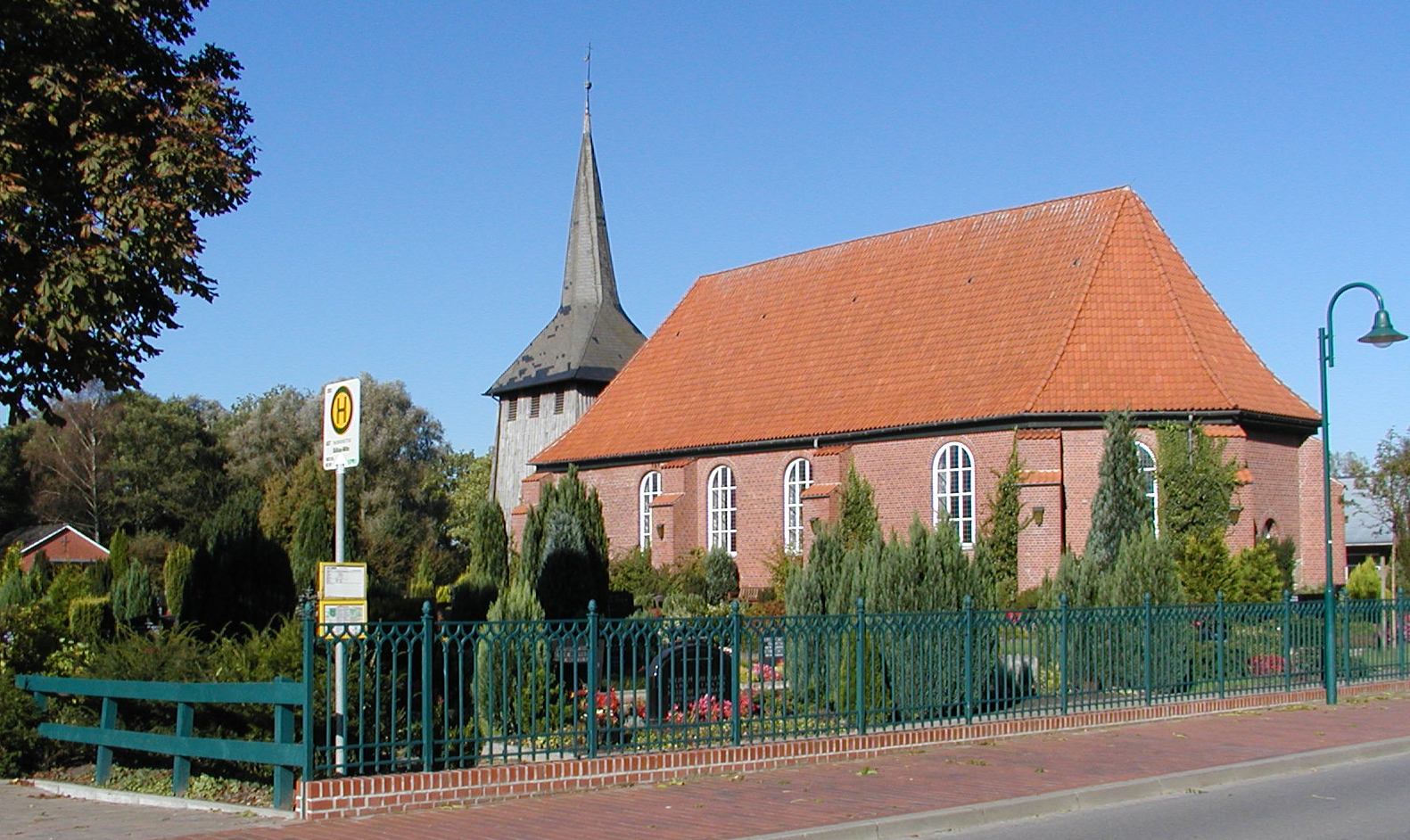
Die St. Johannes dem Täufer geweihte Kirche in Bülkau

  - Kirche St. Johannes der Täufer (Bülkau)
- Bunde
  - Emmaus-Kirche (Bunde)

- Burgdorf (Region Hannover)
  - St. Pankratius (Burgdorf)
  - Pauluskirche (Burgdorf)

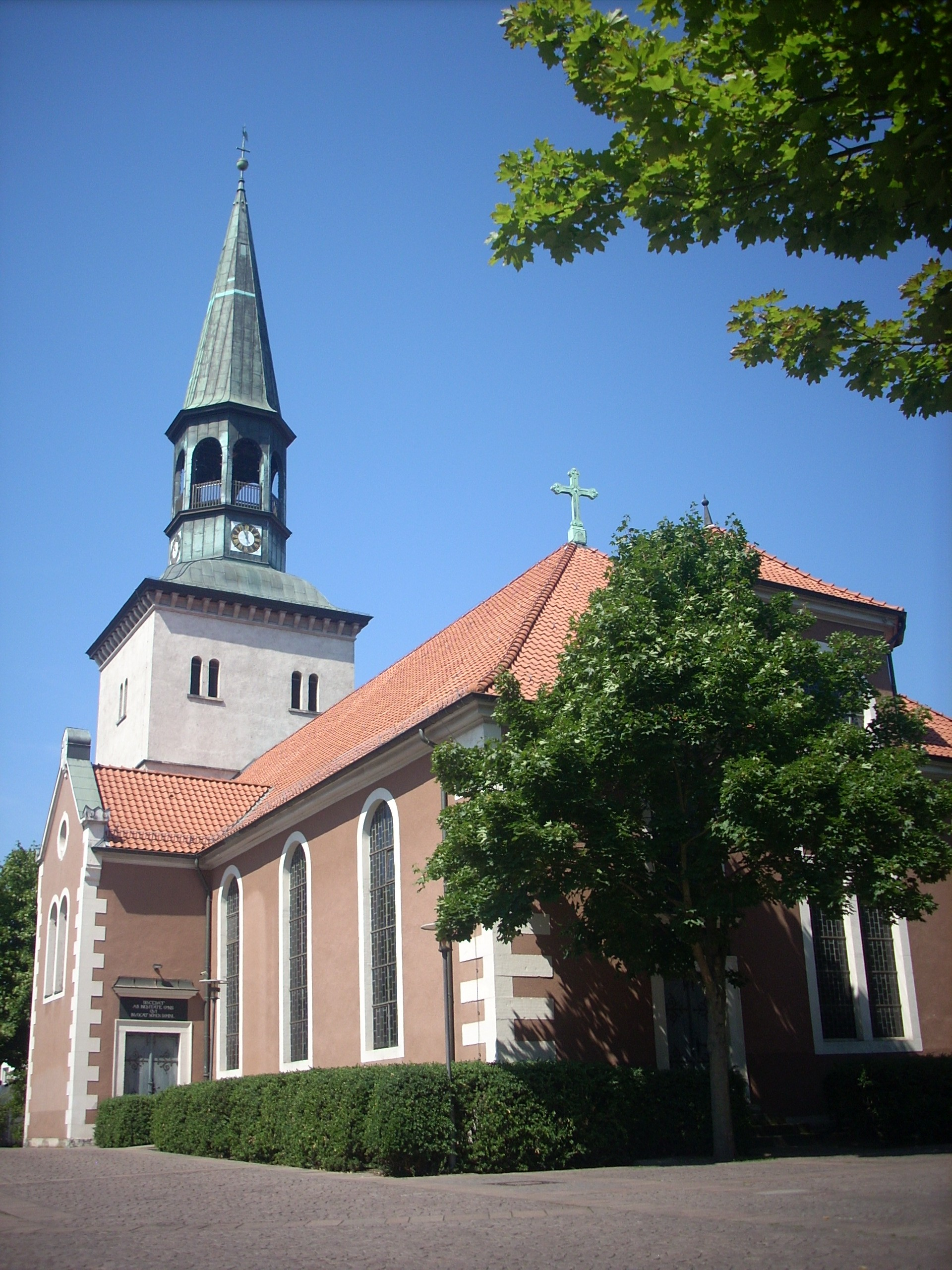
St. Pankratius, Burgdorf

  - Martin-Luther-Kirche (Ehlershausen)
  - Kapelle Otze
  - Kapelle Ramlingen
- Burgwedel
  - St. Marcus (Engensen)
  - Ludwig-Harms-Kirche (Fuhrberg)
  - St. Petri (Großburgwedel)
  - Haus der Kirche (Kleinburgwedel)
  - Kapelle (Thönse)
  - St. Marcus (Wettmar)
- Burweg
  - St. Petri (Horst/Burweg)
- Buxtehude
  - Pauluskirche (Buxtehude)
  - St. Petri (Buxtehude)
  - Marienkirche (Neukloster)

| A • Bad • Ba • Be • Bi – Bo • Br • Bu • C • D • E • F • G • Ha • He • Hi • Ho • Hu • I • J • K • L • M • N • O • P • Q • R • Sa • Sch • Se–So • Sp • St–Sy • T • U • V • W • Z |

## C
- Cadenberge
  - St.-Nicolai-Kirche (Cadenberge)
- Calberlah
  - Christus-Kirche (Calberlah)
  - Alte Kapelle (Calberlah)
  - Johanniskirche (Wettmershagen)
- Celle
  - Gertrudenkirche (Altencelle)
  - Bonifatiuskirche (Klein Hehlen)
  - Dietrich-Bonhoeffer-Haus (Celle)
  - St.-Georg-Kirche (Celle)
  - Johanneskirche (Celle)
  - Kreuzkirche (Celle)
  - Matthäuskirche (Celle)
  - Neuenhäuser Kirche (Neuenhäusen)
  - Neustädter Kirche (Celle)
  - Pauluskirche (Celle)
  - Stadtkirche St. Marien (Celle)
  - Kirche Zum Guten Hirten (Celle)
  - Markuskirche (Garßen)
  - St. Cyriakus (Groß Hehlen)
  - Christuskirche (Westercelle)

- Clausthal-Zellerfeld
  - St. Nikolai (Altenau)
  - Kapelle Buntenbock
  - Marktkirche zum Heiligen Geist
  - St.-Petrus-Kapelle (Schulenberg)

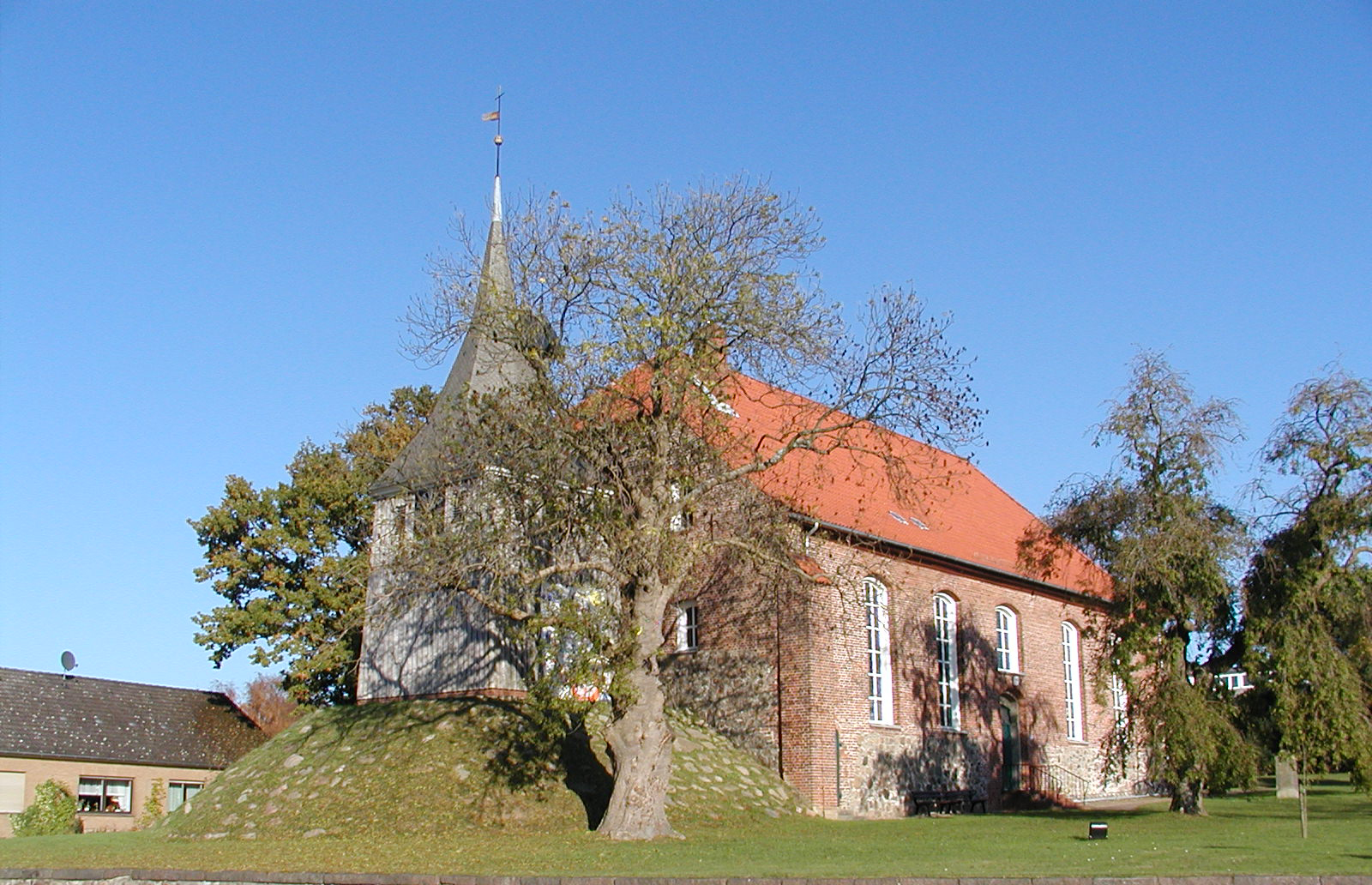
St.-Nicolai-Kirche in Cadenberge

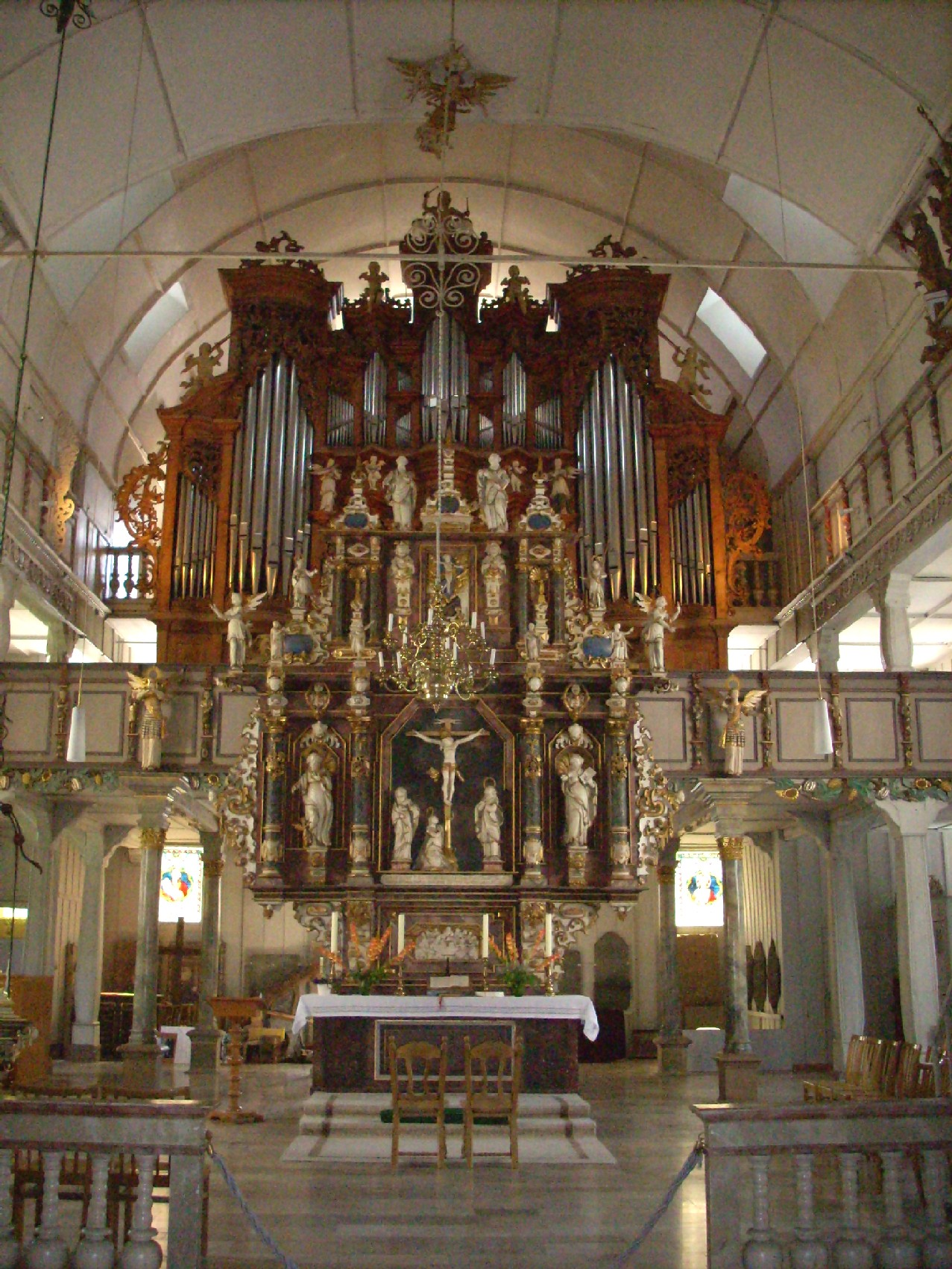
Blick auf Altar und Orgel in der Marktkirche „Zum Heiligen Geist“ in Clausthal-Zellerfeld

  - Maria-Magdalenen-Kirche (Wildemann)
  - St.-Salvatoris-Kirche (Zellerfeld)
- Clenze
  - Kirche Bussau
  - St. Bartholomäus (Clenze)
  - Andreaskapelle (Gistenbeck)
- Colnrade
  - St. Marien (Colnrade)
- Coppenbrügge
  - Jakobikirche (Bäntorf)
  - Kapelle Behrensen
  - Ev.-luth. Kirche (Bessingen)
  - St. Peter und Paul (Bisperode)
  - Johanneskirche (Brünnighausen)
  - St. Nicolai (Coppenbrügge)
  - Kapelle Diedersen
  - Andreaskirche (Harderode)
  - Petrikirche (Hohnsen)
  - Marienkapelle Marienau

- Cuxhaven
  - St.-Nicolai-Kirche (Altenbruch)
  - Kreuzkirche Altenwalde
  - Emmauskirche (Cuxhaven)
  - St.-Petri-Kirche (Cuxhaven)
  - St. Gertrud (Cuxhaven-Döse)
  - Kapelle Duhnen
  - St. Abundus (Groden)
  - St.-Jacobi-Kirche (Lüdingworth)

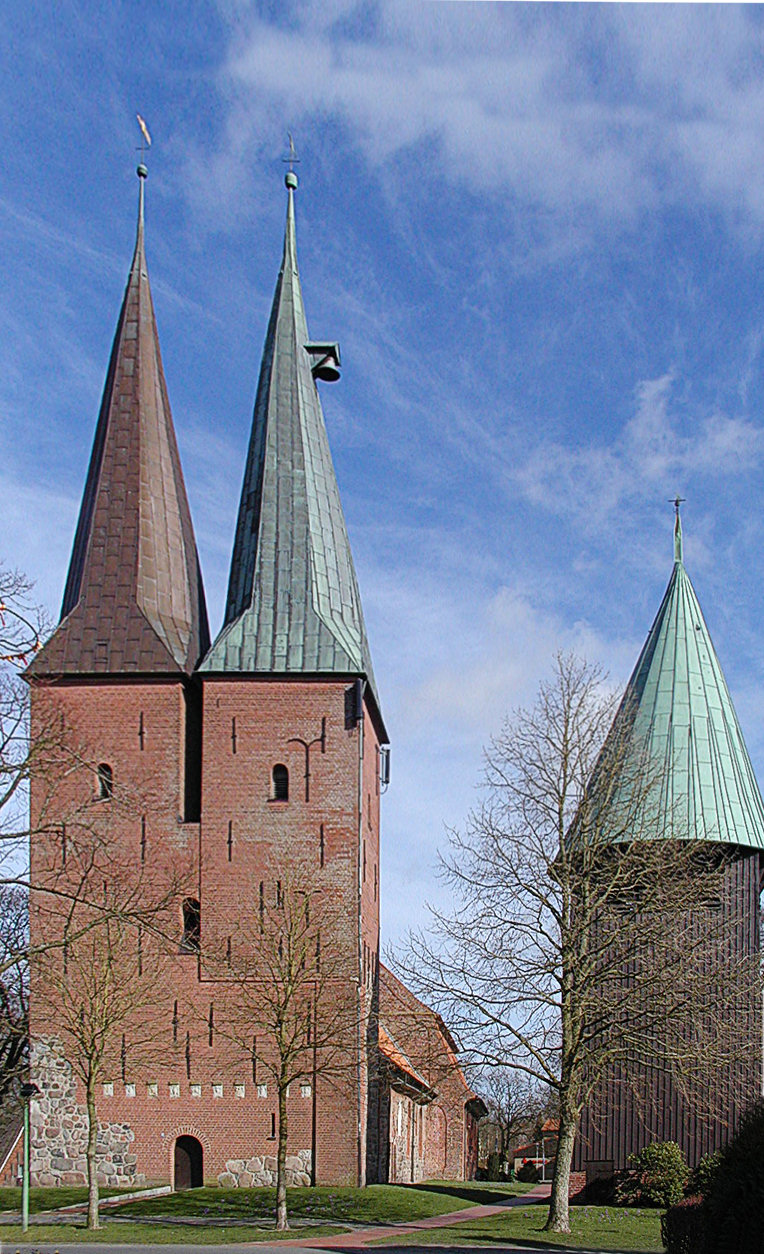
St. Nicolai in Cuxhaven-Altenbruch

  - Martinskirche (Cuxhaven-Ritzebüttel)
  - Johanneskirche (Sahlenburg)
  - Gnadenkirche (Süderwisch)

| A • Bad • Ba • Be • Bi – Bo • Br • Bu • C • D • E • F • G • Ha • He • Hi • Ho • Hu • I • J • K • L • M • N • O • P • Q • R • Sa • Sch • Se–So • Sp • St–Sy • T • U • V • W • Z |

## D
- Dahlenburg
  - St.-Johannes-Kirche (Dahlenburg)
- Damnatz
  - Kirche Damnatz
- Dannenberg (Elbe)
  - St.-Johannis-Kirche (Dannenberg)
- Dassel
  - Servatiikirche (Amelsen)
  - St.-Laurentius-Kirche (Dassel)
  - Katharina-von-Bora-Kapelle Deitersen
  - Annenkapelle (Eilensen)
  - Matthäuskirche (Ellensen)
  - Cyriaki-Kirche (Hilwartshausen)
  - St. Petrus (Lauenberg)
  - Magnikirche (Lüthorst)
  - Christophoruskirche (Mackensen)
  - Martinskirche (Markoldendorf)
  - St. Trinitatis (Sievershausen)
  - Kirche Wellersen
- Deensen
  - St.-Nicolai-Kirche (Deensen)
  - Kapelle Schorborn
- Delligsen
  - Ev.-luth. Kirche (Grünenplan)
  - Kirche Hohenbüchen
- Derental
  - St. Markus (Derental)
- Detern
  - Amdorfer Kirche
  - St.-Stephani-und-Bartholomäi-Kirche (Detern)
  - Kirche Neuburg
- Deutsch Evern
  - Martinuskirche (Deutsch Evern)
- Didderse
  - Vitikirche (Didderse)
- Diekholzen
  - Auferstehungskirche (Diekholzen)
  - Tituskirche (Barienrode)
- Dielmissen
  - St. Nikolai (Dielmissen)
- Diepenau
  - Martinskirche (Essern)
  - Danielskirche (Lavelsloh)
  - Kapelle Nordel
- Diepholz
  - St.-Michaelis-Kirche (Diepholz)
  - St. Nicolai (Diepholz)
  - Kreuzkirche (St. Hülfe)
- Dissen am Teutoburger Wald
  - St. Mauritius (Dissen)
- Dörverden
  - St. Cosmae- und Damiani-Kirche (Dörverden)
  - St.-Annen-Kirche (Dörverden-Westen)

- Dornum
  - St.-Bartholomäus-Kirche (Dornum)
  - St.-Marien-Kirche (Nesse)
  - St.-Matthäus-Kirche (Resterhafe)
  - Roggensteder Kirche
  - Petrikirche (Westeraccum)
  - Westerburer Kirche

- Drage (Elbe)
  - Marienkirche (Drennhausen)
- Drakenburg

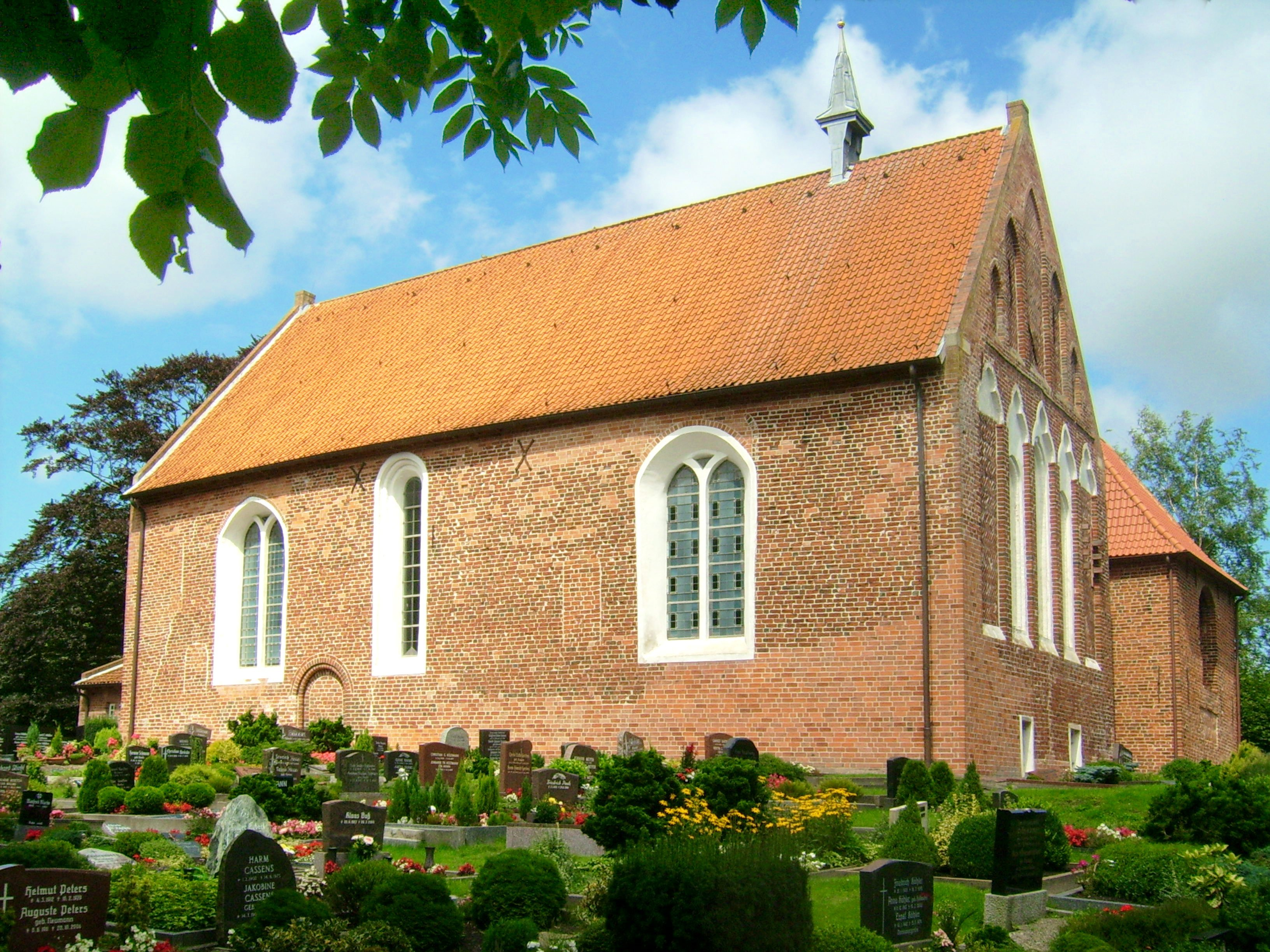
Die St.-Bartholomäus-Kirche in Dornum/Ostfriesland

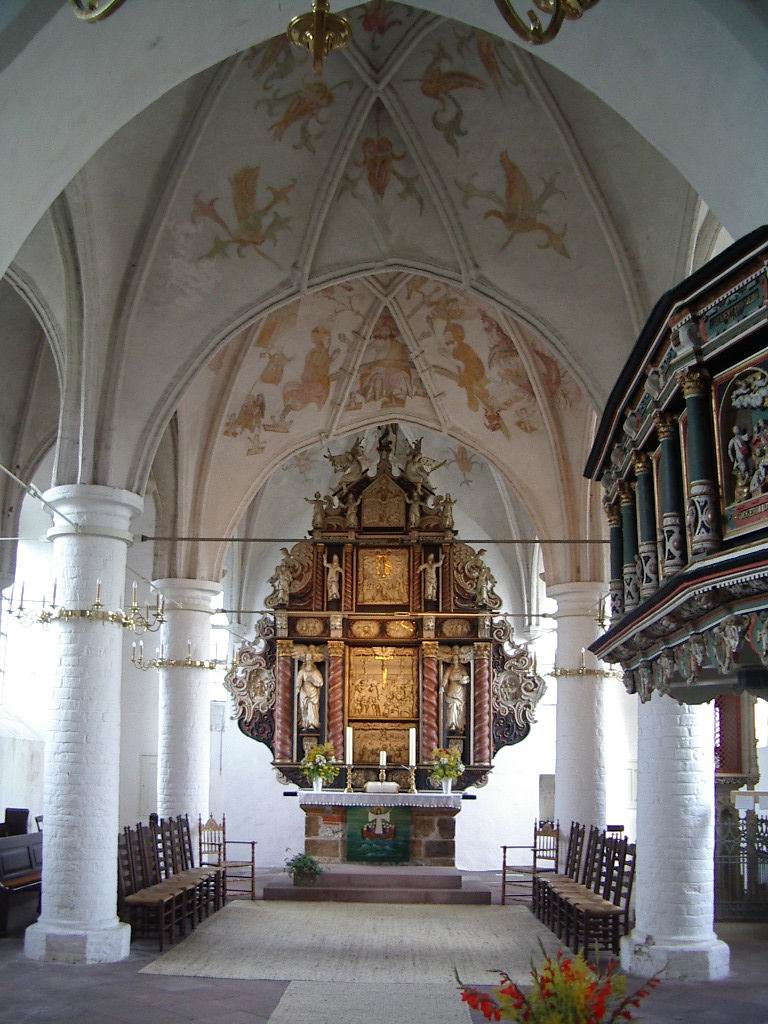
St. Urbanus in Dorum (Land Wursten): Blick auf den Hallenchor mit Altar

  - St. Johannis der Täufer (Drakenburg)
- Dransfeld
  - Kapelle Bördel
  - Martinikirche (Dransfeld)
  - Cruciskapelle (Ossenfeld)
  - Kapelle Varmissen
- Drebber
  - Jacobikirche (Jacobidrebber)
  - Marien- und Pancratii-Kirche (Mariendrebber)
- Drochtersen
  - St. Mauritius und Martin (Assel)
  - Johanniskirche (Drochtersen)
  - Kirche „Zum Guten Hirten“ (Krautsand)
- Duderstadt
  - St. Servatius (Duderstadt)
  - Heilig-Geist-Kirche (Hilkerode)
  - Kapelle Westerode
- Duingen
  - Kapelle Capellenhagen
  - Franziskuskirche (Coppengrave)
  - Katharinakirche (Duingen)
  - Johanniskirche (Fölziehausen)
  - Marien- und Mabertikirche (Hoyershausen)
  - Kapelle Lübbrechtsen
  - Marienkirche (Marienhagen)
  - Kapelle Rott
  - Maternuskirche (Weenzen)
- Dunum
  - Dunumer Kirche

| A • Bad • Ba • Be • Bi – Bo • Br • Bu • C • D • E • F • G • Ha • He • Hi • Ho • Hu • I • J • K • L • M • N • O • P • Q • R • Sa • Sch • Se–So • Sp • St–Sy • T • U • V • W • Z |

## E
- Ebergötzen
  - St. Cosmas und Damian (Ebergötzen)
- Ebstorf
  - Mauritii-Kirche (Ebstorf)
- Echem
  - Kirche Echem
- Edemissen
  - Dorfkirche (Abbensen)
  - Kreuzkapelle Alvesse
  - Markuskapelle (Blumenhagen)
  - St. Bernward (Eddesse)
  - Martin-Luther-Kirche (Edemissen)
  - Nikolaikirche (Eickenrode)
  - Kapelle Oelerse
  - Johanneskapelle (Plockhorst)
  - Lucaskapelle (Voigtholz)
  - Matthäuskapelle (Wehnsen)
  - St. Sebastian (Wipshausen)
- Egestorf
  - St.-Stephani-Kirche (Egestorf)
- Ehra-Lessien
  - Michaeliskirche (Ehra)
- Ehrenburg
  - St. Nicolai (Schmalförden)
- Eickeloh
  - Kreuzkirche (Eickeloh)
- Eime
  - Maria-Magdalena-Kapelle (Deilmissen)
  - Nicolaikirche (Deinsen)
  - Catharinenkapelle (Dunsen)
  - St. Jakobus (Eime)
- Eimen
  - Nicolaikirche (Vorwohle)
- Eimke
  - St.-Marien-Kirche (Eimke)
- Einbeck
  - Petrikirche (Avendshausen)
  - Kirche Dassensen
  - Mariaekirche/Neustädter Kirche (Einbeck)
  - Münsterkirche St. Alexandri (Einbeck)
  - Marktkirche St. Jacobi (Einbeck)
  - Margarethenkapelle (Holtensen)
  - Nicolaikirche (Hullersen)
  - Johanniskirche (Iber)
  - Johanneskirche (Kohnsen)
  - Kapelle Kuventhal
  - Laurentiuskirche (Negenborn)
  - St. Pankratius (Odagsen)
  - St. Jacobi (Salzderhelden)
  - Justuskapelle (Strodthagen)
  - Kapelle Sülbeck
  - Georgskapelle (Vardeilsen)
  - Georgikirche (Vogelbeck)
  - Marienkapelle (Volksen)
- Elbingerode (bei Herzberg am Harz)
  - Petrikirche (Elbingerode)
- Eldingen
  - St.-Marien-Kirche
  - Kirche Hohnhorst
- Elsdorf
  - Allerheiligenkirche (Elsdorf)
- Elze
  - St. Petrus und Paulus (Elze)
  - St. Gallus (Esbeck)
  - St. Urbanus (Mehle)
  - Liebfrauenkirche (Sehlde)
  - Kapelle Sorsum
  - Willehadikirche (Wittenburg)
  - Marienkirche (Wülfingen)
- Embsen
  - St. Katharina (Embsen)
- Emden
  - Johanneskirche (Emden)
  - Markuskirche (Emden)
  - Martin-Luther-Kirche (Emden)
  - Pauluskirche (Emden)
  - Erlöserkirche (Emden)
  - St.-Antonius-Kirche (Petkum)
- Emlichheim
  - Friedenskirche (Emlichheim)

- Emmerthal
  - Dorfkirche (Börry)
  - Kapelle Brockensen
  - Kirche Esperde
  - Johanniskirche (Frenke)
  - Philipp-Spitta-Kirche (Grohnde)
  - Marienkirche (Hämelschenburg)
  - Dorfkirche (Hajen)
  - Kapelle Latferde
  - Kirche Lüntorf
  - Martinskirche (Ohr)
  - Petrikirche (Ohsen)

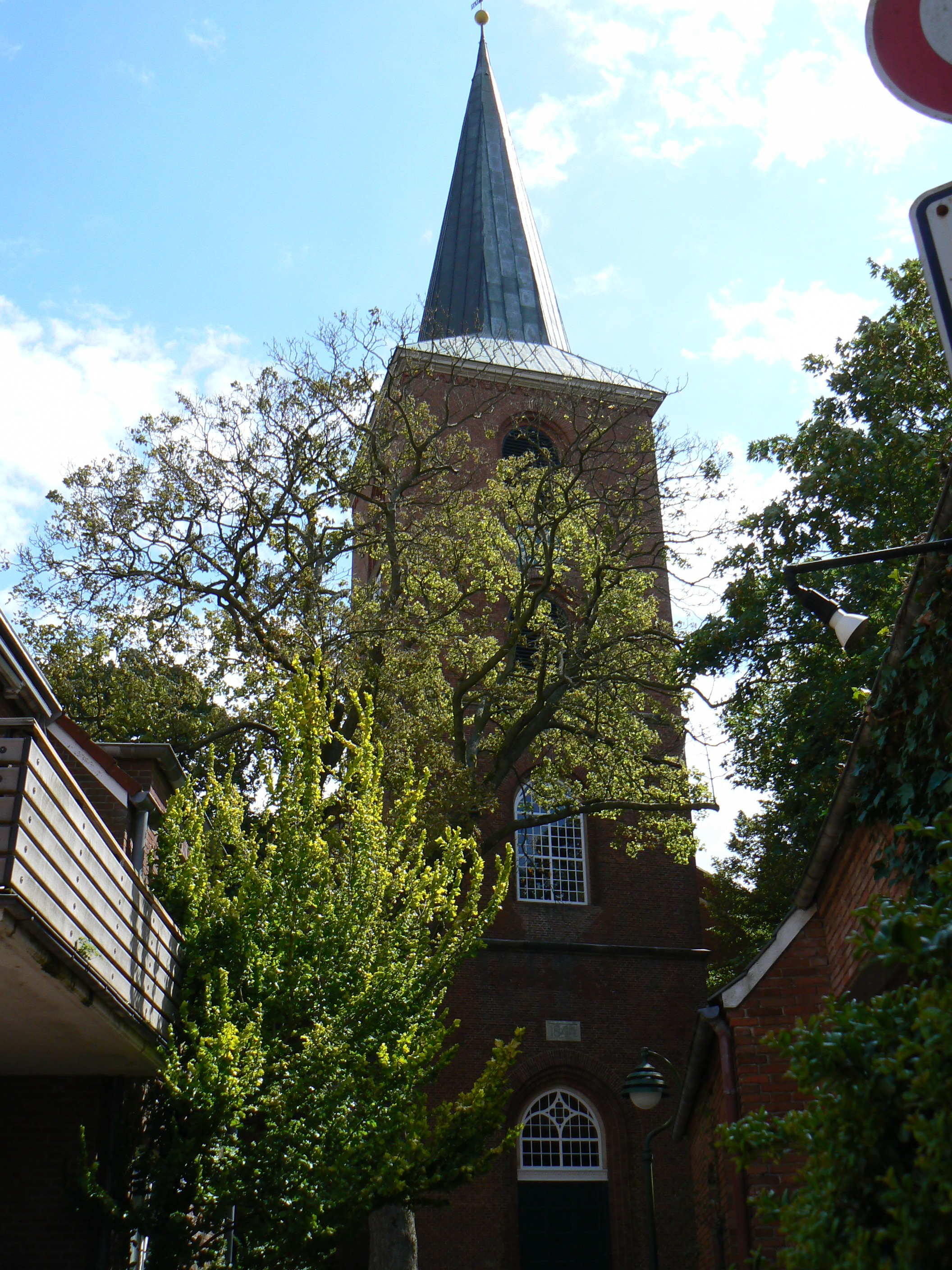
Die St.-Magnus-Kirche in Esens

  - Kirche „Zum Guten Hirten“ (Voremberg)
- Emsbüren
  - Erlöserkirche (Leschede)
- Eschede
  - Johanniskirche (Eschede)
- Eschershausen
  - St. Martin (Eschershausen)
  - Nicolaikirche (Scharfoldendorf)
- Esens
  - St.-Magnus-Kirche (Esens)
- Estorf (Weser)
  - Dorfkirche (Estorf)
- Eystrup
  - Willehadi-Kirche (Eystrup)

| A • Bad • Ba • Be • Bi – Bo • Br • Bu • C • D • E • F • G • Ha • He • Hi • Ho • Hu • I • J • K • L • M • N • O • P • Q • R • Sa • Sch • Se–So • Sp • St–Sy • T • U • V • W • Z |

## F
- Faßberg
  - Michaelkirche (Faßberg)
  - St. Laurentius (Müden)
- Filsum
  - St.-Paulus-Kirche (Filsum)
- Fintel
  - St. Antonius (Fintel)
- Firrel
  - Andreaskirche (Firrel)
- Freden (Leine)
  - Cäcilienkirche (Everode)
  - Kapelle Eyershausen
  - St. Georg (Freden)
  - St. Laurentius (Freden)
  - Annenkirche (Meimerhausen)
  - Kapelle Ohlenrode
  - St.-Peter-und-Paul-Kirche (Wetteborn)
- Fredenbeck
  - Martin-Luther-Kirche (Fredenbeck)
- Freiburg/Elbe
  - Wulphardikirche (Freiburg/Elbe)

- Friedeburg
  - St.-Martinus-Kirche (Etzel)
  - Zum Guten Hirten (Friedeburg)
  - St.-Mauritius-Kirche (Horsten)
  - St.-Marcus-Kirche (Marx)
  - St. Mauritius (Reepsholt)
  - Kapelle Wiesede
- Friedland

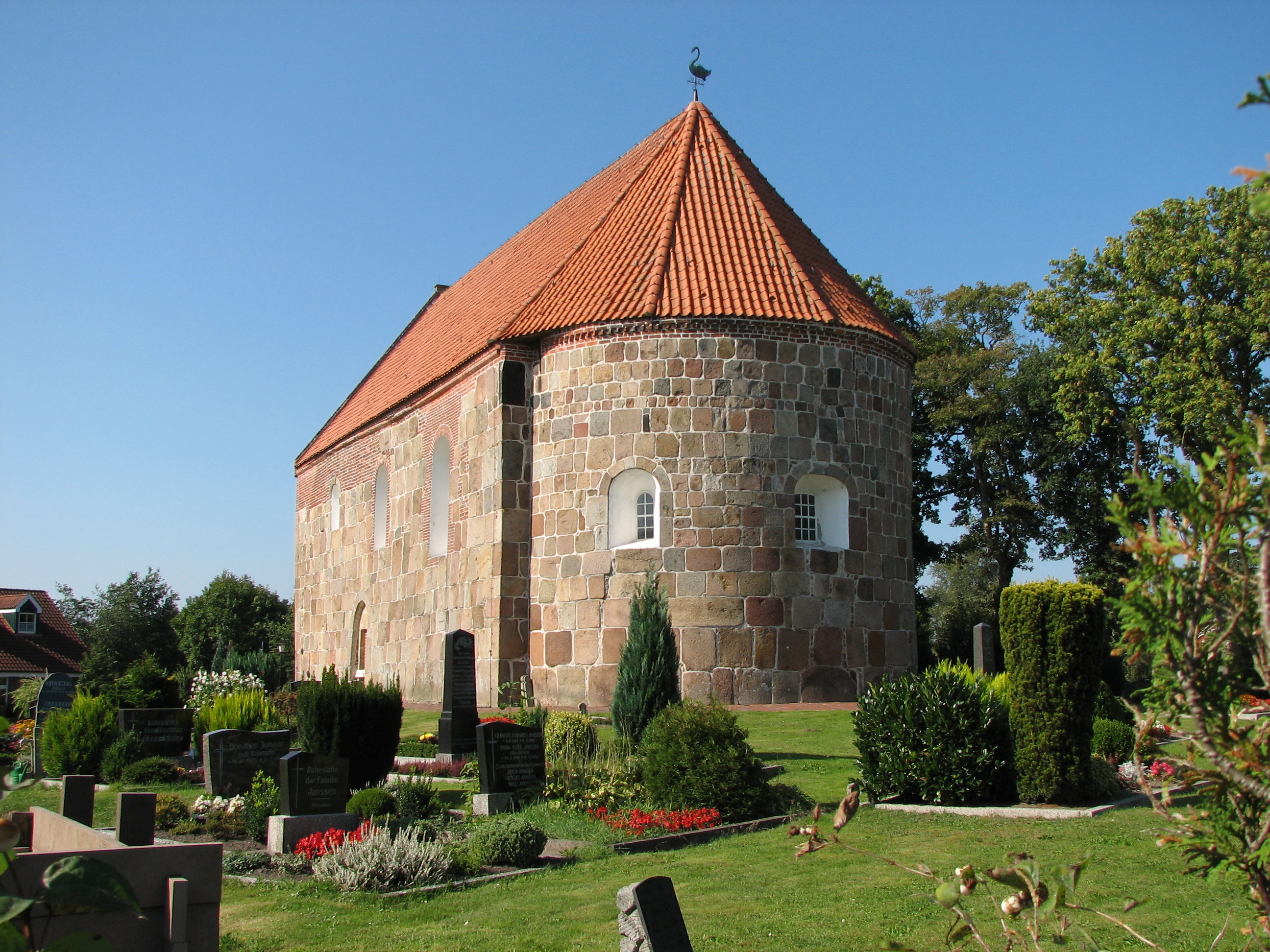
Die St.-Marcus-Kirche in Marx (Friedeburg/Ostfriesland)

  - St.-Johannis-Kirche (Ballenhausen)
  - Kirche Deiderode
  - Nikolauskirche (Elkershausen)
  - Ev.-luth. Kirche (Friedland)
  - St. Michaelis (Groß Schneen)
  - Kirche Klein Schneen
  - Kirche Lichtenhagen
  - Kirche Ludolfshausen
  - Kirche Mollenfelde
  - Kirche Hottenrode (Niedergandern)
  - St.-Laurentius-Kirche (Niedernjesa)
  - Kirche Reckershausen
  - Kirche Reiffenhausen
  - St. Bonifatiuskirche Stockhausen
- Fürstenau
  - St. Georg (Fürstenau)
- Fürstenberg (Weser)
  - Christuskirche (Fürstenberg)

| A • Bad • Ba • Be • Bi – Bo • Br • Bu • C • D • E • F • G • Ha • He • Hi • Ho • Hu • I • J • K • L • M • N • O • P • Q • R • Sa • Sch • Se–So • Sp • St–Sy • T • U • V • W • Z |

## G
- Ganderkesee
  - Michaeliskirche (Ganderkesee)
- Garbsen
  - Kirche Altgarbsen
  - Silvanuskirche (Berenbostel)
  - Stephanuskirche (Berenbostel)
  - Willehadi-Kirche (Garbsen)
  - Versöhnungskirche (Havelse)
  - Dorfkirche (Horst)
  - Dorfkirche (Osterwald)
  - Kirche Schloß Ricklingen
- Gartow
  - St. Georg (Gartow)
- Geeste
  - Ökumenische Autobahnkapelle „Jesus – Brot des Lebens“
  - Johanneskapelle (Dalum-Großer Sand)
  - Pauluskirche (Dalum)
  - Markuskirche (Groß Hesepe)
  - Kapelle Osterbrock
- Geestland
  - St.-Jakobi-Kirche (Bad Bederkesa)
  - Dionysiuskirche (Debstedt)
  - Liebfrauenkirche (Elmlohe)
  - St.-Pauli-Kirche (Flögeln)
  - St.-Petri-Kirche (Langen)
  - Heilig-Kreuz-Kirche (Neuenwalde)
  - St. Fabian (Ringstedt) (Simultankirche)
- Gehrde
  - St. Christophorus (Gehrde)
- Gehrden
  - Kapelle Ditterke
  - Kapelle (Everloh)
  - Margarethenkirche (Gehrden)
  - Lemmier Kapelle
  - Kirche „10000 Ritter“ (Lenthe)
  - St. Agatha (Leveste)
  - St.-Michaelis-Kapelle (Northen)
  - Kapelle Redderse
- Georgsmarienhütte
  - Lutherkirche (Georgsmarienhütte)
  - Auferstehungskirche (Kloster Oesede)
  - König-Christus-Kirche (Oesede)

- Gerdau
  - St. Michaelis (Gerdau)
- Geversdorf
  - St.-Andreas-Kirche (Geversdorf)
- Gieboldehausen

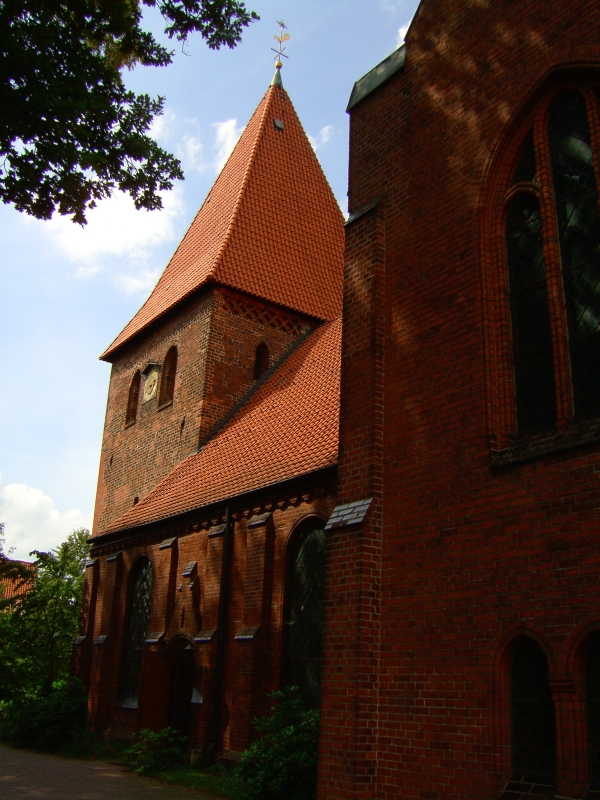
Die St.-Michaelis-Kirche in Gerdau

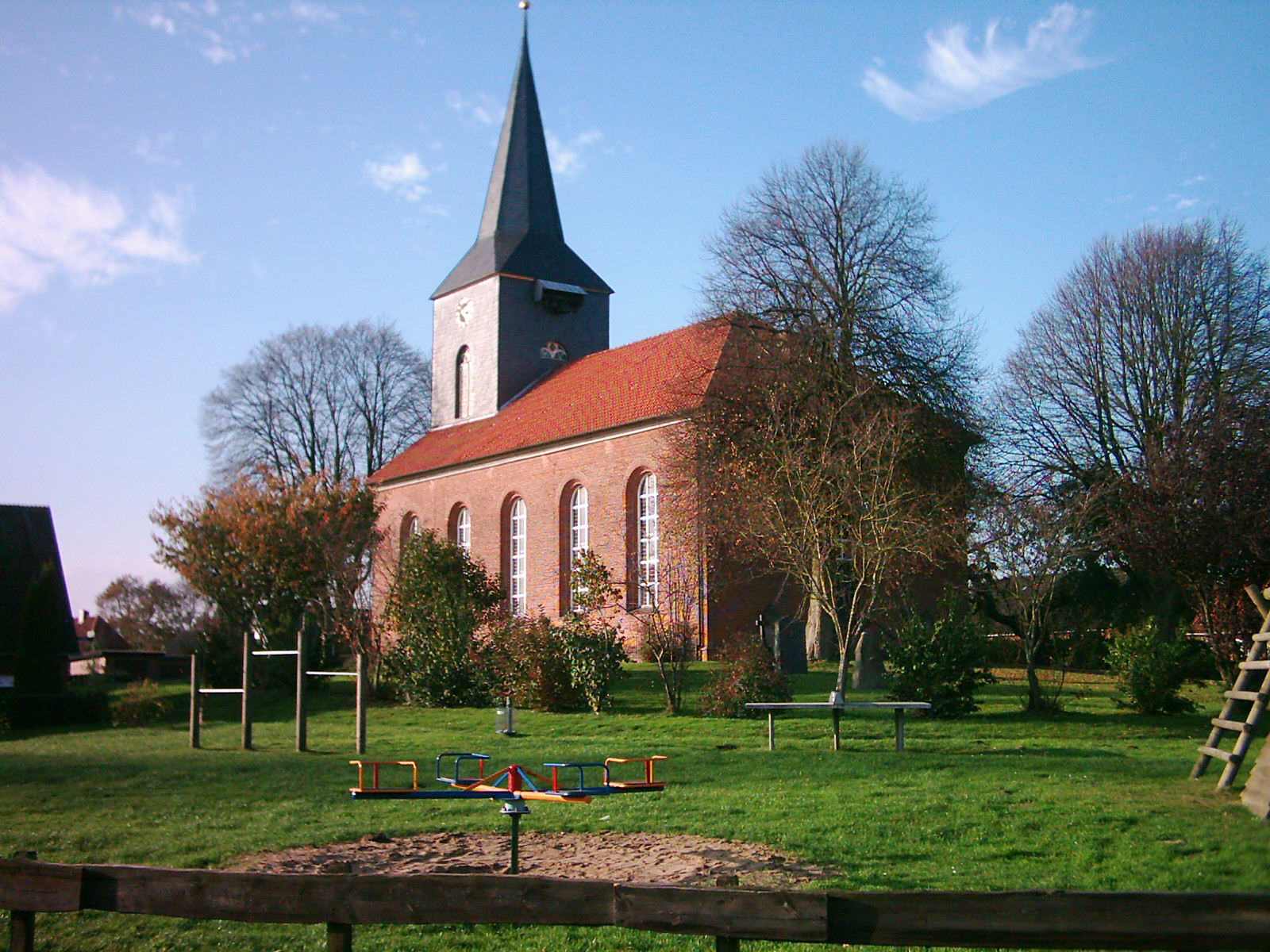
St.-Andreas-Kirche, Geversdorf

  - Gustav-Adolf-Kirche (Gieboldehausen)
- Giesen
  - Friedenskirche (Ahrbergen)
  - Pauluskirche (Hasede)
- Gifhorn
  - Epiphaniaskirche (Gamsen)
  - Martin-Luther-Kirche (Gifhorn)
  - St.-Nicolai-Kirche (Gifhorn)
  - Pauluskirche (Gifhorn)
- Gilten
  - St. Pauli (Gilten)
  - Kapelle Nordrebber
  - St.-Katharinen-Kirche (Suderbruch)
- Glandorf
  - Kripplein Christi (Glandorf)
- Gleichen
  - St. Bartholomäi (Beienrode)
  - St. Urban (Benniehausen)
  - Martinikirche (Bischhausen)
  - St. Matthias (Bremke)
  - St.-Michaelis-Kirche (Diemarden)
  - St. Pankratius (Gelliehausen)
  - Kirche Groß Lengden
  - Kapelle Ischenrode
  - St. Johannes der Täufer (Kerstlingerode)
  - St. Johannes der Täufer (Klein Lengden)
  - St. Christophorus (Reinhausen)
  - Marienkirche (Rittmarshausen)
  - Nicolaikirche (Weißenborn)
  - Kirche Wöllmarshausen
- Gnarrenburg
  - Pauluskirche (Gnarrenburg)
  - Erlöserkirche (Kuhstedt)

- Göhrde
  - Kapelle Bredenbock
- Göttingen
  - Martinikirche (Elliehausen)
  - St. Pankratius (Esebeck)
  - St.-Martin-Kirche (Geismar)
  - Stephanuskirche (Geismar)
  - Bethlehemkirche (Göttingen)
  - Christophoruskirche (Göttingen)
  - Christuskirche (Göttingen)
  - Corvinuskirche (Göttingen)
  - Friedenskirche (Göttingen)
  - Kreuzkirche (Göttingen)
  - St. Albani (Göttingen)
  - St. Jacobi (Göttingen)
  - St. Johannis (Göttingen)
  - St. Marien (Göttingen)
  - Thomaskirche (Göttingen)
  - Jonakirche (Grone)
  - St. Petri (Grone)

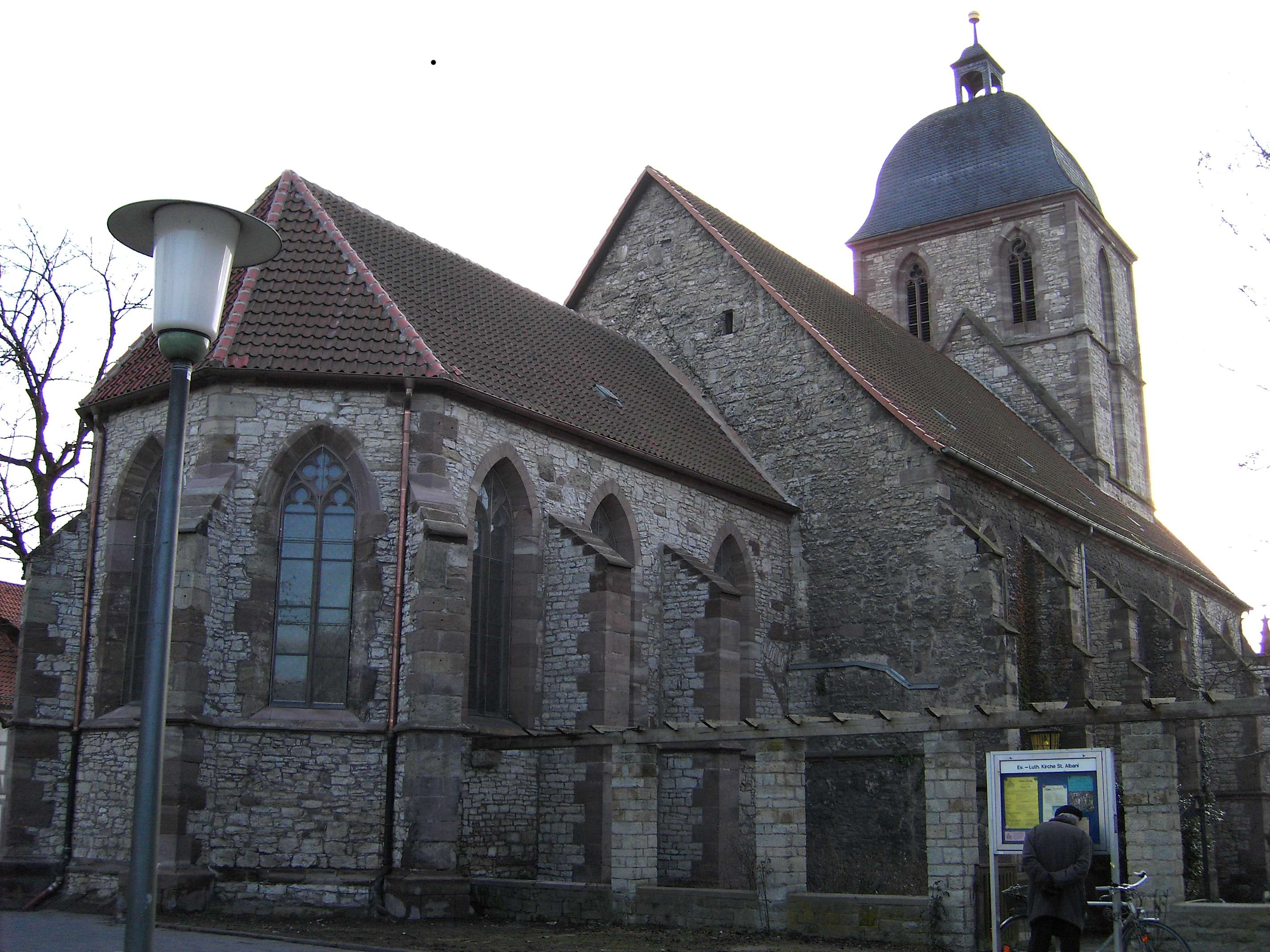
St.-Albani-Kirche in Göttingen

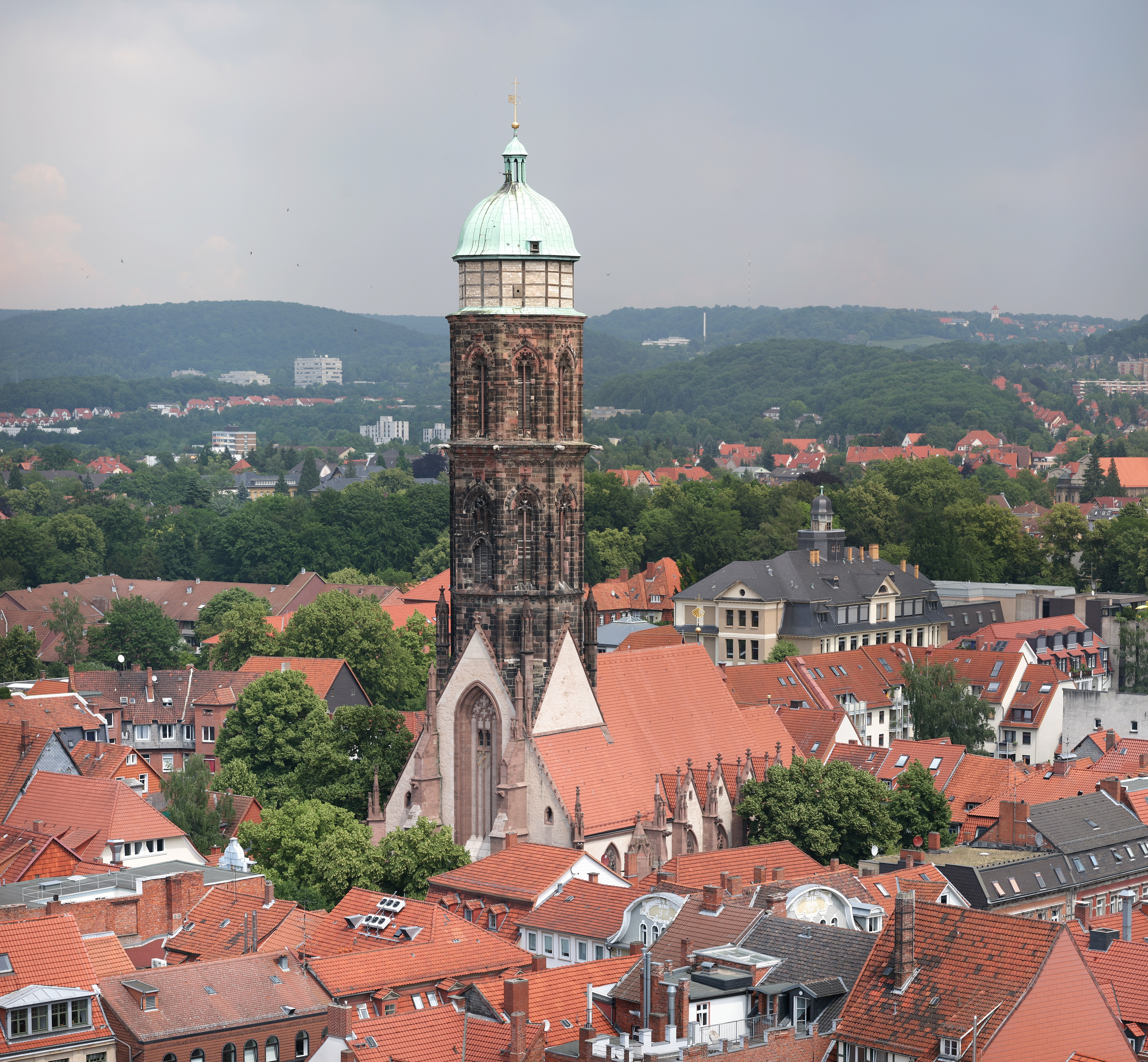
St.-Jacobi-Kirche in Göttingen, vom Turm der Johanniskirche

  - St.-Martini-Kirche (Groß Ellershausen)
  - Marienkirche (Hetjershausen)
  - Cosmae- und Damiani-Kirche (Herberhausen)
  - Margarethenkirche (Holtensen)
  - Katharinenkapelle (Knutbühren)
  - Nicolauskirche (Nikolausberg)
  - Martinskirche (Roringen)
  - St. Petri (Weende)
- Golmbach
  - St. Gangolf (Golmbach)
- Gorleben
  - Kapelle Gorleben
  - Kapelle Meetschow

- Goslar

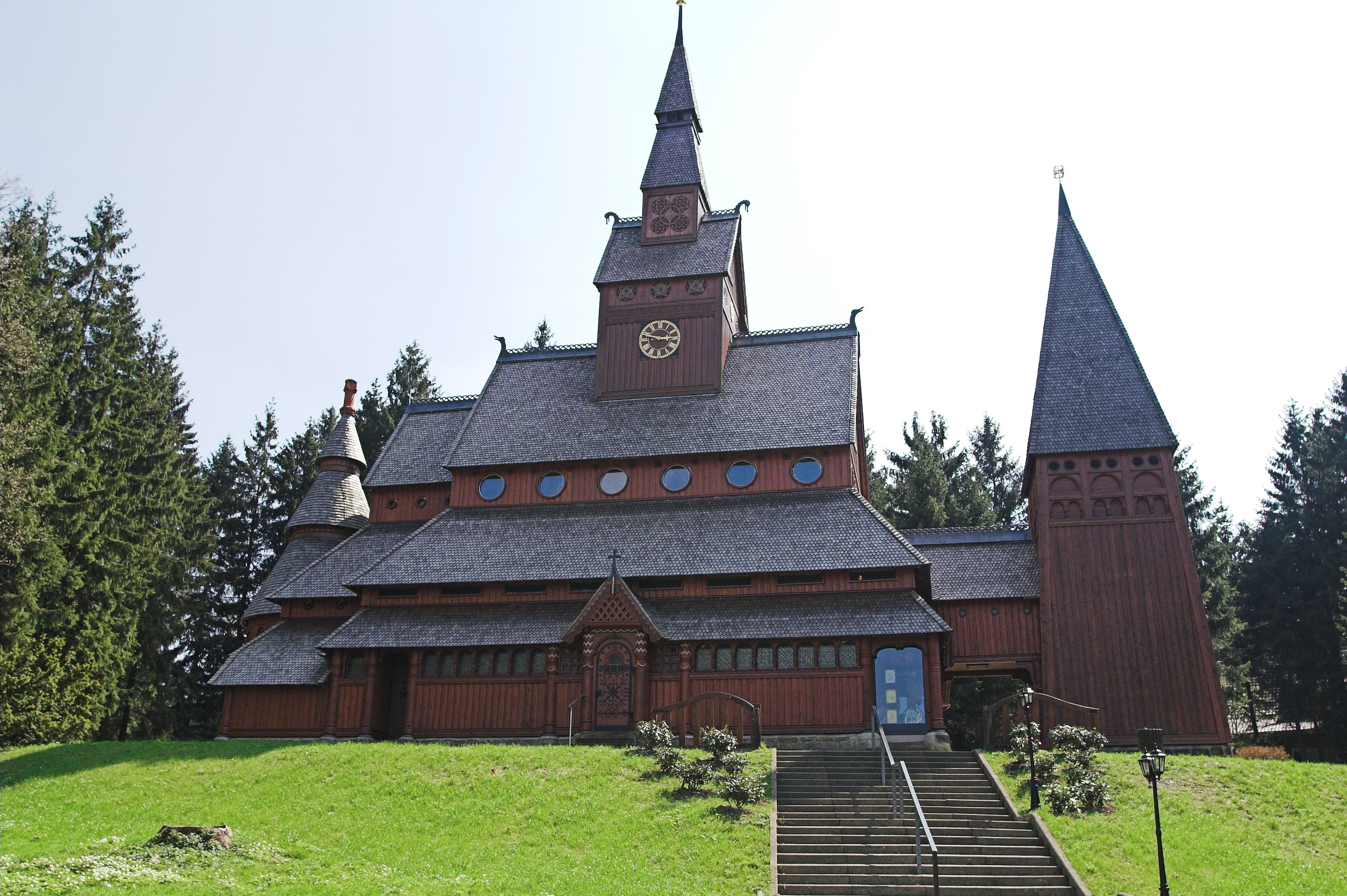
Die Gustav-Adolf-Stabkirche in Hahnenklee (Goslar)

  - Gustav-Adolf-Stabkirche (Hahnenklee)
- Grasberg
  - Ev.-luth. Kirche (Grasberg)
- Gronau (Leine)
  - St. Georg (Banteln)
  - Johanneskirche (Barfelde)
  - St. Andreas (Betheln)Die Andreaskirche in Betheln
  - Cyriakuskapelle (Brüggen)
  - Marienkirche (Brüggen)
  - Martinskapelle (Eitzum)
  - St. Matthäi (Gronau)
  - Kapelle Heinum
  - St. Andreas (Nienstedt)
  - St. Cosmas und Damian (Rheden)

- Großefehn

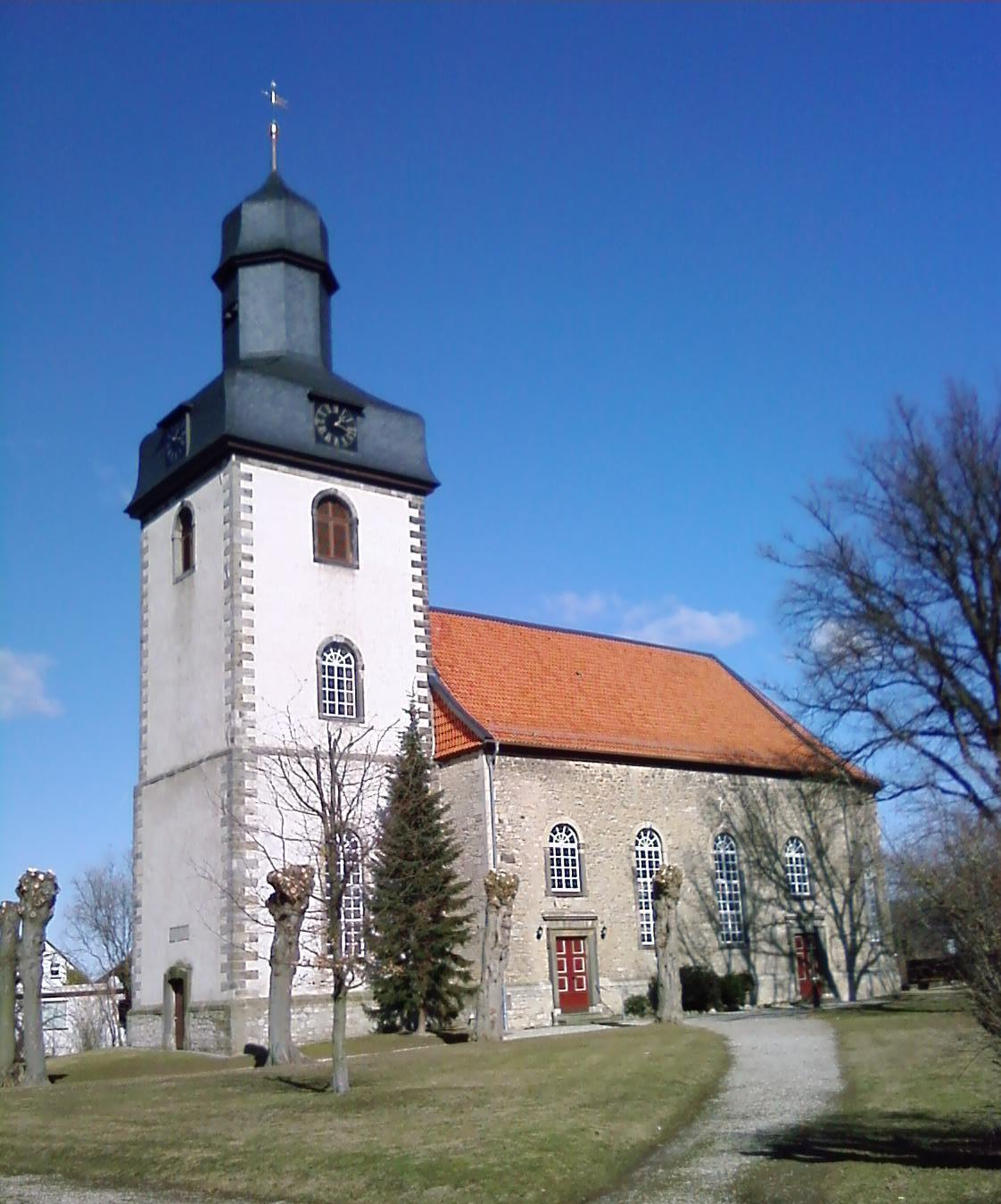
Die Andreaskirche in Betheln

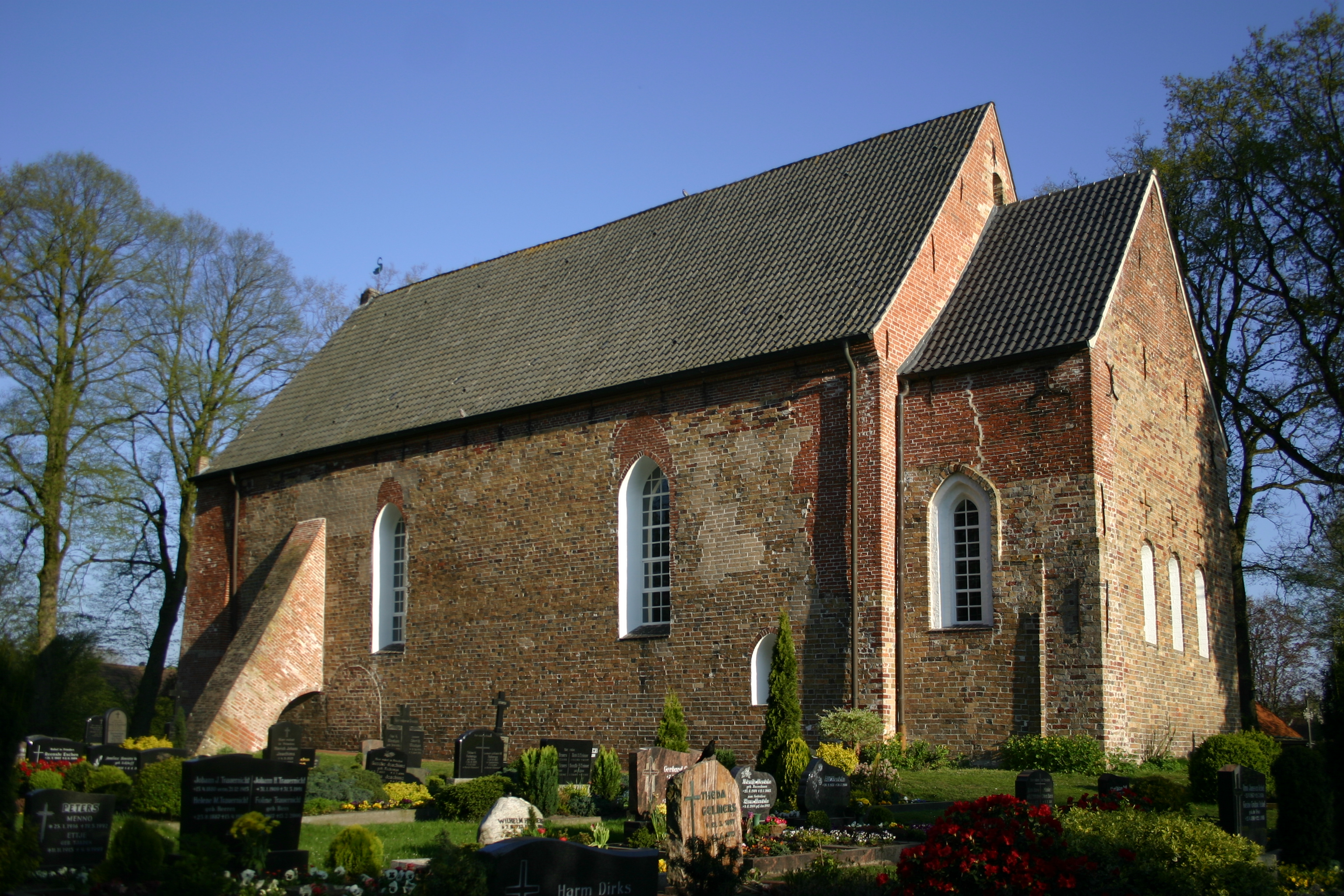
St.-Petri-Kirche (Aurich-Oldendorf)

  - St.-Petri-Kirche (Aurich-Oldendorf)
  - Bagbander Kirche
  - Holtroper Kirche
  - Mittegroßefehner Kirche
  - Auferstehungskirche (Ostgroßefehn)
  - Christus-Kirche (Spetzerfehn)
  - Barbara-Kirche (Strackholt)
  - Petrus-und-Paulus-Kirche (Timmel)
- Großenwörden
  - Marienkirche (Großenwörden)
- Großheide
  - Bonifatius-Kirche (Arle)
  - Berumerfehner Kirche
  - Kirche Großheide
- Groß Oesingen
  - Friedenskirche (Oesingen)
- Grünendeich
  - St. Marien (Grünendeich)
- Gusborn
  - St.-Maria-Magdalena-Kirche (Quickborn)
- Gyhum
  - Margaretenkirche (Gyhum)

| A • Bad • Ba • Be • Bi – Bo • Br • Bu • C • D • E • F • G • Ha • He • Hi • Ho • Hu • I • J • K • L • M • N • O • P • Q • R • Sa • Sch • Se–So • Sp • St–Sy • T • U • V • W • Z |

## Ha
- Hage
  - St.-Ansgari-Kirche (Hage)
- Hagen am Teutoburger Wald
  - Melanchthonkirche (Hagen)
- Hagen im Bremischen
  - St. Jacobi (Bramstedt)

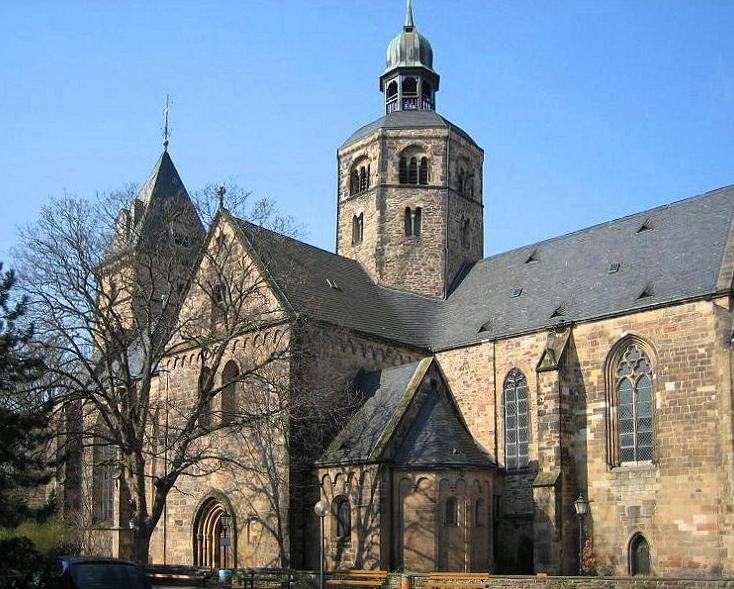
Münsterkirche St. Bonifatius in Hameln

  - Martin-Luther-Kirche (Hagen im Bremischen)
  - St. Johannis (Sandstedt)
  - St.-Nicolai-Kirche (Uthlede)
  - St. Marien (Wersabe)
  - St. Lucia (Wulsbüttel)
- Halle (Weserbergland)
  - St. Johannis (Bremke)
  - Urbankirche (Dohnsen)
  - St. Petri (Halle)
  - Maria-Magdalena-Kirche (Hunzen)
  - Johanniskirche (Tuchtfeld)
- Hambergen
  - St. Cosmae und Damiani (Hambergen)
- Hambühren
  - Auferstehungskirche (Hambühren)
  - Petruskirche (Oldau)
- Hameln
  - Georgskirche (Afferde)
  - Martinikirche (Groß Hilligsfeld)
  - St. Bonifatius (Hameln)
  - Martin-Luther-Kirche (Hameln)
  - Marktkirche (Hameln)
  - Paul-Gerhardt-Kirche (Hameln)
  - Kirche „Zum Heiligen Kreuz“ (Hameln)
  - Kirche Hastenbeck
  - Kapelle Haverbeck
  - Aegidienkirche (Holtensen)
  - Johanniskirche (Klein Berkel)
  - Ökumenisches Zentrum Klein Berkel
  - Kapelle Rohrsen
  - Dorfkirche (Tündern)
  - St.-Annen-Kirche (Wangelist)
- Handeloh
  - Nikodemuskirche (Handeloh)
- Handorf
  - St. Marien (Handorf)
- Hankensbüttel
  - St. Pankratius (Hankensbüttel)
  - Stiftskirche (Kloster Isenhagen)

- Hannover
  - Martin-Luther-Kirche (Ahlem)
  - St.-Martins-Kirche (Anderten)

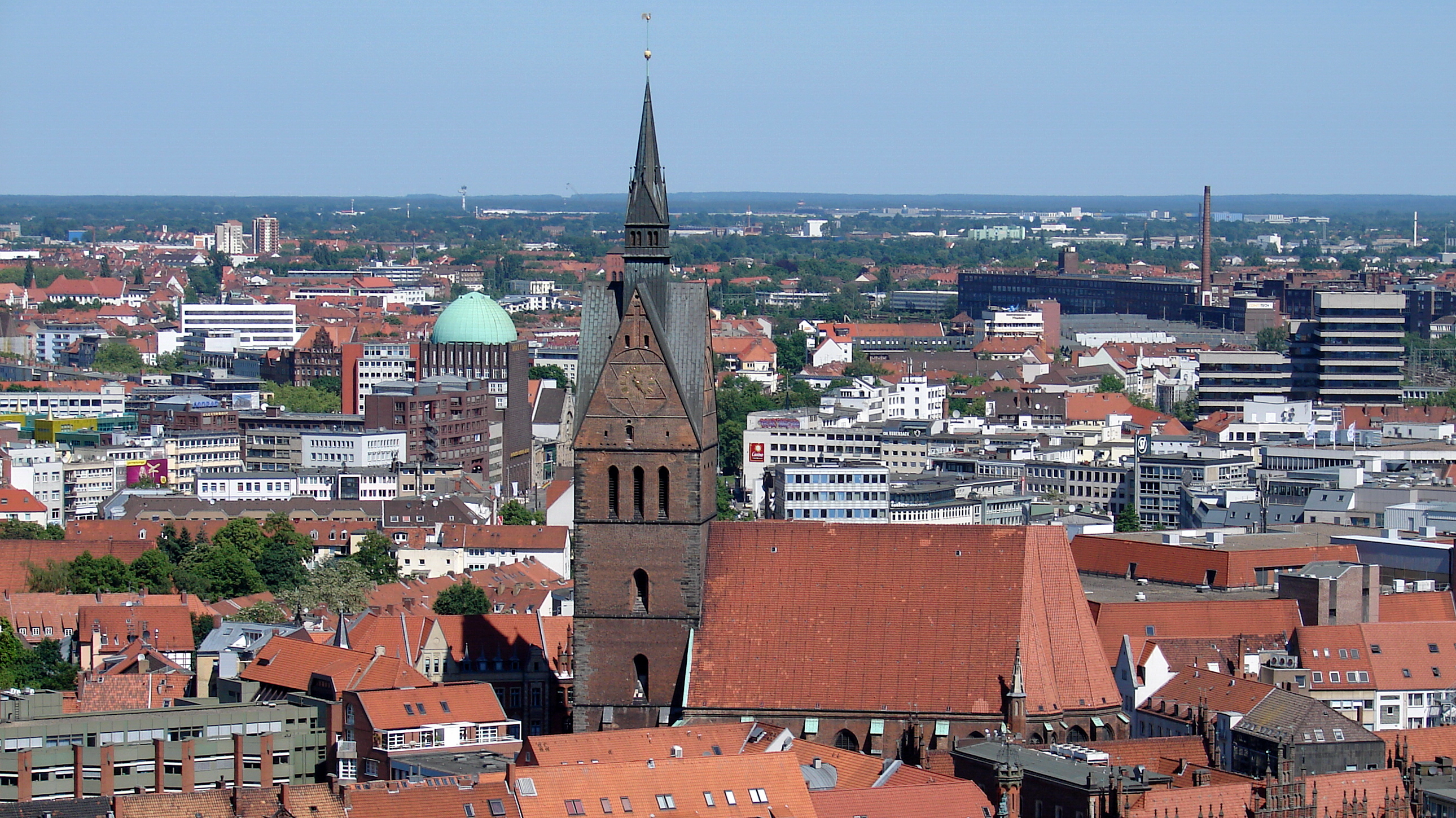
Die Marktkirche in Hannover – Hauptkirche der Ev.-luth. Landeskirche Hannovers

  - Paul-Gerhardt-Kirche (Badenstedt)
  - St.-Johannis-Kirche (Bemerode)
  - St.-Johannis-Kapelle (Bemerode)
  - St.-Nathanaelkirche (Bothfeld)
  - St.-Nicolai-Kirche (Bothfeld)
  - Melanchthonkirche (Bult)
  - Zachäuskirche (Burg)
  - Kirche des Friederikenstiftes (Calenberger Neustadt)
  - Neustädter Hof- und Stadtkirche St. Johannis (Calenberger Neustadt)

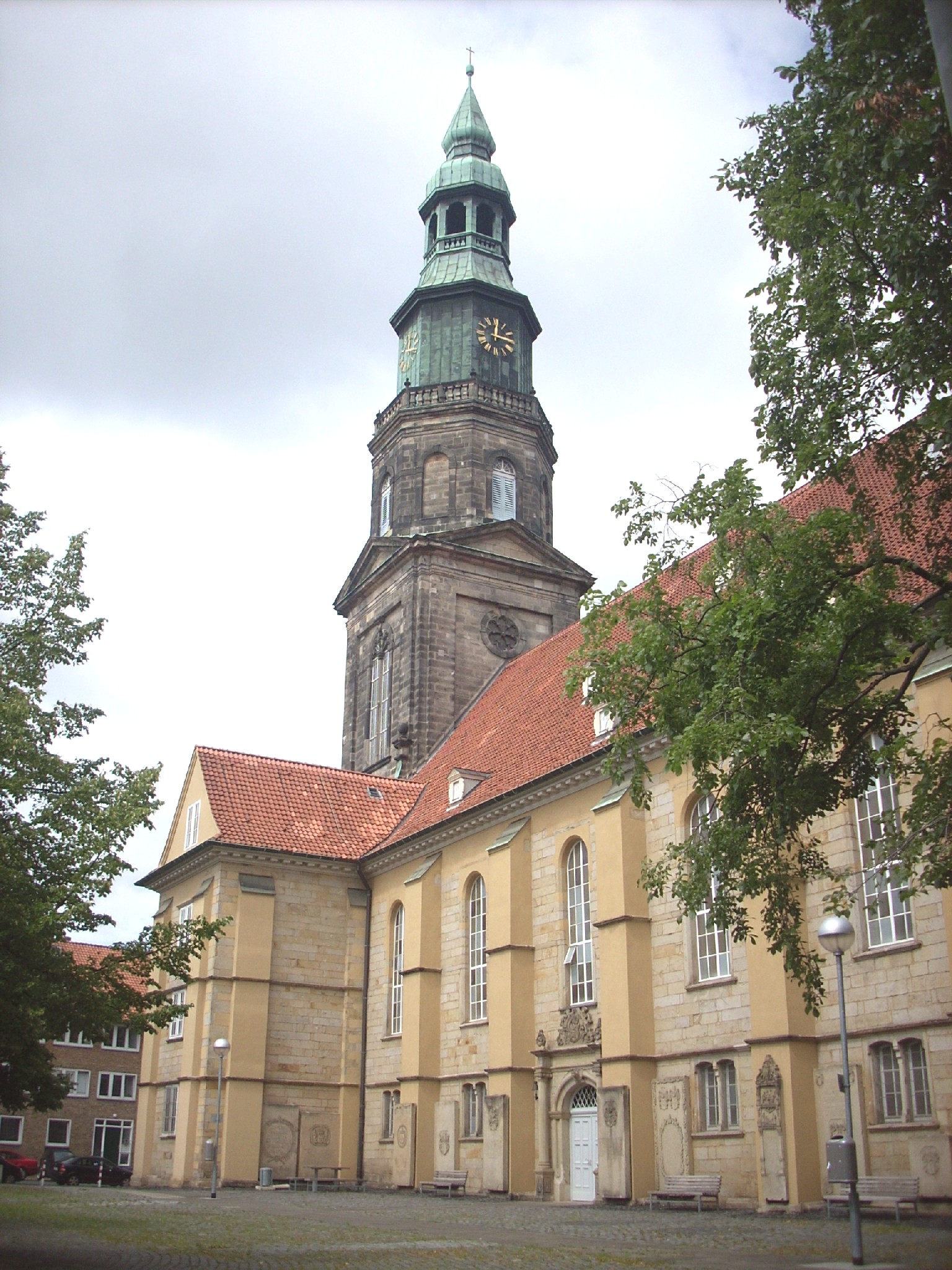
Die Neustädter Kirche (Johanniskirche) in Hannover

- - St.-Johannes-Kapelle (Davenstedt)
  - Johanneskirche (Davenstedt)
  - Auferstehungskirche (Döhren)
  - St. Petri (Döhren)
  - Dietrich-Bonhoeffer-Kirche (Groß Buchholz)
  - Matthiaskirche (Groß-Buchholz)
  - St.-Marien-Kirche (Hainholz)
  - Nikodemuskirche (Heideviertel)
  - Herrenhäuser Kirche
  - St.-Philippus-Kirche (Isernhagen-Süd)
  - Jakobikirche (Kirchrode)
  - Simeonkirche (Kirchrode, Henriettenstift)
  - Kirche Birkenhof (Kirchrode)
  - Petrikirche (Kleefeld)
  - Stephanikirche (Kleefeld Stephanstift)
  - Kapelle Annastift (Kleefeld)
  - Evangelisches Kirchenzentrum Kronsberg
  - Bodelschwinghkirche (Ledeburg)
  - St.-Nikolai-Kirche (Limmer)
  - Bethlehemkirche (Linden)
  - Erlöserkirche (Linden)
  - St.-Martins-Kirche (Linden)
  - Gethsemanekirche (List)
  - Markuskirche (List)
  - Matthäuskirche (List) Die Klosterkirche Marienwerder (Hannover)
  - Klosterkirche (Marienwerder)
  - St.-Johannis-Kirche (Misburg)
  - Trinitatiskirche (Misburg)
  - Gartenkirche St. Marien (Mitte)
  - Kirche des Henriettenstiftes
  - Kreuzkirche (Hannover) (Mitte)

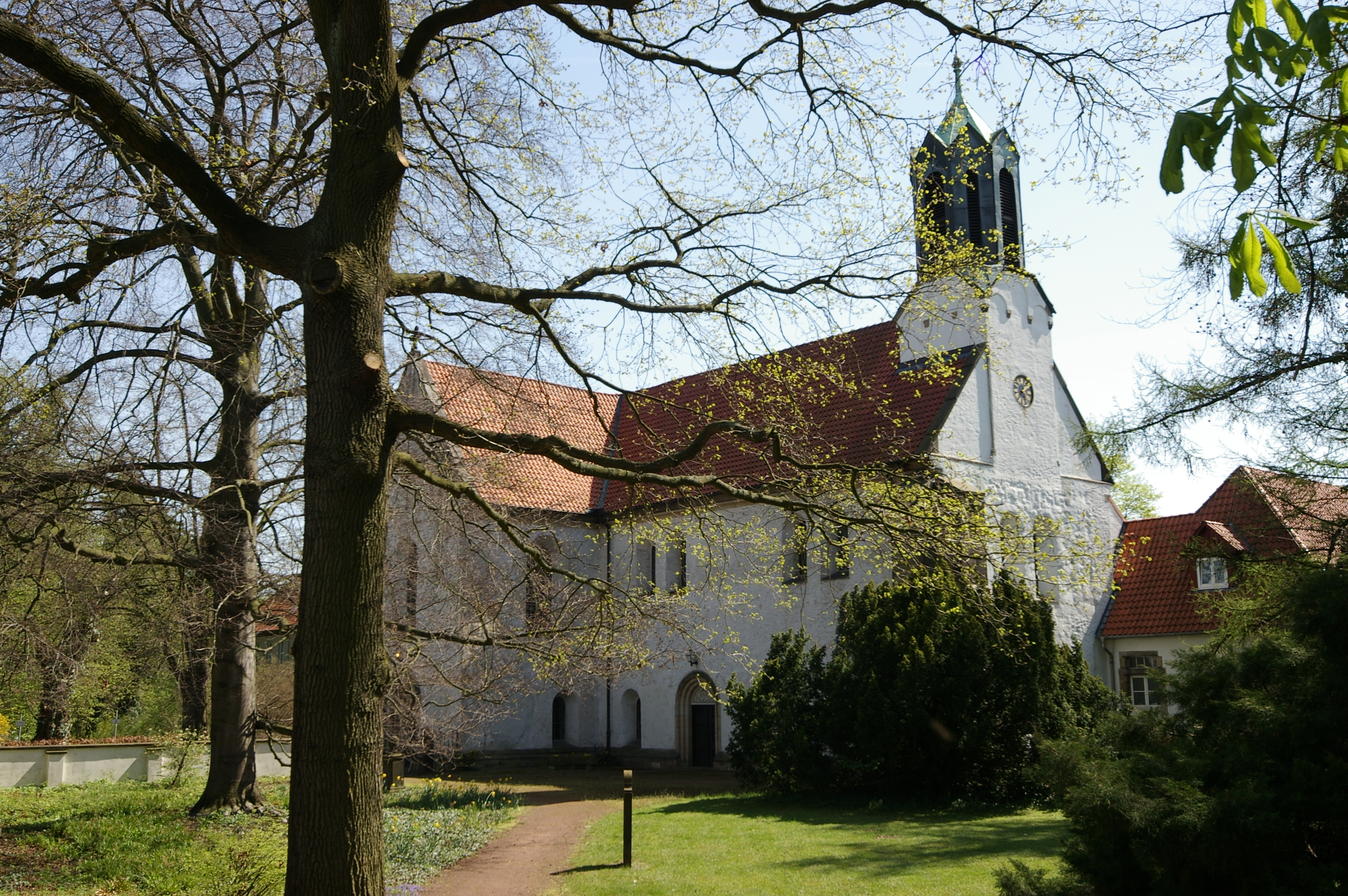
Die Klosterkirche Marienwerder (Hannover)

  - Marktkirche St. Georgii et Jacobi (Mitte)
  - Gnadenkirche zum Heiligen Kreuz (Mittelfeld)
  - Bonhoefferkirche (Mühlenberg)
  - Christuskirche (Nordstadt)
  - Lutherkirche (Nordstadt)
  - St.-Thomas-Kirche (Oberricklingen)
  - Apostelkirche (Oststadt)
  - Dreifaltigkeitskirche (Oststadt)
  - Michaeliskirche (Ricklingen)
  - Epiphaniaskirche (Sahlkamp)
  - Bugenhagenkirche (Südstadt)Die Nazarethkirche in Hannover-Südstadt
  - Nazarethkirche (Südstadt)
  - Pauluskirche (Südstadt)
  - Tituskirche (Vahrenheide)
  - Vahrenwalder Kirche
  - Heilig-Geist-Kirche (Vahrenwald)
  - Lukaskirche (Vahrenwald)
  - Andreaskirche (Vinnhorst)
  - Timotheuskirche (Waldhausen)

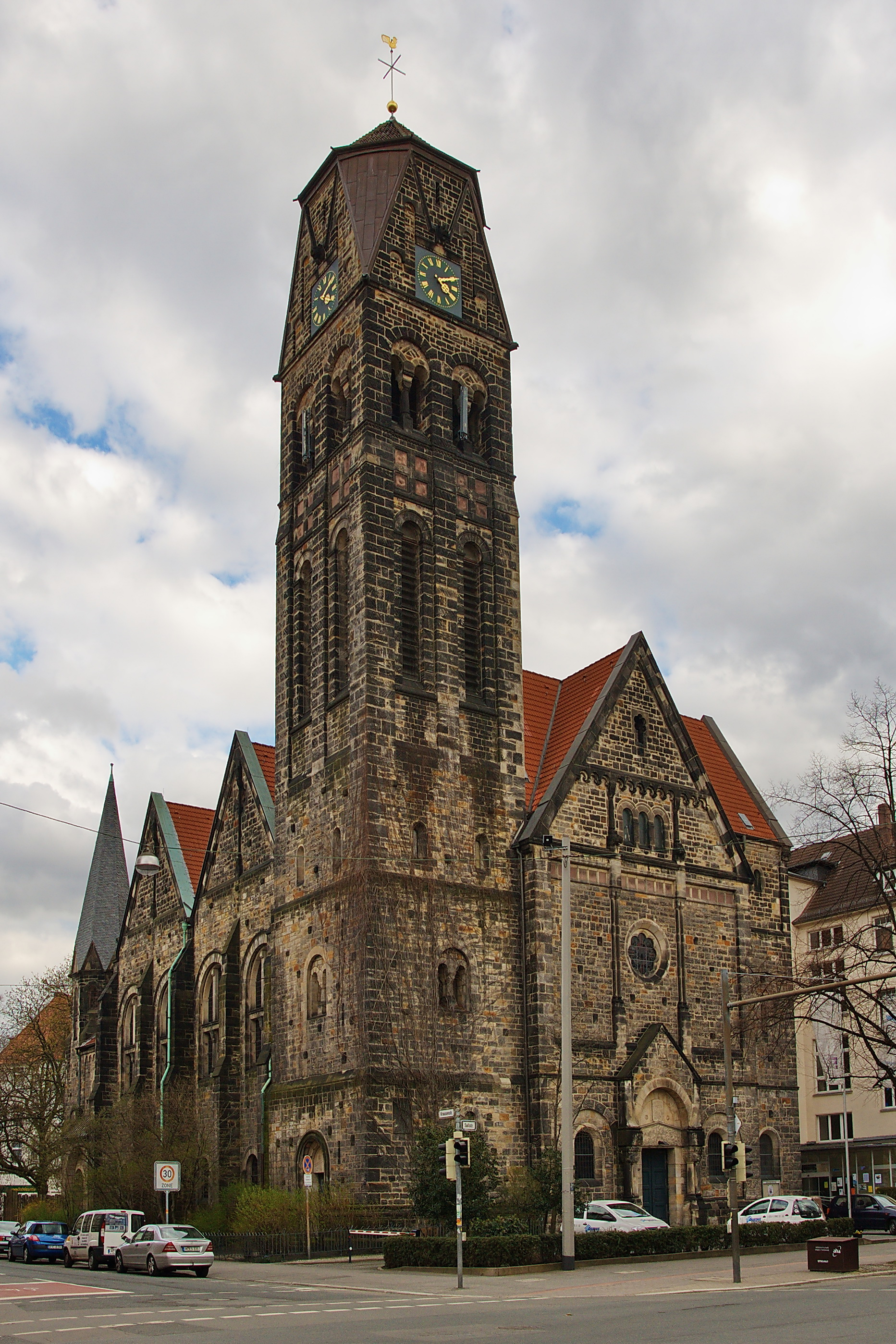
Die Nazarethkirche in Hannover-Südstadt

  - Johannes-der-Täufer-Kirche (Wettbergen)
  - Matthäikirche (Wülfel)
  - Kapelle Wülferode
  - Friedenskirche (Zoo)

- Hann. Münden
  - Kapelle Bonaforth
  - Kloster Bursfelde
  - Marienkirche (Gimte)
  - Lukaskirche (Hann. Münden)
  - Matthäuskirche (Hann. Münden)
  - St. Blasius (Hannoversch Münden)

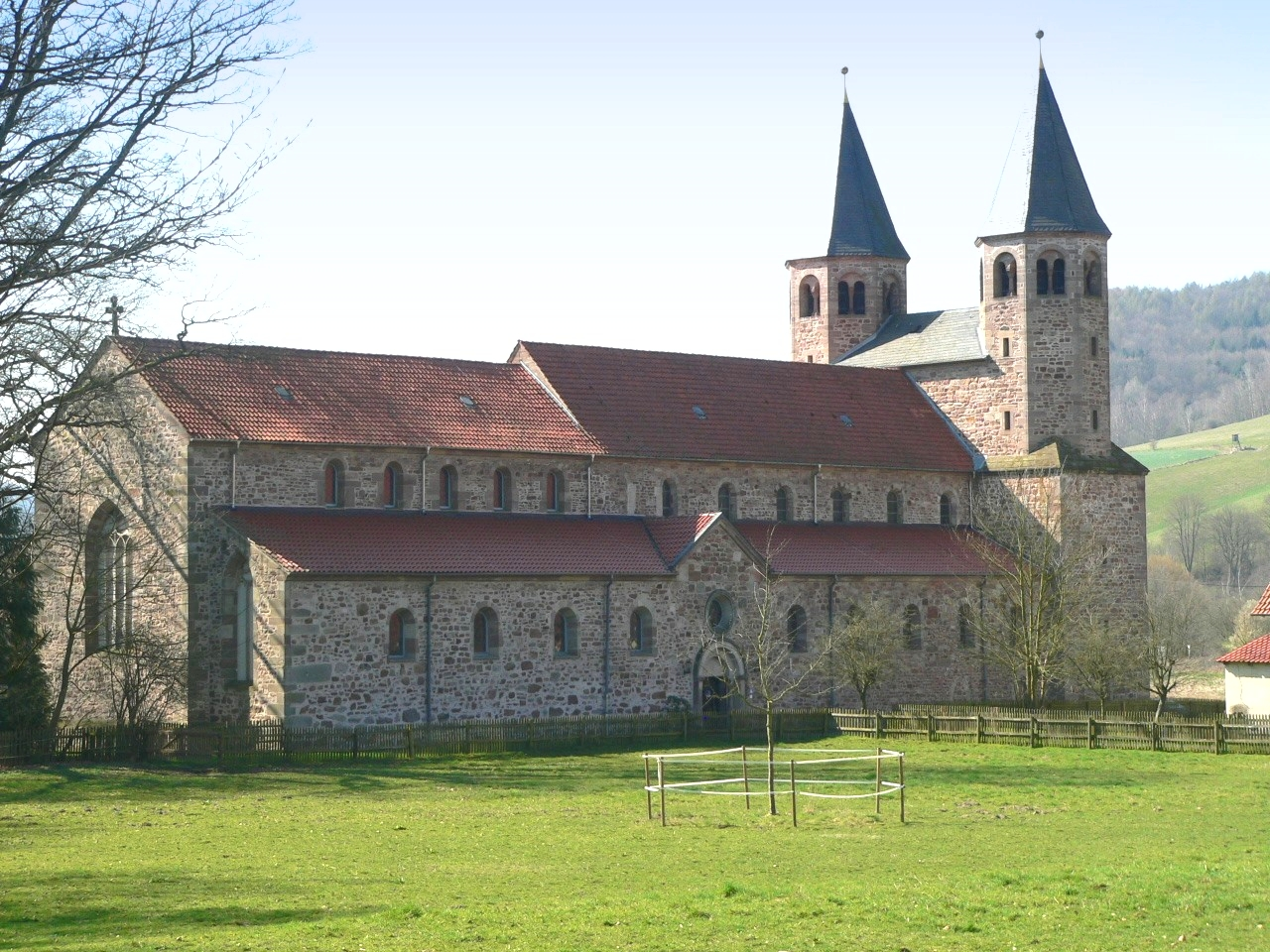
Die Klosterkirche in Bursfelde (Hann. Münden)

  - St.-Michaelis-Kirche (Hedemünden)
  - Marienkirche (Hemeln)
  - Peterskirche (Hilwartshausen)
  - Kapelle Laubach
  - Kirche Lippoldshausen
  - St.-Johannes-Kapelle (Mielenhausen)
  - Trinitatiskapelle Oberode
  - Petrikirche (Wiershausen)
- Hanstedt (Nordheide)
  - Jakobikirche (Hanstedt)
- Hanstedt (Landkreis Uelzen)
  - St. Georg (Hanstedt)
- Hardegsen
  - St. Johannes (Ellierode)
  - Marienkapelle (Espol)
  - St. Nikolai (Gladebeck)
  - St. Mauritius (Hardegsen)
  - Dorfkirche (Hettensen)
  - Kirche Lutterhausen
  - St.-Lambert-Kirche (Hevensen)
  - St. Laurentius (Trögen)
  - Johanniskapelle (Üssinghausen)
- Haren (Ems)
  - Johanniskirche (Haren)
  - Trinitatiskapelle (Rütenbrock)
- Harpstedt
  - Christuskirche (Harpstedt)
- Harsefeld
  - St. Marien und Bartholomäi (Harsefeld)
- Harsum
  - Andreaskirche (Harsum)
  - St. Cosmas und Damian (Rautenberg)
- Hasbergen
  - Kapelle Gaste
  - Christuskirche (Hasbergen)
- Haselünne
  - Dreifaltigskeitskirche (Haselünne)
- Hassel (Weser)
  - St. Cosmae et Damiani zu Hassel
- Haßbergen
  - Marienkapelle (Haßbergen)
  - Marienkirche (Haßbergen)
- Hattorf am Harz
  - Pancratiuskirche (Hattorf)

| A • Bad • Ba • Be • Bi – Bo • Br • Bu • C • D • E • F • G • Ha • He • Hi • Ho • Hu • I • J • K • L • M • N • O • P • Q • R • Sa • Sch • Se–So • Sp • St–Sy • T • U • V • W • Z |

## He
- Hechthausen
  - St. Marien (Hechthausen)
- Heemsen
  - St.-Michaelis-Kirche (Heemsen)
  - Kapelle Anderten
- Heeslingen
  - St. Vitus (Heeslingen)
- Hehlen
  - Immanuelkirche (Hehlen)
  - Kirche Hohe
- Heidenau (Nordheide)
  - Kirche Heidenau
- Heinade
  - Heilig-Kreuz-Kirche (Heinade)
  - Kapelle Hellental
  - Kapelle Merxhausen
- Heinsen
  - St. Liborius (Heinsen)
- Hemmingen
  - Friedenskirche (Hemmingen-Arnum)
  - Wehrkapelle Arnum
  - Kapelle Devese
  - Kapelle Harkenbleck
  - Kapelle Hemmingen
  - Nikolai-Kirche (Hiddestorf)
  - Trinitatiskirche (Westerfeld)
  - St.-Vitus-Kirche (Wilkenburg)
- Hemmoor

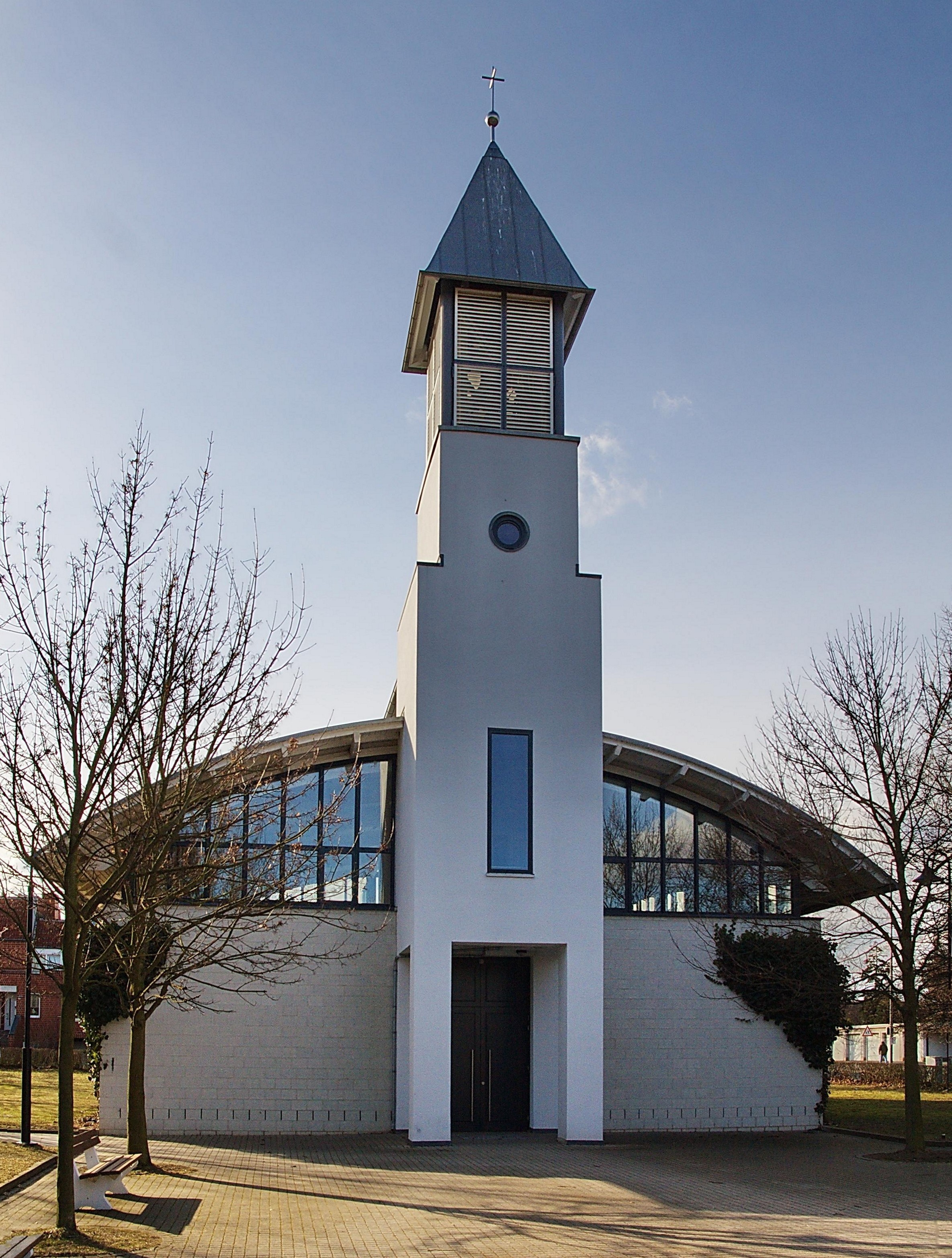
Die Friedenskirche in Hemmingen-Arnum, erbaut 1990/91

  - St.-Michaelis-Kirche (Hemmoor-Basbeck)
  - Christuskirche (Warstade)
- Herzberg am Harz
  - Christuskirche (Herzberg)
  - Nicolaikirche (Herzberg)
  - Michaeliskirche (Lonau)
  - Johannes-Servatius-Kirche (Pöhlde)
  - Thomaskirche (Scharzfeld)
  - Benedicti-Kirche (Sieber)
- Herzlake
  - Christuskirche (Herzlake)
- Hesel
  - Liudgerikirche (Hesel)
- Hessisch Oldendorf
  - Johanniskirche (Fischbeck)
  - Johannes-der-Täufer-Kirche (Fuhlen)
  - St. Matthaei (Großenwieden)
  - Petrus-Kirche (Hemeringen)
  - Marienkirche (Hessisch Oldendorf)
  - Kapelle Heßlingen
  - Petrikirche (Krückeberg)
  - Pauluskirche (Lachem)
  - Marienkirche (Segelhorst)
  - Lucaskirche (Weibeck)
- Heyen
  - Ursulakirche (Heyen)

| A • Bad • Ba • Be • Bi – Bo • Br • Bu • C • D • E • F • G • Ha • He • Hi • Ho • Hu • I • J • K • L • M • N • O • P • Q • R • Sa • Sch • Se–So • Sp • St–Sy • T • U • V • W • Z |

## Hi
- Hildesheim
  - Martinikapelle (Bavenstedt)
  - St. Thomas (Drispenstedt)
  - Christuskirche (Hildesheim)
  - Lukaskirche (Hildesheim)
  - Markuskirche (Hildesheim)

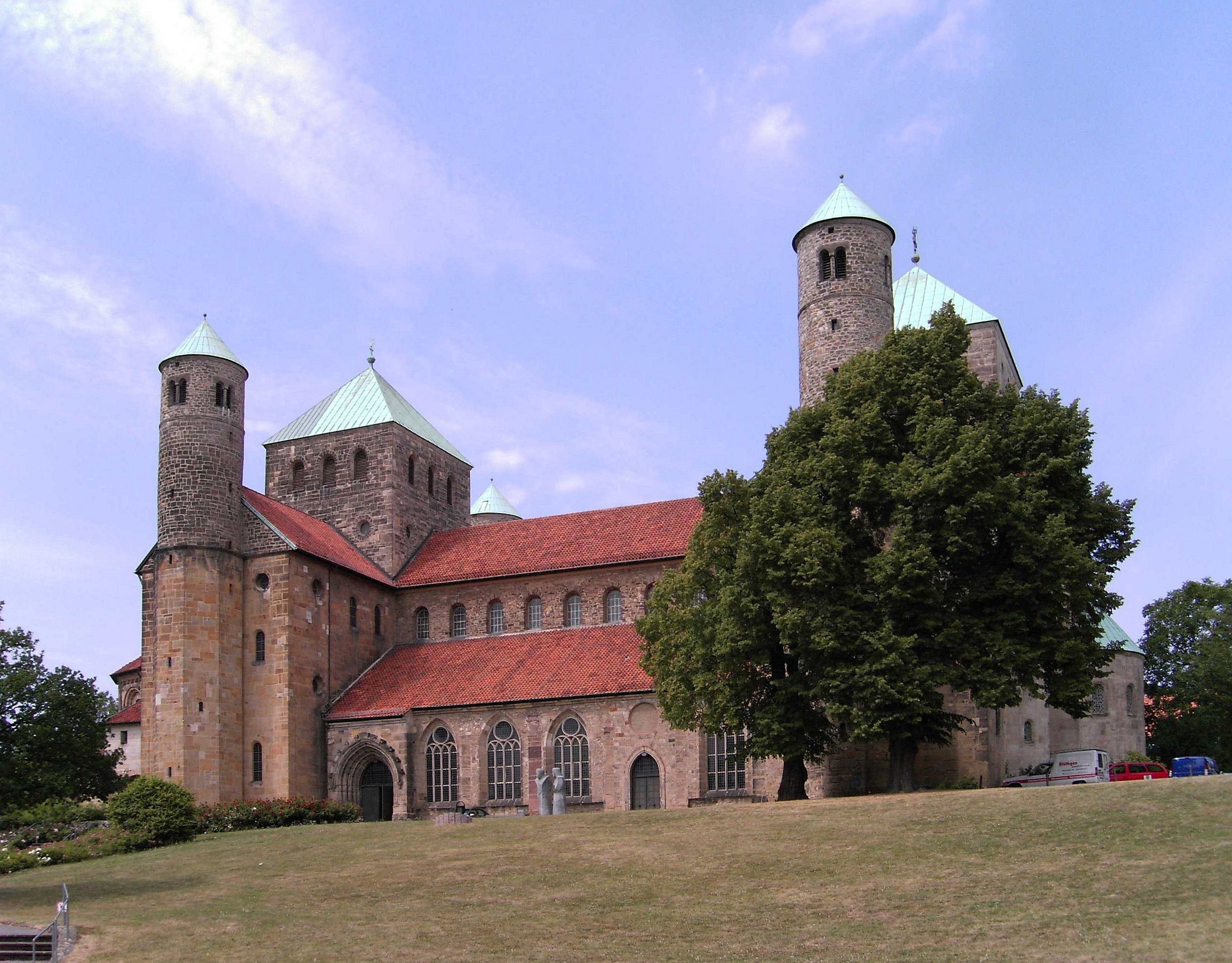
Die St.-Michaelis-Kirche in Hildesheim

  - Martin-Luther-Kirche (Hildesheim)
  - Matthäus-Kirche (Hildesheim)
  - Paul-Gerhardt-Kirche (Hildesheim)
  - St. Andreas (Hildesheim)
  - St. Jakobi (Hildesheim)
  - St. Lamberti (Hildesheim)
  - St. Michael (Hildesheim)
  - Timotheuskirche (Hildesheim)
  - Zwölf-Apostel-Kirche (Hildesheim)
  - Pauluskirche (Himmelsthür)
  - Katharina-von-Bora-Kirche (Itzum)
  - Cosmae- und Damiani-Kirche (Marienrode)
- Hilgermissen
  - St. Georg (Eitzendorf)
  - Kirche Magelsen
  - St.-Marien-Kirche (Wechold)
- Hillerse
  - St.-Viti-Kirche (Hillerse)
- Hilter am Teutoburger Wald
  - Johannes-der-Täufer-Kirche (Hilter)
  - Kapelle Wellendorf
- Himbergen
  - Kapelle (Groß Thondorf)
  - St. Bartholomäus (Himbergen)
- Himmelpforten
  - Marienkirche (Himmelpforten)
- Hipstedt
  - Bethlehemskirche (Hipstedt)
- Hittbergen
  - St. Martin (Hittbergen)
- Hitzacker
  - St.-Johannis-Kirche (Hitzacker)
  - Kirche Wietzetze

| A • Bad • Ba • Be • Bi – Bo • Br • Bu • C • D • E • F • G • Ha • He • Hi • Ho • Hu • I • J • K • L • M • N • O • P • Q • R • Sa • Sch • Se–So • Sp • St–Sy • T • U • V • W • Z |

## Ho
- Hodenhagen

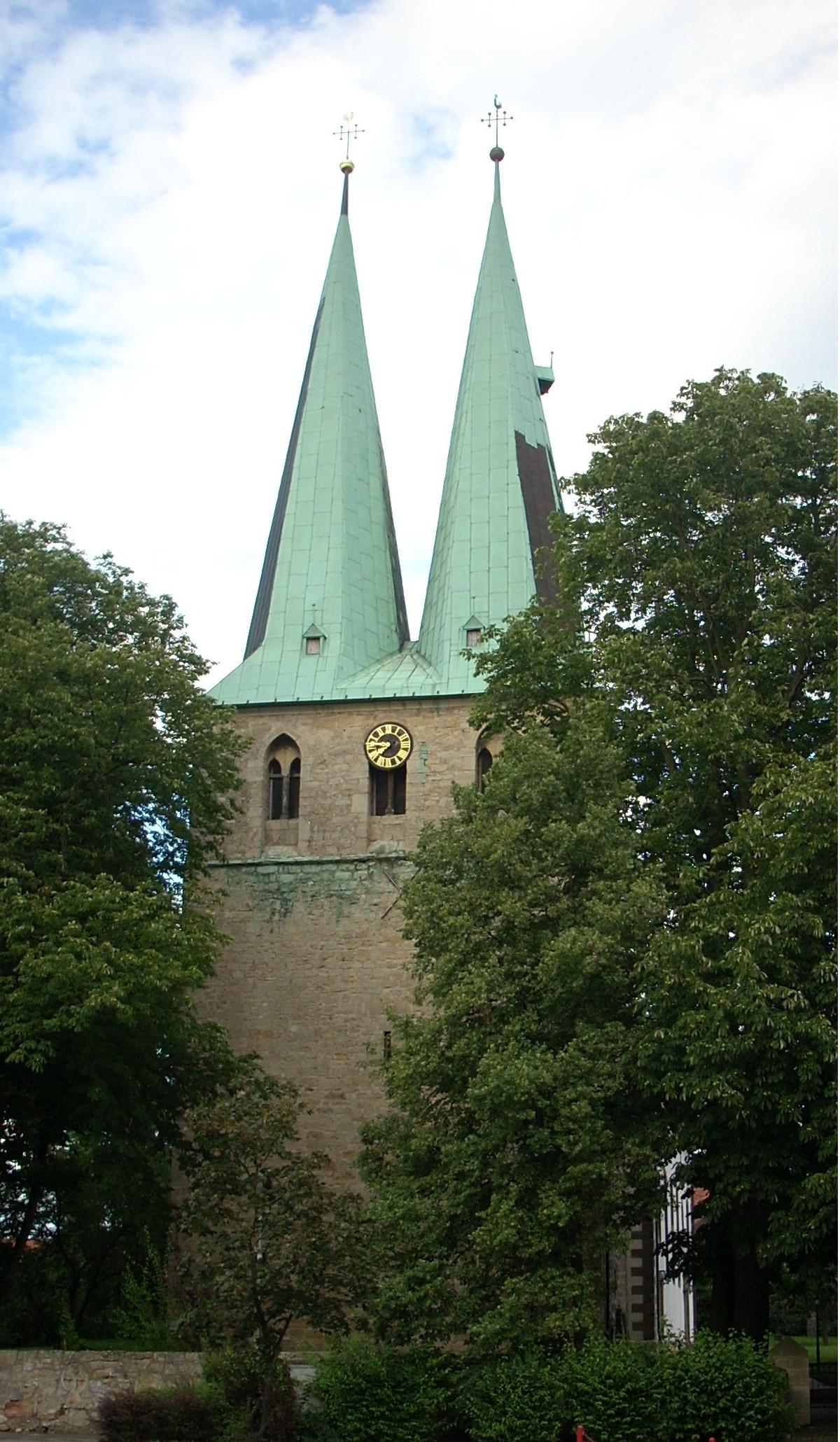
St. Laurentius, Hohenhameln

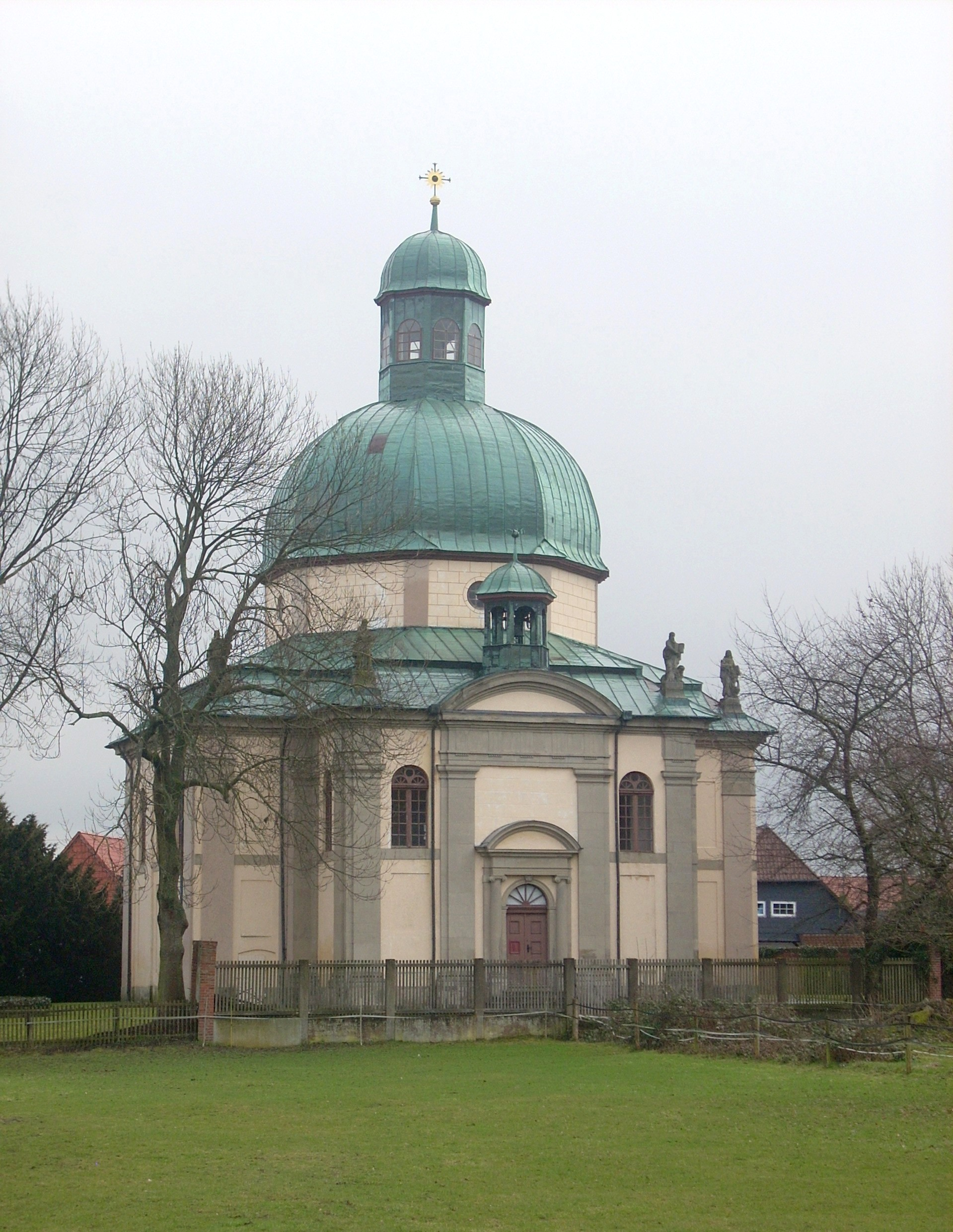
Markuskirche, Hohenhameln-Equord

  - St. Thomas und Maria (Hodenhagen)
- Höhbeck
  - Johanniskirche (Restorf)
  - Kapelle Vietze
- Hörden am Harz
  - Nicolaikirche (Hörden)
- Hohenhameln
  - Martinskirche (Bierbergen)
  - Dorfkirche (Clauen)
  - Markuskirche (Equord)
  - St.-Katharinen-Kirche (Harber)
  - Evangelische Kirche St. Laurentius (Hohenhameln)
  - Kirche Mehrum
  - Johanneskapelle (Stedum)
  - St. Georg (Soßmar)
- Hohne
  - Himmelfahrtskirche (Hohne)
- Hohnhorst
  - St. Martin (Hohnhorst)
- Holle
  - Nikolaikirche (Grasdorf)
  - Pauluskirche (Hackenstedt)
  - St.-Urbani-Kirche (Heersum)
  - Martinikirche (Holle)
  - Annenkirche (Luttrum)
  - Matthäuskirche (Silium)
  - Martin-Luther-Kirche (Sottrum)
- Hollenstedt
  - St. Andreas (Hollenstedt)
- Hollern-Twielenfleth
  - St. Mauritius (Hollern)
  - St.-Marien-Kirche (Twielenfleth)
- Holtgast
  - Maria-Magdalena-Kirche (Fulkum)
- Holtland
  - Marienkirche (Holtland)
- Holzen (bei Eschershausen)
  - Nicolaikirche (Holzen)
- Holzminden
  - Lutherkirche (Holzminden)
  - Marienkirche (Holzminden)
  - Michaeliskirche (Holzminden)
  - Paulikirche (Holzminden)
  - Thomaskirche (Holzminden)
  - Kapelle Mühlenberg
  - Ev.-luth. Kirche (Neuhaus im Solling)
  - Markuskirche (Silberborn)
- Hoogstede
  - Thomaskirche (Hoogstede)
- Horneburg
  - Unserer Lieben Frauen (Horneburg)
- Horstedt
  - Johannes-der-Täufer-Kirche (Horstedt)
- Hoya
  - Martin-Luther-Kirche (Hoya)
- Hoyerhagen
  - Cruciskirche (Hoyerhagen)

## Hu

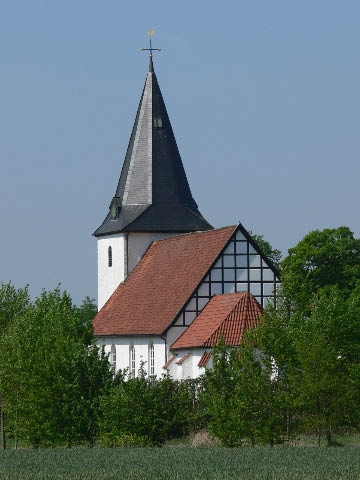
St.-Marien-Kirche zu Burlage

- Hüde
  - Marienkirche (Burlage)
- Hülsede
  - St.-Aegidien-Kirche (Hülsede)
- Husum (bei Nienburg)
  - Jacobikirche (Husum)

| A • Bad • Ba • Be • Bi – Bo • Br • Bu • C • D • E • F • G • Ha • He • Hi • Ho • Hu • I • J • K • L • M • N • O • P • Q • R • Sa • Sch • Se–So • Sp • St–Sy • T • U • V • W • Z |

## I
- Ihlienworth
  - St.-Wilhadi-Kirche (Ihlienworth)
- Ihlow (Ostfriesland)
  - Bangsteder Kirche
  - Barsteder Kirche
  - Ihlower Kirche
  - Ochtelburer Kirche
  - Riepster Kirche (Riepe)
  - Nikolaikirche (Weene)
  - St. Martin (Westerende)
- Ilsede
  - Bricciuskirche (Adenstedt)
  - Markuskirche (Bülten)
  - St. Andreas (Gadenstedt)

St.-Wilhadi-Kirche, Ihlienworth

  - Heilig-Geist-Kirche (Groß Bülten)
  - Nikolaikirche (Groß Ilsede)
  - Bernwardkirche (Groß Lafferde)
  - St.-Urban-Kirche (Klein Ilsede)
  - Kirche Münstedt
  - Johannes-der-Täufer-Kirche (Oberg)
  - Trinitatiskirche (Ölsburg)
  - St. Pankratius (Solschen)
- Isenbüttel
  - Marienkirche (Isenbüttel)
- Isernhagen
  - Christophoruskirche (Altwarmbüchen)
  - St. Marien (Isernhagen)
  - St. Nikolai (Kirchhorst)

## J

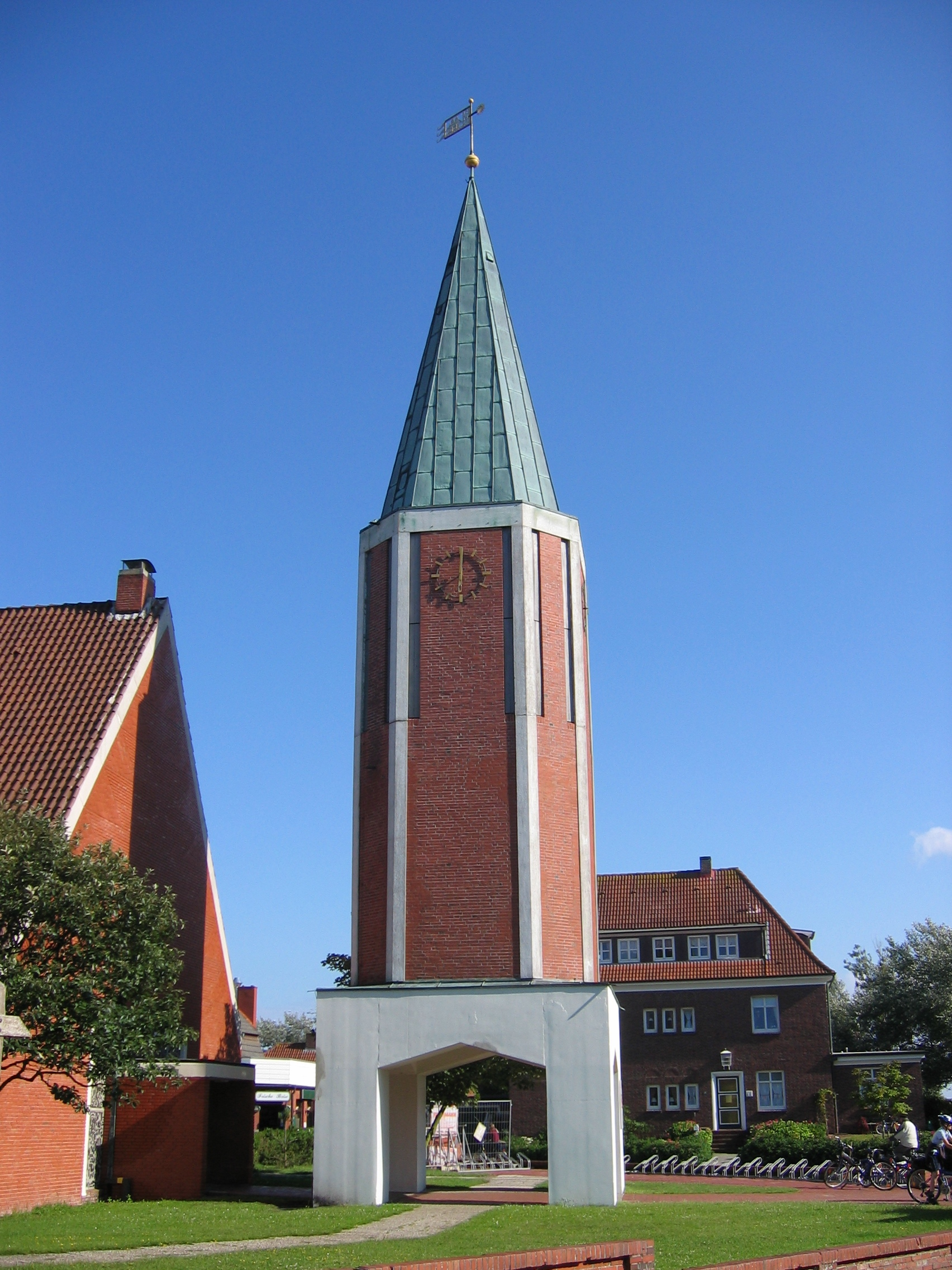
Die Inselkirche auf Juist

- Jameln
  - Kapelle Breese im Bruche
  - Kirche Breselenz
  - Kirche Wibbese
- Jembke
  - St.-Georg-Kirche (Jembke)
- Jemgum
  - Liudgeri-Kirche (Holtgaste)
  - Pogumer Kirche
- Jesteburg
  - Martinskirche (Jesteburg)
- Jork
  - St. Nikolai (Borstel)
  - St. Martini (Estebrügge)
  - St. Matthias (Jork)
- Jühnde
  - Laurentiuskirche (Barlissen)
  - St. Martini (Jühnde)
- Juist
  - Inselkirche (Juist)

| A • Bad • Ba • Be • Bi – Bo • Br • Bu • C • D • E • F • G • Ha • He • Hi • Ho • Hu • I • J • K • L • M • N • O • P • Q • R • Sa • Sch • Se–So • Sp • St–Sy • T • U • V • W • Z |

## K
- Kalefeld
  - Georgskapelle (Dögerode)
  - Petrikirche (Düderode)
  - St. Jakobus (Eboldshausen)
  - Nicolaikirche (Echte)
  - Jacobikirche (Weißenwasserkirche) (Kalefeld)
  - Nicolai- und Liebfrauenkirche (Kalefeld)
  - St. Martin (Sebexen)
  - Ulriciuskapelle (Westerhof)
  - Simon-und-Judas-Kirche (Wiershausen)
  - St. Alexander (Willershausen)
- Karwitz
  - Kapelle Lenzen
- Katlenburg-Lindau
  - St. Martini (Berka)
  - Valentinskirche (Elvershausen)
  - Kirche Gillersheim
  - St. Johannes (Katlenburg)
  - Kreuzkirche (Lindau)
  - Gregoriuskapelle Suterode
- Kirchbrak
  - Michaeliskirche (Kirchbrak)
- Kirchdorf (bei Sulingen)
  - St.-Nikolai-Kirche (Kirchdorf)
- Kirchgellersen
  - St. Laurentius (Kirchgellersen)
- Kirchlinteln
  - St. Petri (Kirchlinteln)
  - St. Jakobi (Wittlohe)
- Kirchtimke
  - Lambertuskirche (Kirchtimke)
- Kirchwalsede
  - Bartholomäikirche (Kirchwalsede)
- Königslutter am Elm
  - Kapelle Beienrode
  - Kapelle Klein Steimke
  - St.-Stephani-Kirche (Ochsendorf)
  - St. Lutgeri (Rhode)
- Kranenburg (Oste)
  - Michaeliskirche (Kranenburg)
- Krummendeich
  - St.-Nicolai-Kirche (Krummendeich)
- Krummhörn
  - Loquarder Kirche
  - Nicolai-Kirche (Pewsum)
  - Marienkirche (Woquard)
- Küsten
  - Friedenskirche (Küsten)
  - Christuskirche (Krummasel)
  - Marienkapelle (Lübeln)
  - Feldsteinkirche (Meuchefitz)
- Kutenholz
  - St. Petri (Mulsum)

| A • Bad • Ba • Be • Bi – Bo • Br • Bu • C • D • E • F • G • Ha • He • Hi • Ho • Hu • I • J • K • L • M • N • O • P • Q • R • Sa • Sch • Se–So • Sp • St–Sy • T • U • V • W • Z |

## L
- Laatzen
  - St. Gertruden (Gleidingen)
  - St.-Marien-Kirche (Grasdorf)
  - Immanuelkirche (Laatzen)
  - Thomaskirche (Laatzen)
  - Alte Kapelle (Laatzen)
  - St.-Nicolai-Kirche (Oesselse)
  - Petrikirche (Rethen)
- Lachendorf
  - Arche-Noah-Kirche (Lachendorf)
- Lamspringe
  - Christuskirche (Evensen)
  - Kirche Graste
  - Michaeliskirche (Harbarnsen)
  - Sophienkirche (Lamspringe)
  - Kapelle Netze
  - Auferstehungskirche Neuhof
  - Cäcilienkirche (Sehlem)
  - Marienkirche (Woltershausen)

- Lamstedt
  - St. Bartholomäus (Lamstedt)
- Landesbergen
  - Kirche Landesbergen
- Landolfshausen
  - St. Petri (Landolfshausen)
  - Kapelle Falkenhagen
- Langelsheim

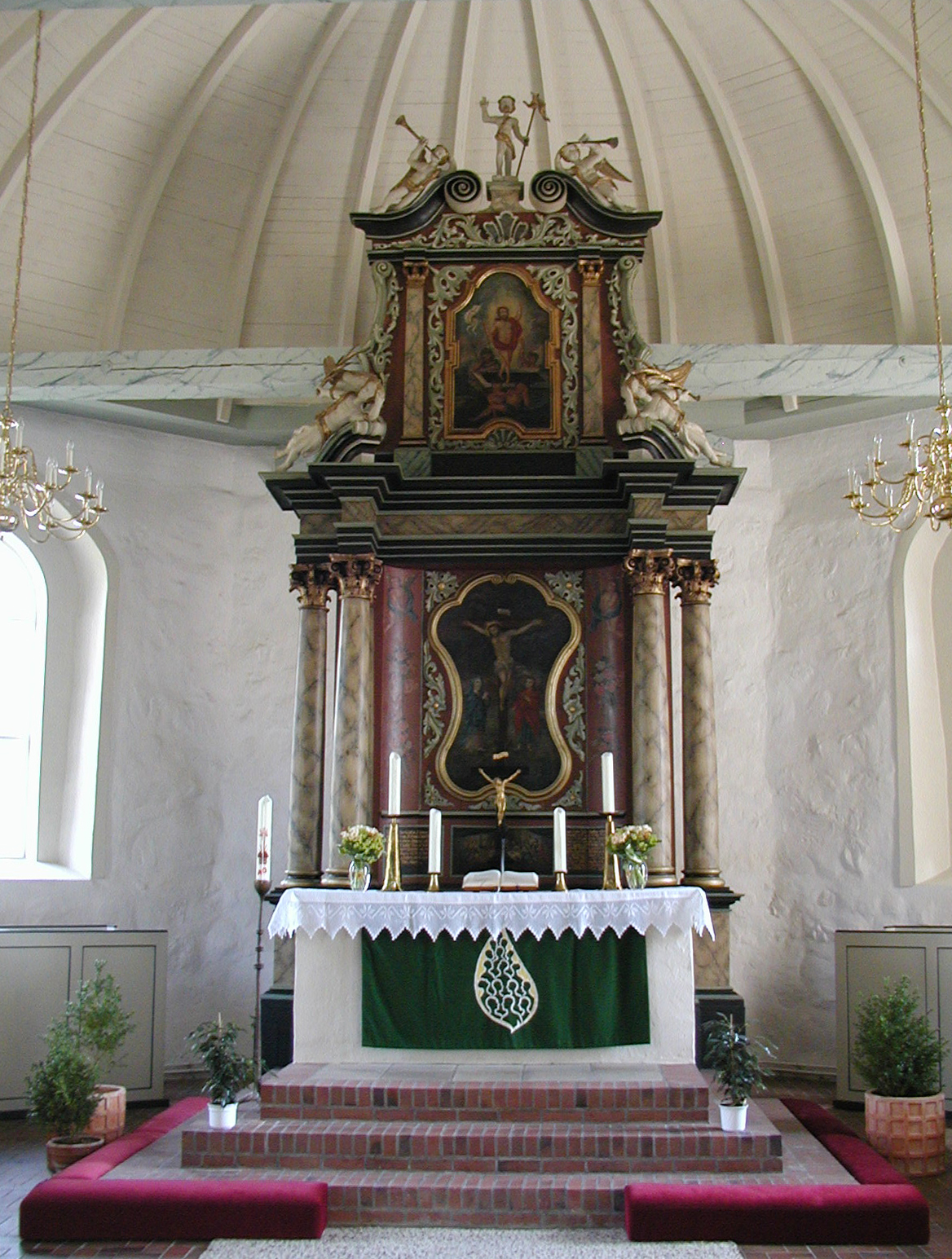
Altar in Lamstedt

  - Paul-Gerhardt-Kirche (Lautenthal)
- Langendorf (Elbe)
  - St.-Christinen-Kirche (Langendorf)
- Langenhagen
  - Martinskirche (Engelbostel)
  - Alte Kapelle (Godshorn)
  - Kirche „Zum Guten Hirten“ (Godshorn)
  - Matthias-Claudius-Kirche (Krähenwinkel)
  - Eliakirche (Langenhagen)
  - Elisabethkirche (Langenhagen)
  - Emmauskirche (Langenhagen)
  - Pauluskirche (Langenhagen)
- Langeoog
  - Inselkirche Langeoog
- Langlingen
  - St. Johannis (Langlingen)
- Langwedel
  - Sigismundkirche (Daverden)
  - Kirche „Zum Guten Hirten“ (Etelsen)
- Lathen
  - Stephanuskirche (Lathen)
- Lauenau
  - St.-Lukas-Kirche (Lauenau)
- Lauenbrück
  - Martin-Luther-Kirche (Lauenbrück)
- Lauenförde
  - St.-Markus-Kirche Lauenförde
  - St. Johannes der Täufer (Meinbrexen)
- Leer (Ostfriesland)
  - Matthäikirche (Bingum)
  - Pauluskirche (Heisfelde)
  - Christuskirche (Leer)
  - Lutherkirche (Leer)
  - Friedenskirche (Loga)
  - Petruskirche (Loga)
  - Logabirumer Kirche
- Leese
  - Dorfkirche (Leese)
- Lehre
  - St.-Johannes-Kirche (Essenrode)

- Lehrte
  - Martinskirche (Ahlten)

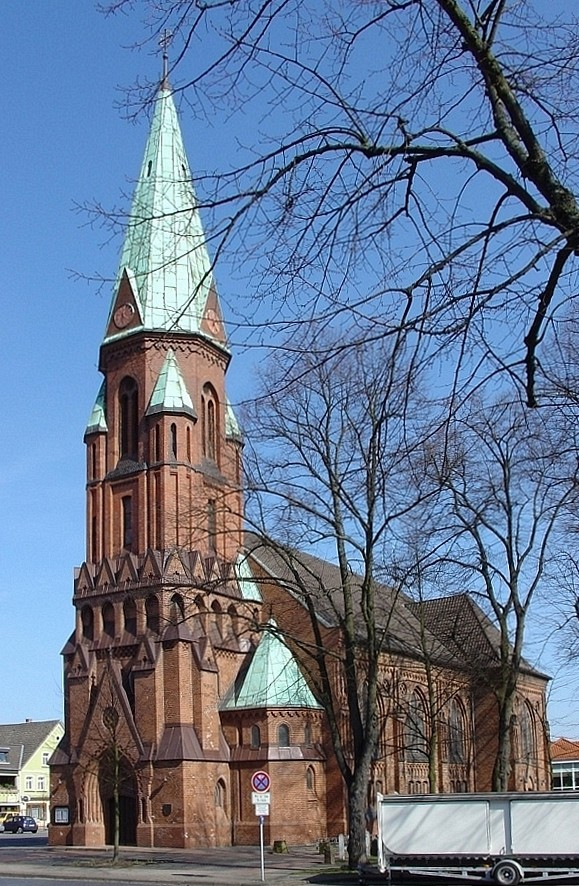
Matthäuskirche Lehrte

  - Kirche „Zum Heiligen Kreuz“ (Arpke)
  - Martin-Luther-Kirche (Hämelerwald)
  - St. Antonius (Immensen)
  - Markuskirche (Lehrte)
  - Matthäuskirche (Lehrte)
  - Nikolauskirche (Lehrte)
  - St. Martin (Sievershausen)
  - St.-Petri-Kirche (Steinwedel)
- Leiferde
  - St.-Viti-Kirche (Leiferde)
- Lemförde
  - Martin-Luther-Kirche (Lemförde)
- Lemgow
  - St.-Georgs-Kapelle (Bockleben)
  - Johannes-der-Täufer-Kirche (Lemgow)
  - Heilige-Drei-Könige-Kapelle (Prezier)
  - St.-Jakobi-Kapelle (Schmarsau)
  - St.-Antonius-Kapelle (Schweskau)
  - St.-Nicolai-Kapelle (Simander)
  - Kapelle St. Petri (Volzendorf)
- Lengede
  - Kirche Klein Lafferde
  - Ev.-luth. Kirche (Lengede)
- Lenne
  - Thomaskirche (Lenne)
- Liebenau
  - St.-Laurentius-Kirche (Liebenau)
- Lilienthal
  - Marienkirche (Lilienthal)
  - Martinskirche (Lilienthal)
  - St.-Jürgens-Kirche (Lilienthal) (St. Jürgen)
  - Kapelle Trupe
- Lingen (Ems)
  - Auferstehungskapelle Biene
  - Christuskirche (Brögbern)
  - Johanneskirche (Lingen)
  - Kreuzkirche (Lingen)
  - Trinitatiskirche (Lingen)
- Lohheide
  - Kirche „Zum Guten Hirten“ (Hasselhorst)
- Loxstedt
  - Johannes-der-Täufer-Kirche (Bexhövede)
  - Marienkirche (Büttel)
  - St. Marien (Loxstedt)
  - St. Margarethen (Stotel)
- Luckau (Wendland)
  - St. Martin (Bülitz)
  - Maria-Magdalena-Kapelle (Luckau)
  - St. Johannis (Zeetze)
- Lübbow
  - Jakobikapelle (Lübbow)
  - St. Michaelis (Rebenstorf)
- Lüchow (Wendland)
  - St.-Georgs-Kirche (Bösel)
  - Kapelle Jeetzel
  - Kapelle Kolborn
  - St. Johannis (Lüchow)
  - St.-Marien-Kirche (Plate)
  - Kirche zu Satemin
  - Feldsteinkirche Trebel
- Lüder
  - St.-Bartholomäus-Kirche (Lüder)
- Lüdersburg
  - Peter-und-Paul-Kirche (Lüdersburg)
- Lüerdissen
  - Marienkapelle (Lüerdissen)
- Lüneburg
  - St.-Bartholomäus-Kirche (Lüne)
  - Kreuzkirche (Lüneburg)
  - Martin-Luther-Kirche (Lüneburg)
  - Paul-Gerhardt-Kirche (Lüneburg)
  - Pauluskirche (Lüneburg)
  - St. Johannis (Lüneburg)
  - St. Michaelis (Lüneburg)
  - St. Nicolai (Lüneburg)
  - Ökumenisches Zentrum St. Stephanus

| A • Bad • Ba • Be • Bi – Bo • Br • Bu • C • D • E • F • G • Ha • He • Hi • Ho • Hu • I • J • K • L • M • N • O • P • Q • R • Sa • Sch • Se–So • Sp • St–Sy • T • U • V • W • Z |

## M
- Marienhafe
  - Marienkirche (Marienhafe)
- Marklohe
  - St. Clemens Romanus (Marklohe)
- Marschacht
  - St. Petri (Marschacht)
- Martfeld
  - Catharinen-Kirche (Martfeld)
- Meine
  - Vincenzkirche (Grassel)
  - St. Stephani (Meine)
  - Kapelle Wedesbüttel
- Meinersen
  - Kapelle Ahnsen
  - St. Georg (Meinersen)
  - Marienkirche (Päse)
  - Kapelle Seershausen
- Melle
  - St. Lukas (Bennien)
  - St.-Martini-Kirche (Melle-Buer)
  - St.-Antonius-Kirche (Hoyel)
  - Pauluskirche (Melle)
  - St. Petri (Melle)
  - Christophoruskirche (Neuenkirchen)
  - Marienkirche (Oldendorf)
- Mellinghausen
  - Johannes-der-Täufer-Kirche (Mellinghausen)
- Menslage
  - St. Marien (Menslage)
- Meppen
  - Bethlehemkirche (Esterfeld)
  - Gustav-Adolf-Kirche (Meppen)
- Messenkamp
  - St.-Georgs-Kapelle (Messenkamp)
- Mittelnkirchen
  - St. Bartholomäus (Mittelnkirchen)
- Moisburg
  - Dorfkirche (Moisburg)
- Moormerland
  - Maria-Magdalena-Kirche (Hatshausen)
  - Jheringsfehner Kirche
  - Jacobikirche (Warsingsfehn)

- Moringen

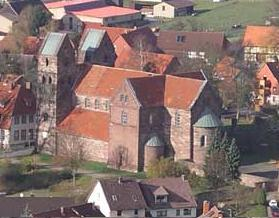
Stiftskirche Fredelsloh

  - Liebfrauenkirche (Moringen) (Stadtkirche)
  - Kapelle Behrensen
  - St. Blasii und Marien (Fredelsloh)
  - St.-Johannis-Kirche (Großenrode)
  - St.-Georgs-Kapelle (Lutterbeck)
  - Johanniskapelle (Nienhagen)
  - Nicolaikapelle (Oldenrode)
  - Kapelle Thüdinghausen
- Müden (Aller)
  - St. Petri (Müden)
- Munster (Örtze)
  - Friedenskirche (Breloh)
  - St. Martin (Munster)
  - St. Stephanus/Militärkirche (Munster)
  - St. Urbani (Munster)

| A • Bad • Ba • Be • Bi – Bo • Br • Bu • C • D • E • F • G • Ha • He • Hi • Ho • Hu • I • J • K • L • M • N • O • P • Q • R • Sa • Sch • Se–So • Sp • St–Sy • T • U • V • W • Z |

## N
- Nahrendorf
  - St.-Lamberti-Kirche (Nahrendorf)
- Natendorf
  - Kirche (Natendorf)
- Neetze
  - St.-Willibrord-Kirche (Neetze)

- Negenborn
  - Klosterkirche (Amelungsborn)
  - Marienkirche (Negenborn)
- Neu Darchau
  - Kirche Drethem
  - St. Petri (Neu Darchau)
- Neuenhaus
  - Johanneskirche (Neuenhaus)
  - Epiphaniaskirche (Veldhausen)
- Neuenkirchen (Altes Land)

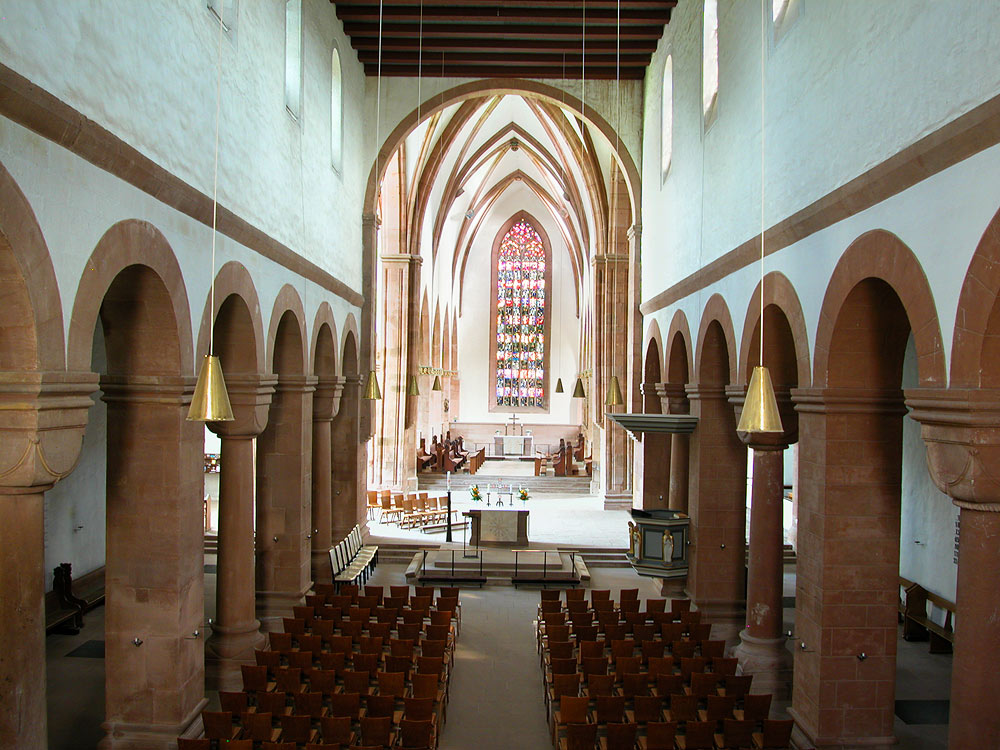
Die Klosterkirche in Amelungsborn (Negenborn)

  - St.-Johannis-Kirche (Neuenkirchen)
- Neuenkirchen (bei Bassum)
  - St. Katharinen (Neuenkirchen)

- Neuenkirchen (Hadeln)

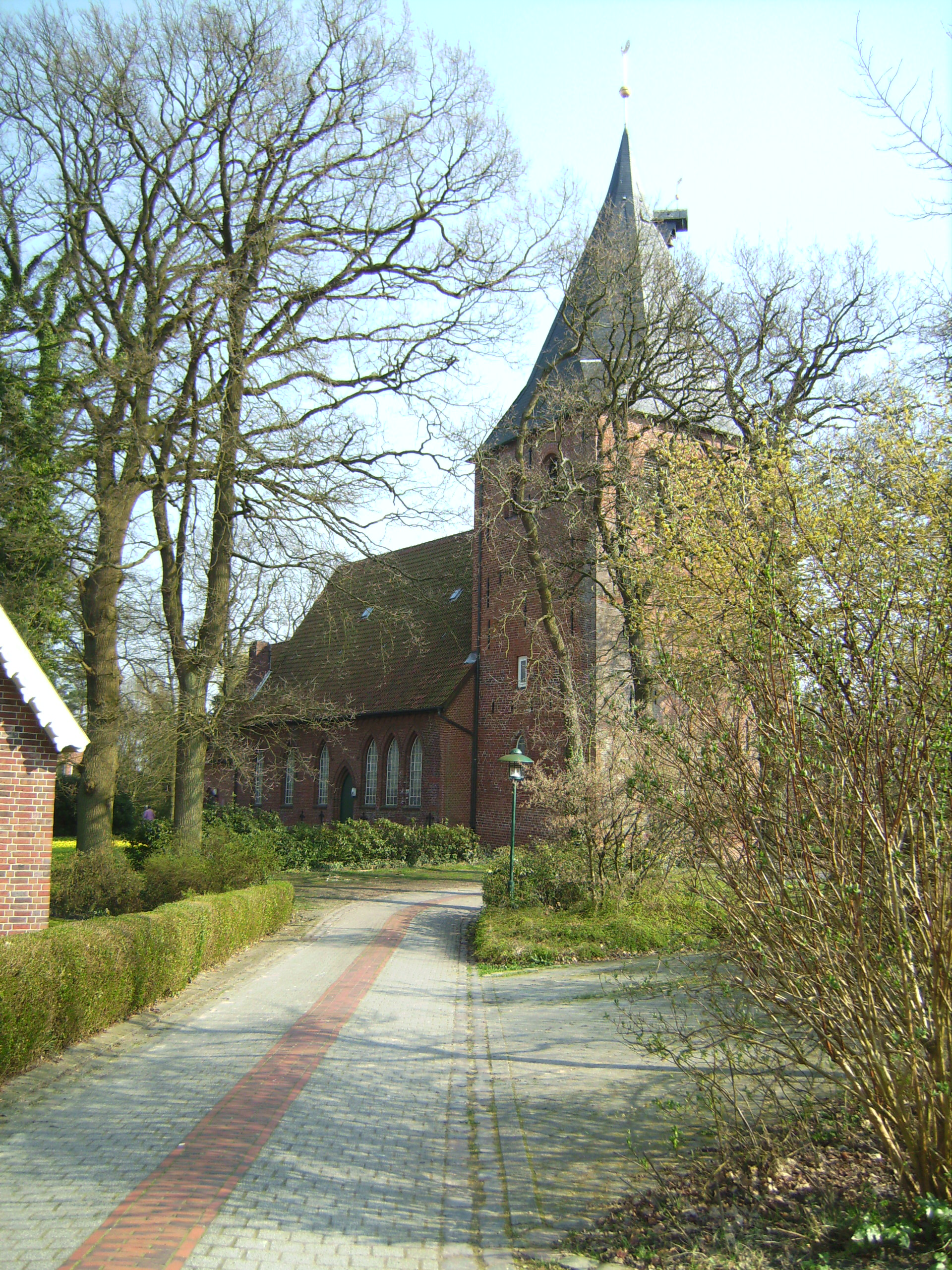
St.-Marien-Kirche Neuenkirchen (Land Hadeln)

  - St. Marien (Neuenkirchen (Land Hadeln))
- Neuenkirchen (Lüneburger Heide)
  - Bartholomäuskirche (Neuenkirchen/Lüneburger Heide)
- Neuenkirchen-Vörden
  - St. Christophorus (Vörden)
- Neuharlingersiel
  - Kapelle Neuharlingersiel
- Neuhaus (Elbe)
  - St.-Nicolai-Kapelle (Haar)
  - St.-Marien-Kirche (Kaarßen)
  - St.-Lukas-Kapelle (Konau)
  - Bauernkapelle Krusendorf
  - Dorfkirche (Neuhaus/Elbe)
  - St.-Marien-Kirche (Stapel)
  - Marienkapelle (Stiepelse)
  - Kapelle (Sückau)
  - St. Mariä (Tripkau)
  - Kirche (Wehningen)
- Neuhaus (Oste)
  - Emmauskirche (Neuhaus)
- Neukamperfehn
  - St.-Nikolai-Kirche (Stiekelkamperfehn)
- Neustadt am Rübenberge
  - St. Cyriakus, Simon und Judas (Basse)
  - Thomaskirche (Bordenau)
  - St. Petri (Büren)
  - Ursulakirche (Dudensen)
  - Auferstehungskirche (Eilvese)
  - Kapelle Empede
  - Kapelle Esperke
  - Jakobuskirche (Hagen)
  - Kirche Helstorf
  - Kapelle Laderholz
  - Kapelle Lutter
  - St. Osdag (Mandelsloh)
  - Christuskapelle (Mardorf)
  - Marienkirche (Mariensee)
  - Johannes-Kapelle (Metel)
  - Johanneskirche (Neustadt am Rübenberge)
  - Liebfrauenkirche (Neustadt am Rübenberge)
  - St. Gorgonius (Niedernstöcken)
  - Johanneskirche (Otternhagen)
  - Bonifatiuskirche (Poggenhagen)
  - Kirche Zum Guten Hirten (Schneeren)
  - Kapelle Suttorf
- Neu Wulmstorf
  - Nicolai-Kirche (Elstorf)
  - Lutherkirche (Neu Wulmstorf)
- Niemetal
  - Kapelle Ellershausen
  - Kapelle Imbsen
  - Kirche Löwenhagen (Niemetal)
  - Michaeliskirche (Varlosen)
- Nienburg/Weser
  - Corvinuskirche (Erichshagen)
  - St. Martin (Holtorf)
  - Johanniskirche (Langendamm)
  - Kreuzkirche (Nienburg)
  - St. Martin (Nienburg/Weser)
  - Michaeliskirche (Nienburg)
- Nienhagen (Landkreis Celle)
  - St. Laurentius (Nienhagen)
- Nieste
  - Dorfkirche (Nieste)
- Nörten-Hardenberg
  - Kapelle St. Georg (Bishausen)
  - Kapelle St. Martinus (Elvese)
  - Kapelle St. Johannis (Lütgenrode)
  - Marienkirche (Marienstein)
  - Christuskirche (Nörten)
  - Ev.-luth. Kirche (Parensen)
  - St. Johannis (Sudershausen)
  - Kapelle Wolbrechtshausen
- Norden (Ostfriesland)
  - Martin-Luther-Kirche (Leybucht)
  - Kirche Norddeich
  - Andreaskirche (Norden)
  - Ludgeri-Kirche (Norden)
  - Friedenskirche (Süderneuland)

- Nordhorn
  - Ökumenisches Kloster Frenswegen
  - Michaeliskirche (Klausheide)
  - Christuskirche (Nordhorn)
  - Kreuzkirche (Nordhorn)
  - Martin-Luther-Kirche (Nordhorn)
- Nordleda
  - St. Nicolai (Nordleda)
- Nordstemmen
  - St.-Dionysius-Kirche (Adensen)
  - Katharinenkirche (Barnten)
  - St. Michaelis (Burgstemmen)
  - St. Johannis (Groß Escherde)
  - St. Mauritius (Heyersum)
  - St. Bartholomäus (Mahlerten)
  - St. Johannis (Nordstemmen)
  - St. Peter und Paul (Rössing)
- Northeim
  - Oswaldikirche (Bühle)
  - Pancratiuskirche (Denkershausen)
  - Mauritiikirche (Edesheim)
  - St.-Petri-Kirche (Hammenstedt)
  - Petrikirche (Hillerse)
  - Marienkirche (Höckelheim)
  - Martinikirche (Hohnstedt)
  - St. Markus (Imbshausen)
  - Kapelle Lagershausen

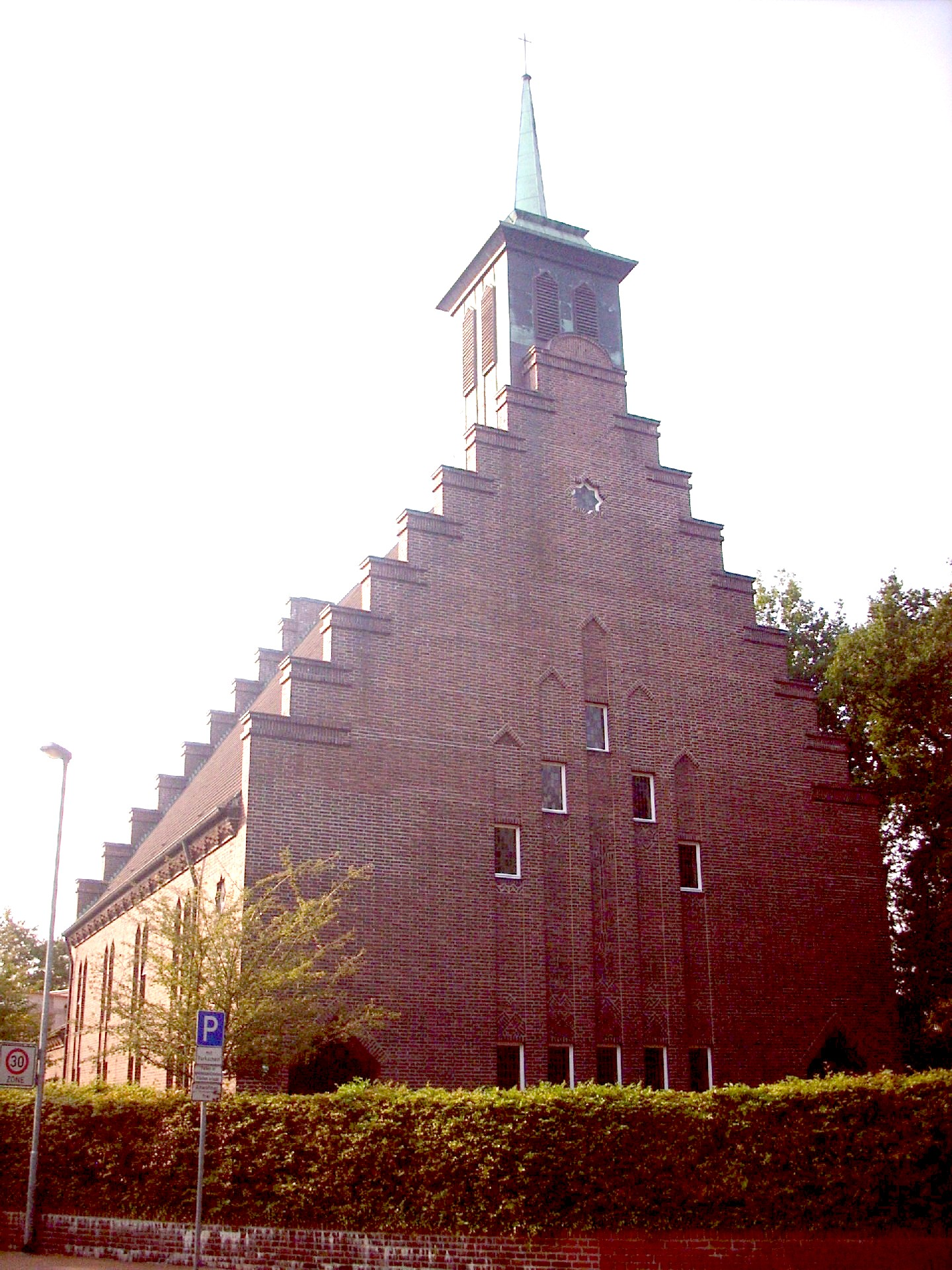
Die Kreuzkirche in Nordhorn

  - St.-Martini-Kirche (Langenholtensen)
  - Apostelkirche (Northeim)
  - Corvinuskirche (Northeim)
  - St. Sixti (Northeim)
  - Martinikirche (Stöckheim)
  - Nicolaikirche (Sudheim)
- Nortmoor
  - St.-Georg-Kirche (Nortmoor)
- Nortrup
  - Dorotheenkirche (Nortrup)

| A • Bad • Ba • Be • Bi – Bo • Br • Bu • C • D • E • F • G • Ha • He • Hi • Ho • Hu • I • J • K • L • M • N • O • P • Q • R • Sa • Sch • Se–So • Sp • St–Sy • T • U • V • W • Z |

## O
- Oberndorf (Oste)
  - St.-Georgskirche (Oberndorf/Oste)
- Obernkirchen
  - Stiftskirche St. Marien (Obernkirchen)
- Ochtersum
  - St.-Materniani-Kirche (Ochtersum)
- Odisheim
  - St. Jobst (Odisheim)

- Oederquart
  - Johanniskirche (Oederquart)
- Oerel
  - St. Gangolf (Oerel)
- Oetzen
  - Marienkapelle (Oetzen)

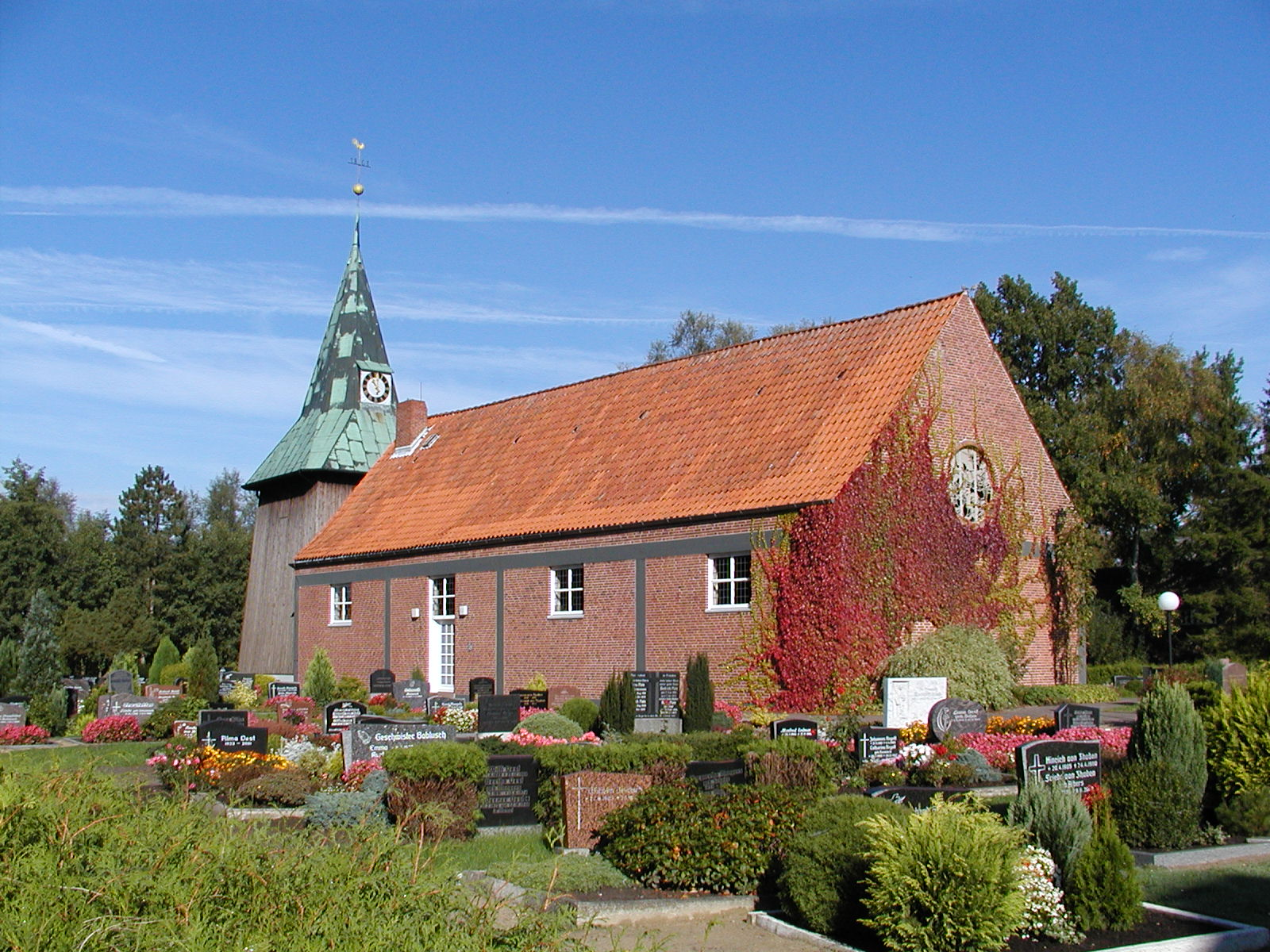
Kirche von Odisheim

  - St.-Johannes-der-Täufer-Kapelle (Stöcken)
- Oldendorf
  - St. Martin (Oldendorf)

- Osnabrück

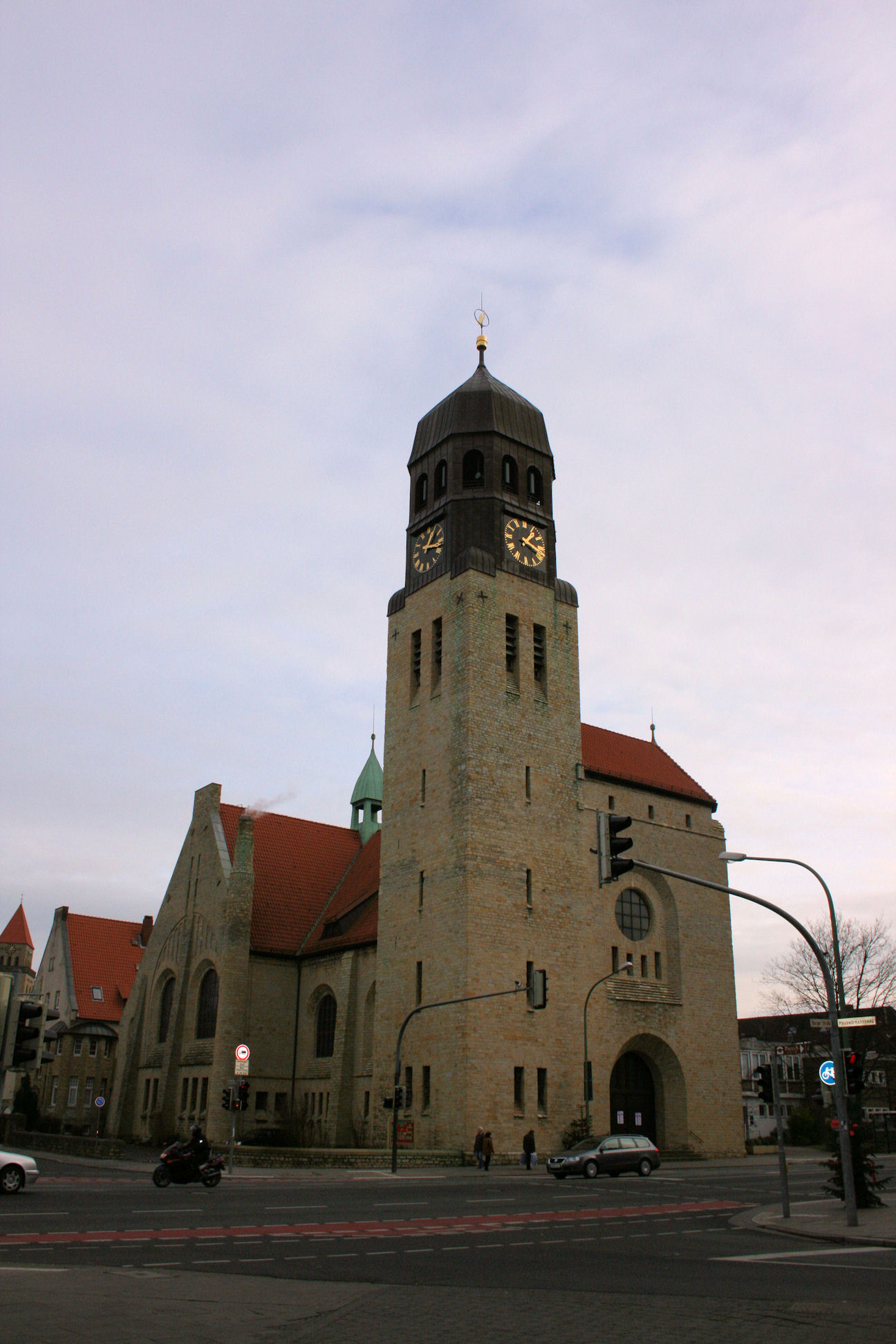
Die Lutherkirche in Osnabrück

  - Petruskirche (Gretesch-Lüstringen)
  - Bonnuskirche (Osnabrück) (Weststadt)
  - Jakobuskirche (Osnabrück) (Schinkel-Ost)
  - Lukaskirche (Osnabrück)
  - Lutherkirche (Osnabrück) (Schölerberg)
  - Markuskirche (Osnabrück) (Westerberg)
  - Martinskirche (Osnabrück) (Hellern)
  - Matthäuskirche (Osnabrück) (Sonnenhügel)
  - Michaeliskirche (Osnabrück) (Eversburg)
  - Paul-Gerhardt-Kirche (Osnabrück) (Haste)
  - Pauluskirche (Osnabrück) (Schinkel)
  - St. Katharinen (Osnabrück)
  - St. Marien (Osnabrück)
  - Stephanuskirche (Osnabrück) (Atter)
  - Thomaskirche (Osnabrück) (Dodesheide)
  - Timotheuskirche (Osnabrück) (Widukindland)
  - Apostelkirche (Sutthausen)
  - Margaretenkirche (Voxtrup)
- Osteel
  - Warnfried-Kirche (Osteel)
- Osten
  - St. Petri (Osten)

- Osterbruch
  - St. Petri (Osterbruch)
- Ostercappeln
  - Pauluskirche (Ostercappeln)
  - Walburgiskirche (Venne)
- Osterheide
  - Kirche Ostenholz
  - Kapelle Wense
- Osterholz-Scharmbeck

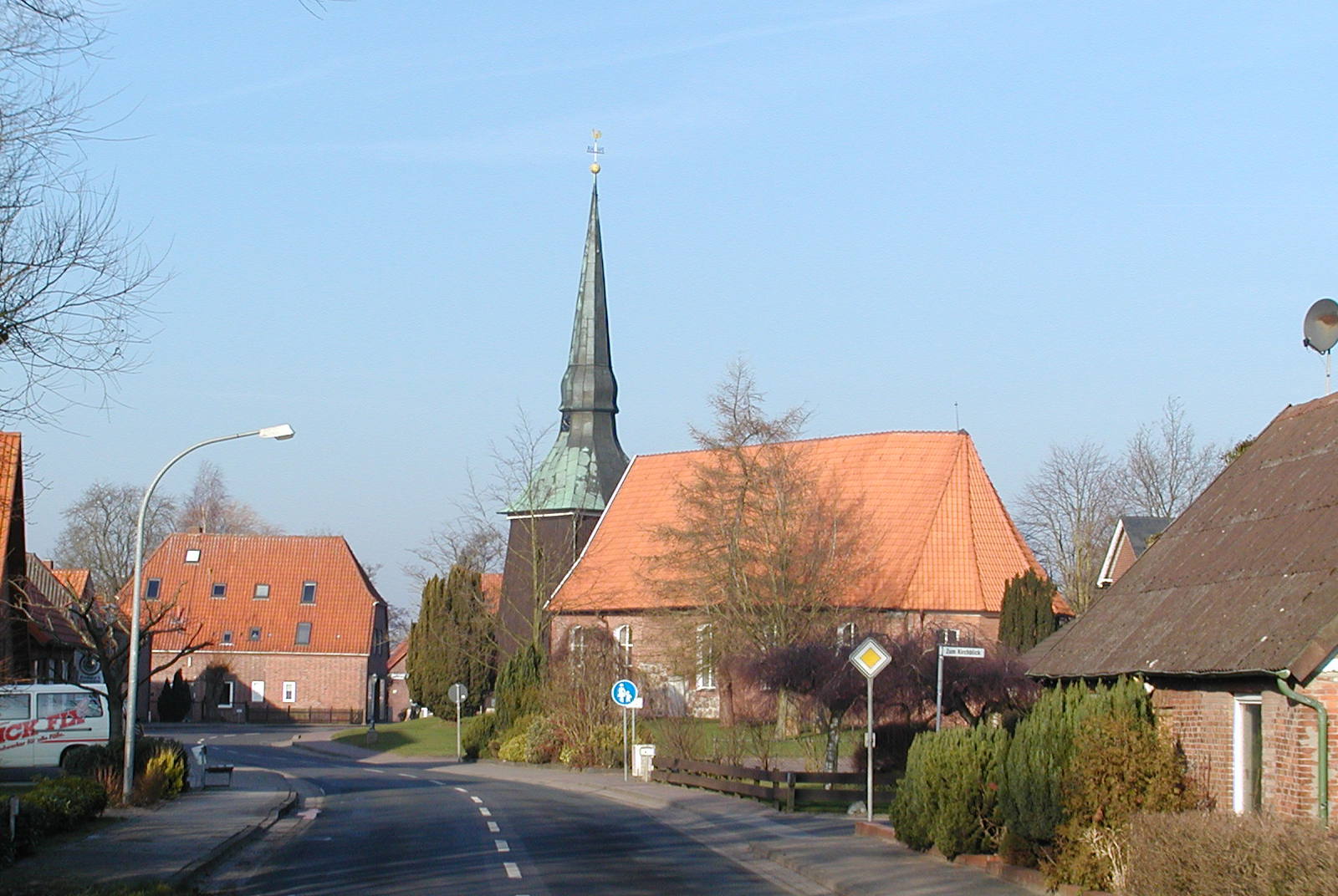
Die Petrikirche in Osterbruch

  - Klosterkirche St. Marien (Osterholz)
  - Dorfkirche (Pennigbüttel)
  - St.-Willehadi-Kirche (Scharmbeck)
  - Dorfkirche (Scharmbeckstotel)
- Osterode am Harz
  - St.-Cyriaci-Kirche (Dorste)
  - Simon- und Juda-Kirche (Lasfelde)
  - Kirche Lerbach
  - Kapelle Marke
  - Martinskirche (Nienstedt)
  - St.-Aegidien-Marktkirche (Osterode am Harz)
  - St. Jacobi (Osterode am Harz)
  - Kreuzkirche (Osterode)
  - St. Marien (Osterode am Harz)
  - Kirche „Zum Guten Hirten“ (Osterode)
  - Christuskirche (Riefensbeek-Kamschlacken)
  - Michaeliskirche (Schwiegershausen)
  - Kapelle Ührde
- Ostrhauderfehn
  - Martin-Luther-Kirche (Holterfehn)

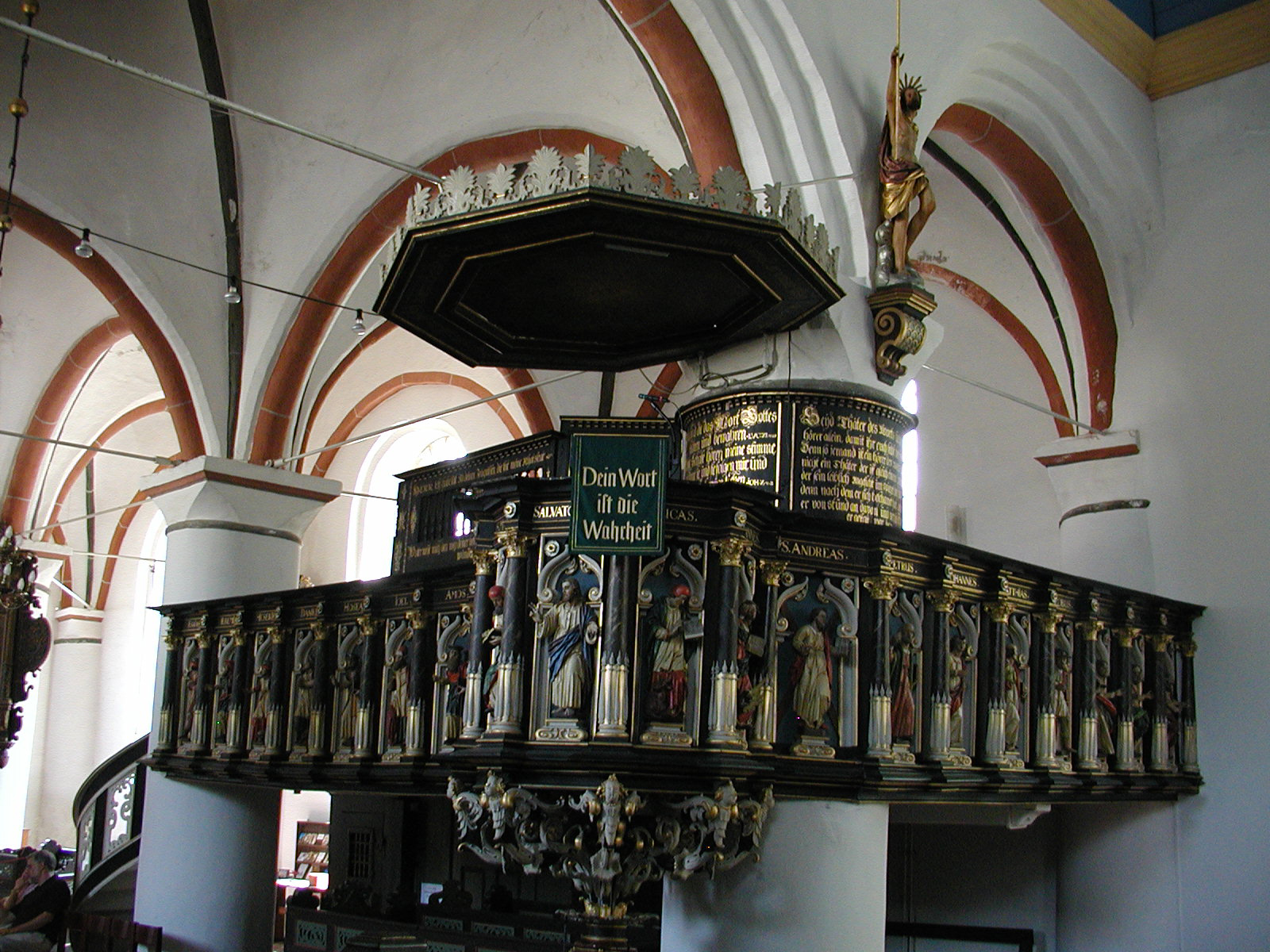
Die Kanzel als Mittelpunkt der St.-Severi-Kirche in Otterndorf

  - Trinitatiskirche (Langholt)
  - Petrus-Kirche (Ostrhauderfehn)
  - St.-Martin-Kirche (Potshausen)
- Ottenstein
  - Hattenser Kirche
  - Kapelle Lichtenhagen
  - Liebfrauenkirche (Ottenstein)

- Otterndorf
  - Severikirche (Otterndorf)
- Ottersberg
  - Liebfrauenkirche (Fischerhude)
  - Christophoruskirche (Ottersberg)
  - Martinskirche (Otterstedt)
  - Lukaskirche (Posthausen)
- Oyten
  - St.-Petri-Kirche (Oyten)

| A • Bad • Ba • Be • Bi – Bo • Br • Bu • C • D • E • F • G • Ha • He • Hi • Ho • Hu • I • J • K • L • M • N • O • P • Q • R • Sa • Sch • Se–So • Sp • St–Sy • T • U • V • W • Z |

## P
- Papenburg
  - Christuskirche (Aschendorf)
  - Kirche „Zum Schifflein Christi“ (Aschendorfermoor)
  - Erlöserkirche (Papenburg)
  - Nikolaikirche (Papenburg)
- Pattensen
  - Dorfkirche (Hüpede)
  - St. Georg (Jeinsen)
  - Kapelle Koldingen
  - Kapelle Marienburg
  - St. Lucas (Pattensen)
  - Kapelle Reden
  - Thomas-Kirche (Schulenburg)
- Pegestorf
  - Kirche Pegestorf
- Peine
  - St. Anna (Berkum)
  - St. Johannis (Dungelbeck)
  - Kirche Eixe
  - St.-Marien-Kirche (Handorf)
  - Friedenskirche (Peine)
  - St.-Jakobi-Kirche (Peine)
  - Johanniskirche (Peine)
  - Martin-Luther-Kirche (Peine)
  - St.-Nicolai-Kapelle (Peine-Horst)
  - Kapelle Röhrse
  - St. Godehard (Rosenthal)
  - St. Georg (Schmedenstedt)
  - Michaeliskirche (Schwicheldt)
  - St. Petrus (Stederdorf)
  - Kirche Vöhrum
  - Liebfrauenkirche (Woltorf)
- Pennigsehl
  - Lebuinkapelle (Pennigsehl)
- Polle
  - Georgskirche (Polle)
- Prezelle
  - Kirche Lanze
  - Kapelle Lomitz
  - Patronatskirche Prezelle

## Q
- Quakenbrück
  - St.-Petrus-Kirche (Quakenbrück)
  - St. Sylvester (Quakenbrück)

| A • Bad • Ba • Be • Bi – Bo • Br • Bu • C • D • E • F • G • Ha • He • Hi • Ho • Hu • I • J • K • L • M • N • O • P • Q • R • Sa • Sch • Se–So • Sp • St–Sy • T • U • V • W • Z |

## R
- Raddestorf
  - Lutherkirche (Raddestorf)
- Rätzlingen
  - St. Vitus (Rätzlingen)
- Rechtsupweg
  - Johanneskirche (Rechtsupweg)

- Rehburg-Loccum
  - Friederikenkapelle (Bad Rehburg)

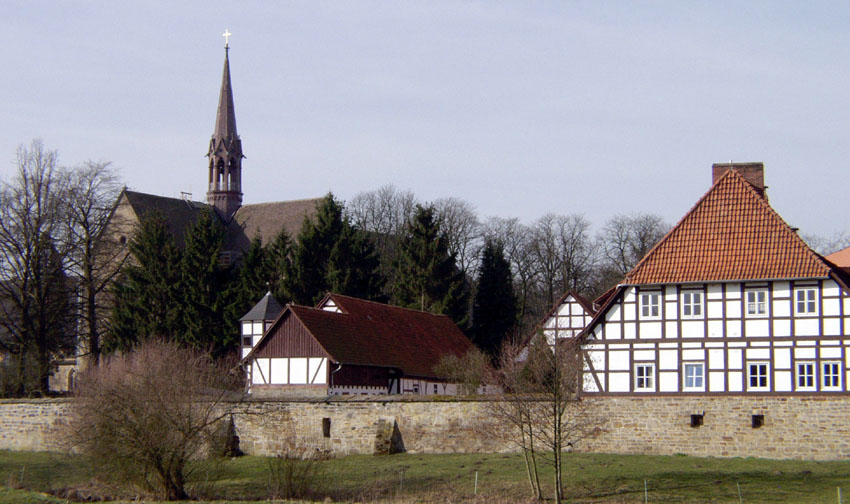
Das Kloster Loccum

  - Maria- und Georg-Kirche/Stiftskirche (Loccum)
  - Dorfkirche (Münchehagen)
  - St. Martini (Rehburg)
- Rehden
  - Zum Guten Hirten (Rehden)
- Reinstorf
  - St.-Vitus-Kirche (Reinstorf)
  - Petri-Kirche (Wendhausen)
- Rennau
  - Marienkirche (Rottorf)
- Reppenstedt
  - Auferstehungskirche (Reppenstedt)
- Rethem (Aller)
  - Marienkirche (Rethem)
- Rhade
  - Galluskirche (Rhade)
- Rhauderfehn
  - St. Laurentius und St. Vincenz (Backemoor)
  - Johanneskapelle (Burlage)
  - Dreifaltigkeitskirche (Collinghorst)
  - Rhauder Kirche
  - Hoffnungskirche (Westrhauderfehn)
- Ribbesbüttel
  - St.-Petri-Kirche (Ribbesbüttel)
- Riede
  - St. Andreas (Riede)
- Rieste
  - Emmauskapelle (Rieste)

- Rinteln
  - Petrikirche (Deckbergen)

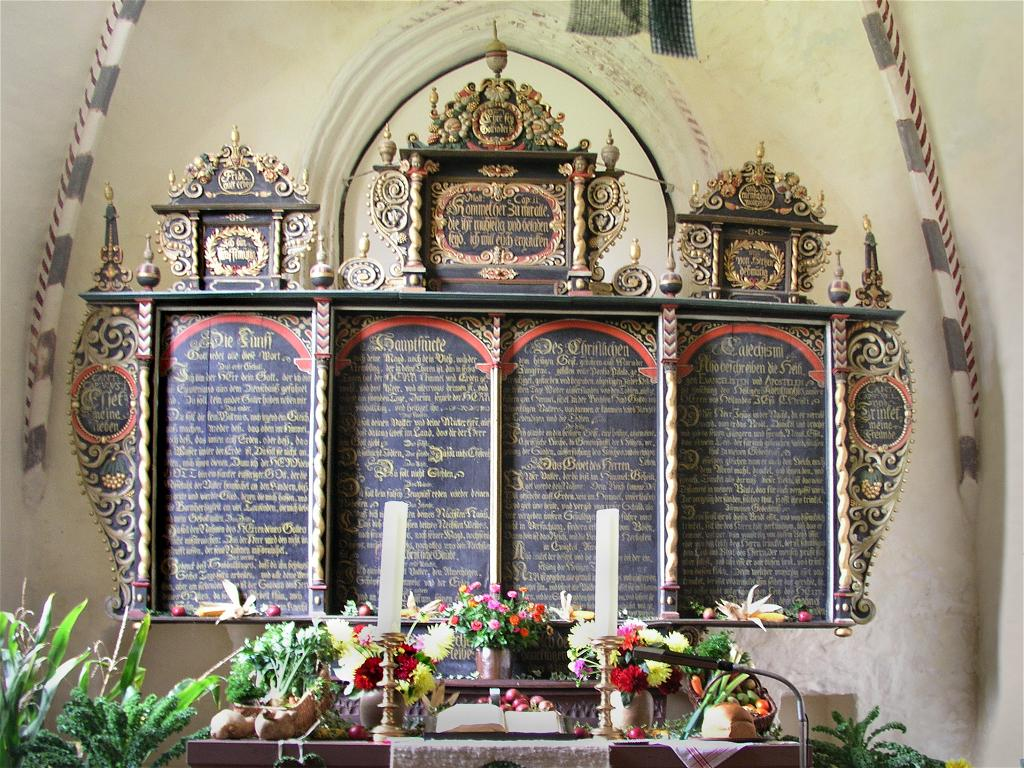
Altar der lutherisch-reformierten Simultankirche St. Fabian in Ringstedt: Kerzen werden verwendet, aber kein Kreuz

  - Cosmae- und Damiani-Kirche (Exten)
  - Petri-und-Andreae-Kirche (Hohenrode)
  - Erlöserkirche (Krankenhagen)
  - Johanniskirche (Rinteln)
  - St. Nikolai (Rinteln)
  - Josua Stegmann Kapelle (Rinteln)
- Rodenberg
  - St. Jacobi (Rodenberg)
- Rodewald
  - St.-Aegidien-Kirche (Rodewald)
  - St.-Johannis-Kirche (Rodewald)
- Römstedt
  - Matthäus-Kirche (Römstedt)
- Rötgesbüttel
  - St. Michael (Rötgesbüttel)
- Ronnenberg
  - Dorfkirche (Benthe)
  - Johanneskirche (Empelde)
  - Kapelle Ihme-Roloven
  - Michaeliskirche (Ronnenberg)
  - Osterkapelle (Linderte)
  - Versöhnungskirche (Weetzen)
- Rosche
  - St.-Laurentius-Kapelle (Polau)
  - St. Johannis (Rosche)
- Rosdorf
  - St.-Petri-Kirche (Atzenhausen)
  - Kapelle Dahlenrode
  - St. Nikolai (Dramfeld)
  - Kapelle Klein Wiershausen
  - Urbankapelle (Lemshausen)
  - Klosterkirche Mariengarten
  - Kirche Mengershausen
  - Marienkirche (Obernjesa)
  - Kapelle Olenhusen
  - St. Johannis (Rosdorf)
  - Dorfkirche (Settmarshausen)
  - St. Martini (Sieboldshausen)
  - Kapelle Volkerode
- Rosengarten (Landkreis Harburg)
  - Kapelle Ginsterhof
  - Thomaskirche (Klecken)
  - Kreuzkirche (Nenndorf)
- Rotenburg (Wümme) Die Stadtkirche in Rotenburg (Wümme)

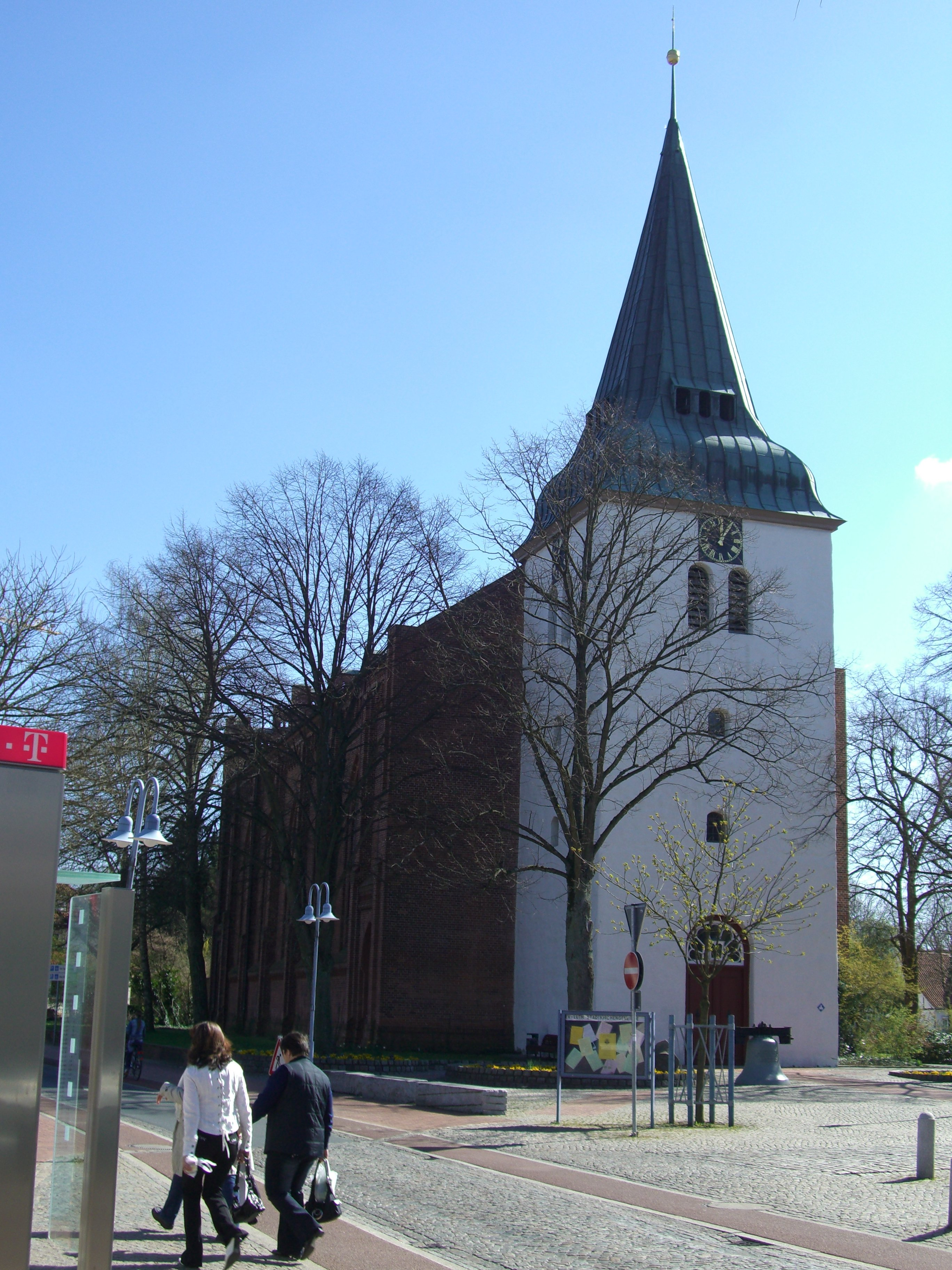
Die Stadtkirche in Rotenburg (Wümme)

  - Auferstehungskirche (Rotenburg/Wümme)
  - Michaelkirche (Rotenburg/Wümme)
  - Stadtkirche Rotenburg (Wümme)
  - Kirche „Zum Guten Hirten“ (Rotenburg/Wümme)

| A • Bad • Ba • Be • Bi – Bo • Br • Bu • C • D • E • F • G • Ha • He • Hi • Ho • Hu • I • J • K • L • M • N • O • P • Q • R • Sa • Sch • Se–So • Sp • St–Sy • T • U • V • W • Z |

## Sa
- Salzbergen
  - Markuskirche (Salzbergen)
- Salzhausen
  - St. Johannis (Salzhausen)
- Salzhemmendorf
  - Johanniskirche (Benstorf)
  - St. Vitus (Hemmendorf)
  - St.-Annen-Kapelle (Lauenstein)
  - St. Nicolai (Lauenstein)
  - Kapelle Levedagsen
  - Andreaskirche (Ockensen)
  - Nikolaikirche (Oldendorf)
  - Christuskirche (Osterwald)
  - St. Margarethen (Salzhemmendorf)
  - Jürgenskapelle (Thüste)
  - Martinskirche (Wallensen)
- Sandbostel
  - Lagerkapelle Sandbostel
- Sande (Friesland)
  - Dorfkirche (Neustadtgödens)
- Sankt Andreasberg
  - Martinikirche (St. Andreasberg)
- Sarstedt
  - Martin-Luther-Kapelle (Giften)
  - Nicolaikirche (Gödringen)
  - Nikolaikirche (Heisede)
  - Dionyskirche (Hotteln)
  - Paul-Gerhardt-Kirche (Sarstedt)
  - Pauluskirche (Sarstedt)
  - St.-Nicolai-Kirche (Sarstedt)
  - Christophoruskapelle (Schliekum)
- Sassenburg
  - Stephanuskapelle (Grußendorf)
  - Thomaskirche (Neudorf-Platendorf)
  - Kirche „Zum Guten Hirten“ (Westerbeck)

| A • Bad • Ba • Be • Bi – Bo • Br • Bu • C • D • E • F • G • Ha • He • Hi • Ho • Hu • I • J • K • L • M • N • O • P • Q • R • Sa • Sch • Se–So • Sp • St–Sy • T • U • V • W • Z |

## Sch
- Scharnebeck
  - St. Marien (Scharnebeck)
- Scheden

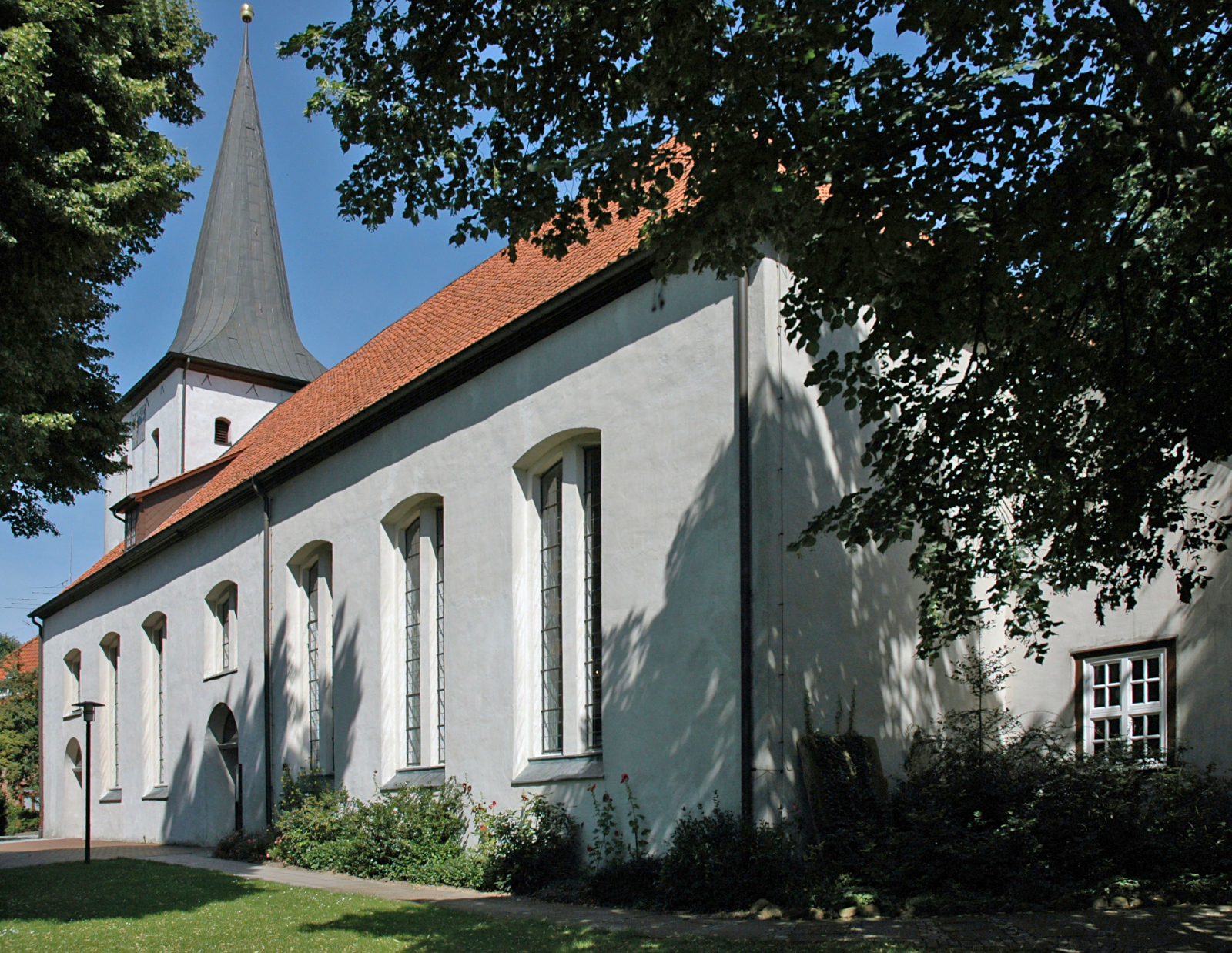
Die St.-Lucas-Kirche in Scheeßel

  - St. Johannes der Täufer (Meensen)
  - St.-Matthäus-Kirche (Dankelshausen)
  - St.-Markus-Kirche (Scheden)
- Scheeßel
  - St.-Lucas-Kirche (Scheeßel)
- Schellerten
  - St.-Lucas-Kirche (Garmissen)
  - St.-Georgs-Kirche (Kemme)
  - Kirche Oedelum
  - Ev.-luth. Kirche (Schellerten)
  - St.-Thomas-Kirche (Wendhausen)
- Schiffdorf
  - Dorfkirche (Altluneberg)
  - Heilige-Drei-Königs-Kirche (Bramel)
  - St.-Martins-Kirche (Schiffdorf)
  - Dorfkirche (Spaden)
- Schnackenburg
  - Kirche Holtorf
  - Dorfkirche Kapern
  - St.-Nicolai-Kirche (Schnackenburg)
- Schnega
  - Kapelle Schäpingen
  - St.-Michaelis-Kirche (Schnega)
  - Kapelle Thune
- Schneverdingen
  - Friedenskirche (Heber)
  - Eine-Welt-Kirche/Markuskirche (Schneverdingen)
  - Peter-und-Paul-Kirche (Schneverdingen)
- Scholen
  - Kirche zu Scholen
- Schüttorf
  - St.-Christophorus-Kirche (Schüttorf)
- Schwaförden
  - Kirche zu Schwaförden
- Schwanewede
  - Nikolaikirche (Bruch)
  - St. Luciae (Meyenburg)
  - St. Johannes (Schwanewede)
- Schwarme
  - Zum Guten Hirten (Schwarme)
- Schwarmstedt
  - St. Laurentius (Schwarmstedt)
- Schweringen
  - Kreuz-Kirche (Schweringen)
- Schwülper
  - St. Nikolaus (Groß Schwülper)
  - Kapelle Walle

| A • Bad • Ba • Be • Bi – Bo • Br • Bu • C • D • E • F • G • Ha • He • Hi • Ho • Hu • I • J • K • L • M • N • O • P • Q • R • Sa • Sch • Se–So • Sp • St–Sy • T • U • V • W • Z |

## Se–So
- Seelze
  - Kirche Dedensen
  - Obentraut-Kapelle Döteberg
  - Kapelle Gümmer
  - St.-Barbara-Kirche (Harenberg)
  - Dreieinigkeitskirche (Kirchwehren)
  - St.-Michaels-Kirche (Letter)
  - Kirche „Zum Barmherzigen Samariter“ (Lohnde)
  - St.-Martins-Kirche (Seelze)
  - Kapelle Velber
- Seevetal
  - St. Mauritius (Hittfeld)
  - Friedenskirche (Maschen)
  - Dorfkirche (Meckelfeld)
  - Kapelle Over
  - St. Sixtus und Sinnitius (Ramelsloh)

- Sehnde
  - Kapelle Bilm
  - Nicolaikirche (Bolzum)
  - St.-Margareten-Kapelle (Dolgen)
  - St.-Georgskapelle (Evern)
  - St. Ulrich (Haimar)
  - Kapelle Höver (Sehnde)
  - Kirche Ilten
  - Kirche Müllingen
  - St.-Katharinen-Kirche (Rethmar)
  - Kreuzkirche (Sehnde)
  - Kirche Wassel
  - Kirche Wehmingen
  - Dorfkirche (Wirringen)
- Selsingen
  - St.-Lamberti-Kirche (Selsingen)
- Sibbesse
  - St. Peter und Paul (Adenstedt)
  - St. Mauritius (Almstedt)
  - St. Bartholomäus (Eberholzen)
  - Marienkapelle (Grafelde)
  - Pauluskapelle (Hönze)
  - St. Lucia (Möllensen)

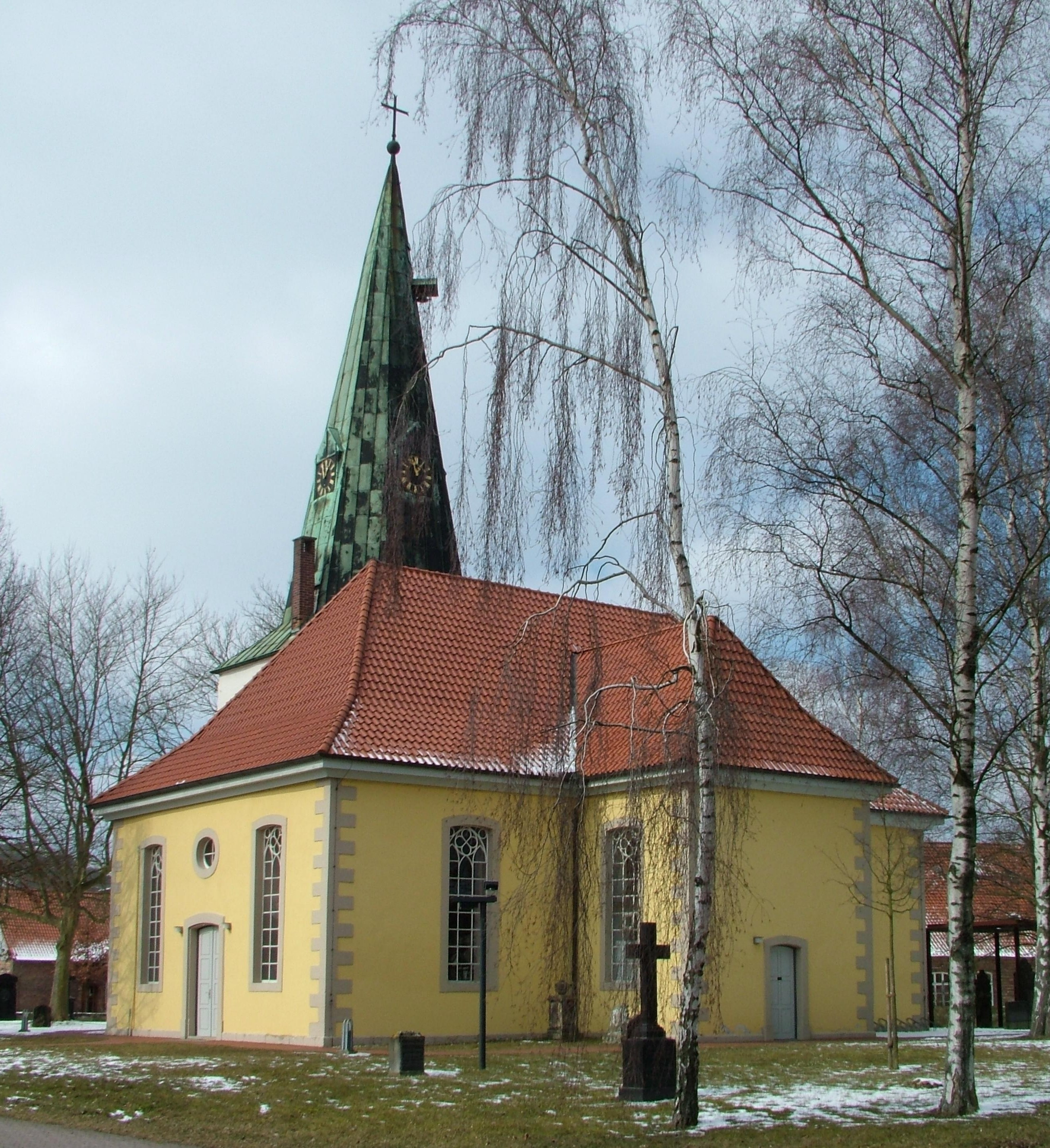
Kreuzkirche Sehnde

  - Antoniuskirche (Petze) Die Antoniuskirche in Petze
  - Kapelle Segeste

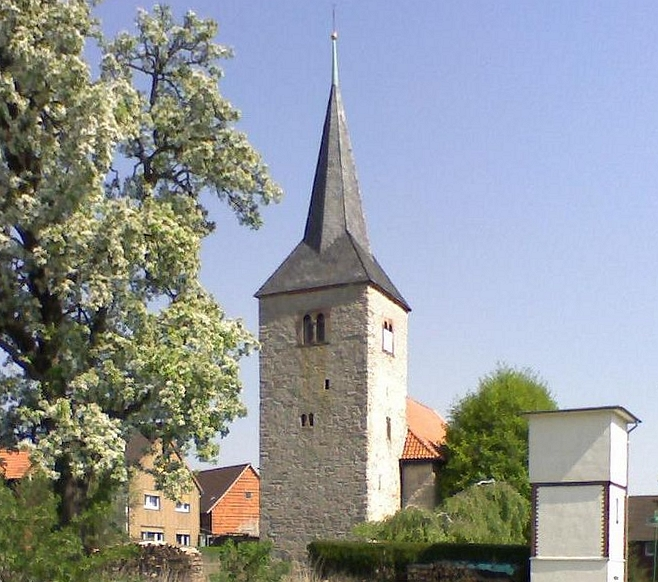
Die Antoniuskirche in Petze

  - Peter-und-Paul-Kirche (Sellenstedt)
  - St. Nicolai (Sibbesse) Die Nicolaikirche in Sibbesse
  - Catharinenkirche (Westfeld)

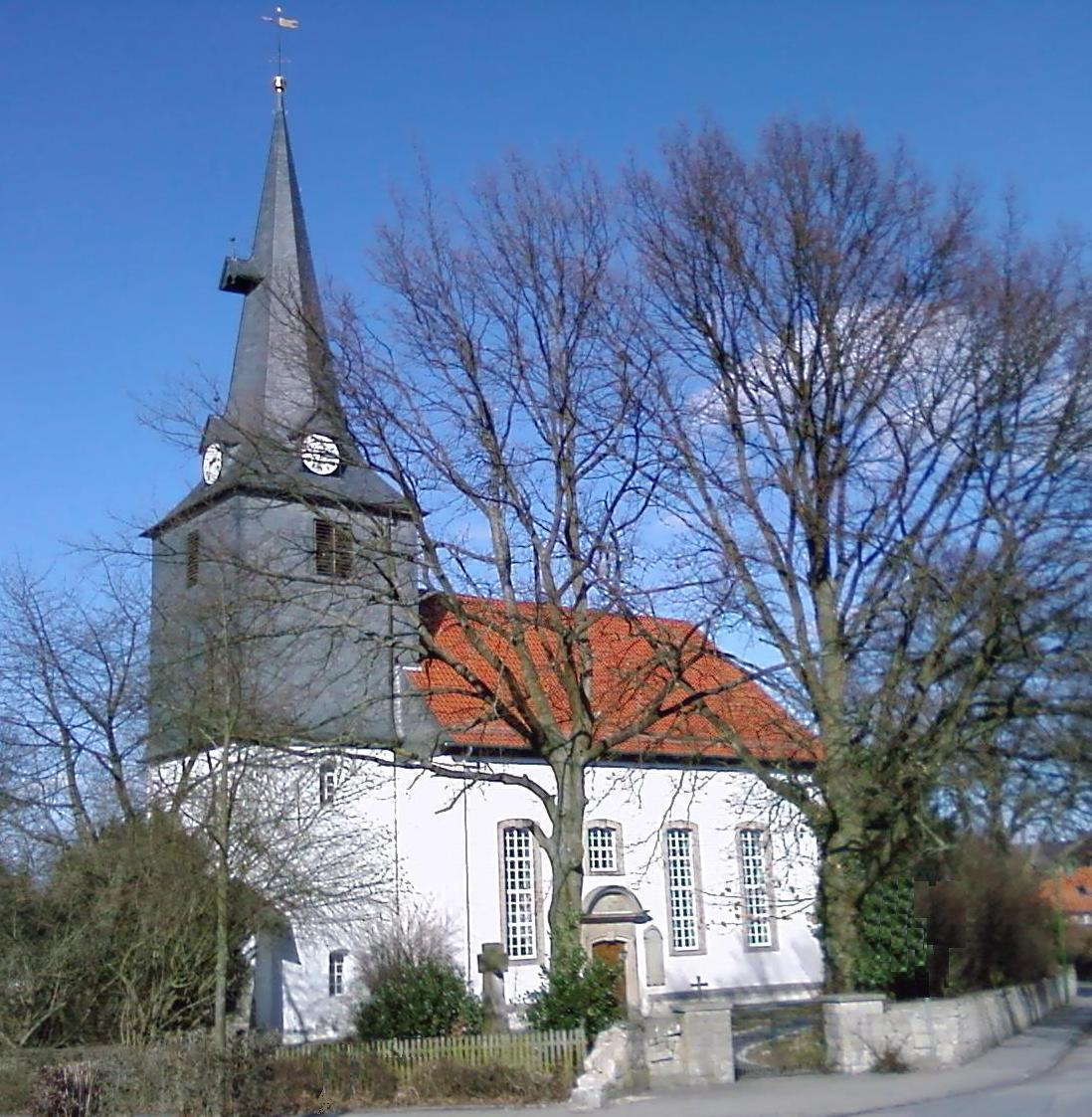
Die Nicolaikirche in Sibbesse

  - Martinskirche (Wrisbergholzen)Die Martinskirche in Wrisbergholzen
- Siedenburg
  - Kapelle Siedenburg
- Sittensen
  - St.-Dionysius-Kirche (Sittensen)
- Soderstorf
  - St. Martin (Raven)
- Sögel
  - Markuskirche (Sögel)
- Söhlde
  - Martinikirche (Bettrum)
  - Kirche Feldbergen
  - Kirche Groß Himstedt
  - Martinskirche (Hoheneggelsen)
  - Matthiaskirche (Hoheneggelsen)
  - Kirche Klein Himstedt
  - Kapelle Mölme
  - Marienkirche (Nettlingen)
  - Martin-Luther-Kirche (Söhlde)
  - Kehrwiederkirche (Steinbrück)
- Soltau
  - St.-Johannis-Kirche (Soltau)
  - Lutherkirche (Soltau)

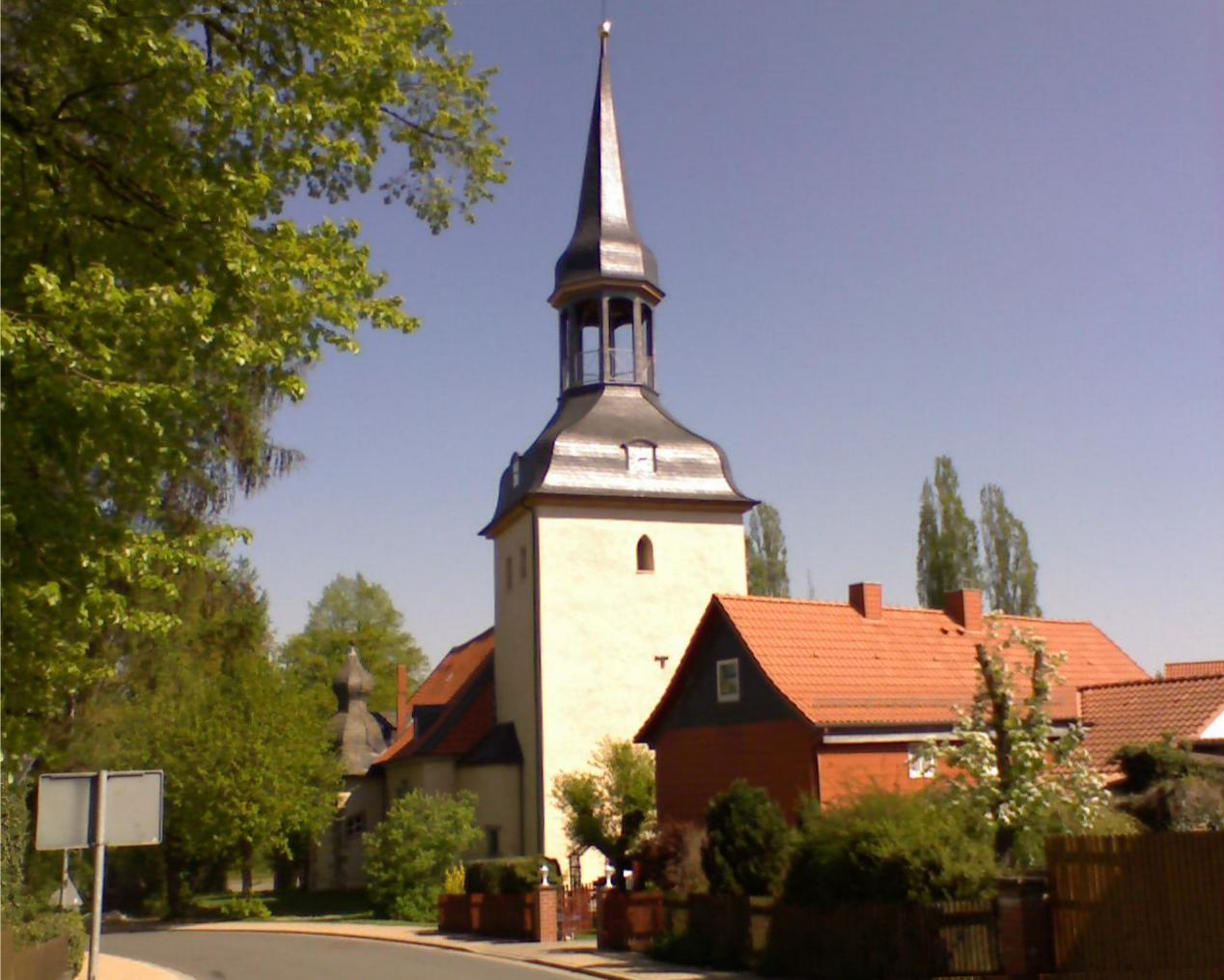
Die Martinskirche in Wrisbergholzen

  - Heilig-Geist-Kirche (Wolterdingen)
- Soltendieck
  - Christuskapelle Soltendieck
  - St.-Michaelis-Kapelle (Müssingen)
- Sottrum
  - St. Georg (Sottrum)

## Sp
- Spiekeroog
  - Alte Inselkirche (Spiekeroog)
  - Neue Inselkirche (Spiekeroog)
- Sprakensehl
  - Johanneskapelle (Bokel)

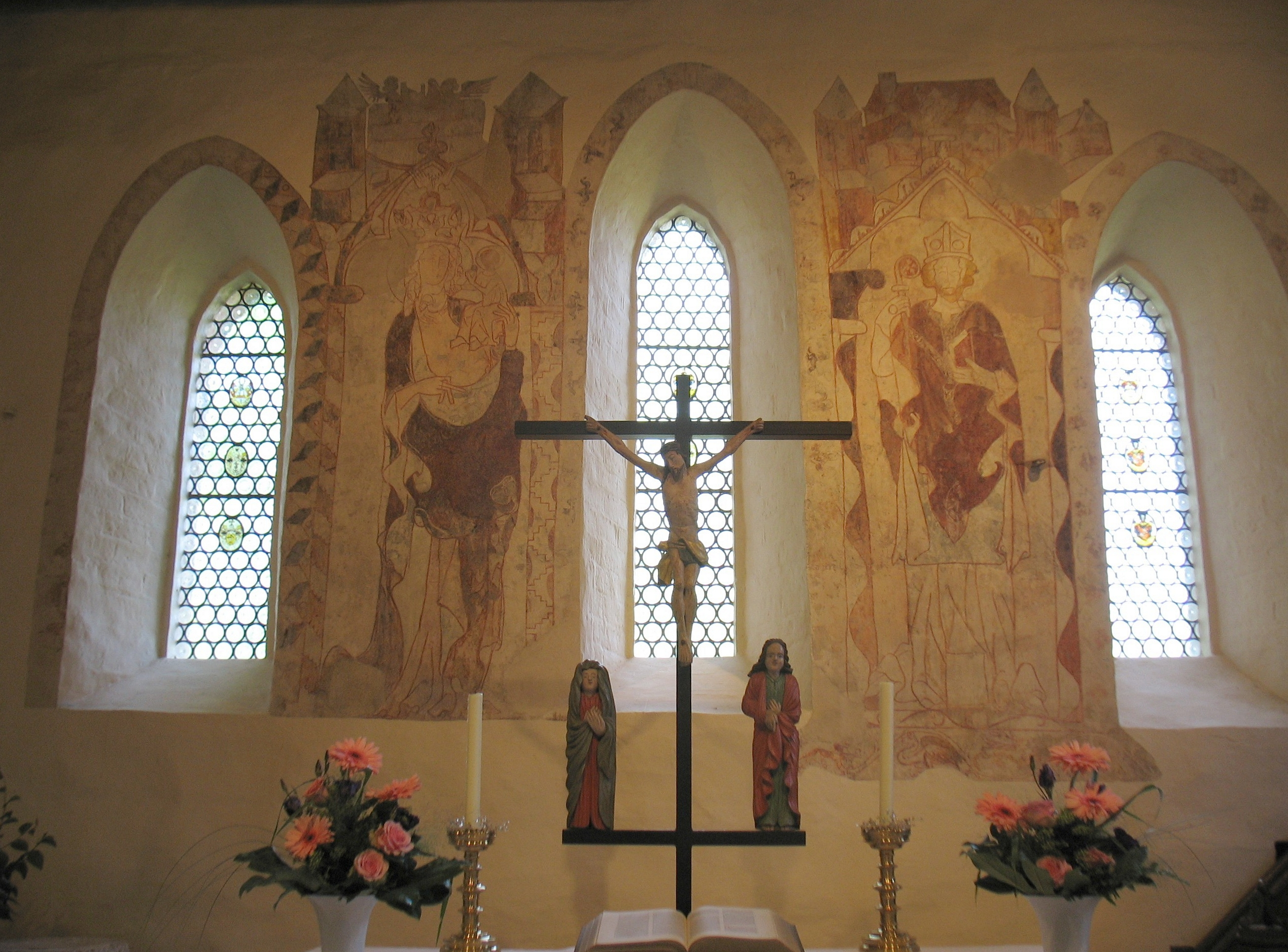
Christophoruskirche Sprakensehl

  - Christophoruskirche (Sprakensehl)

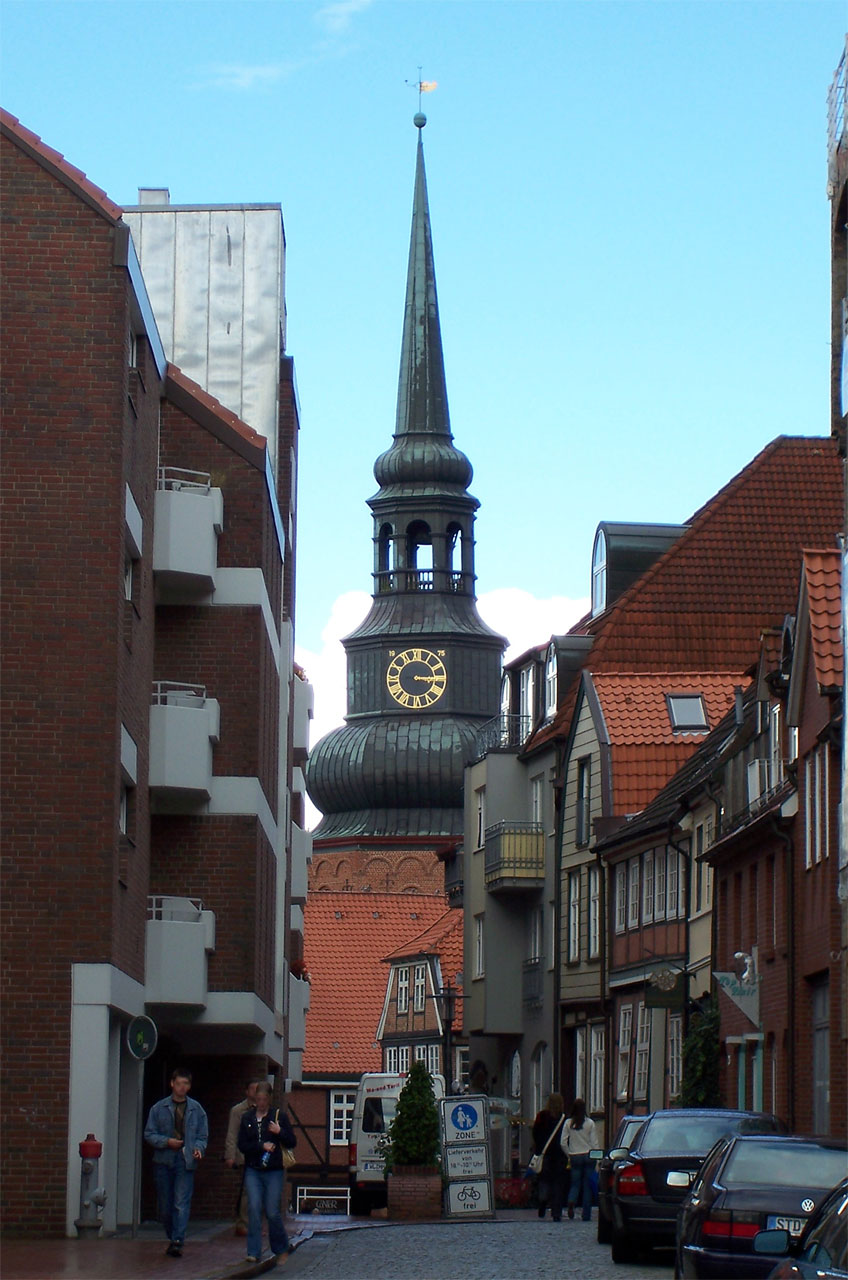
Die St. Cosmae- et Damiani-Kirche in der Altstadt von Stade

- Springe
  - St. Nicolai (Alferde)
  - St. Vincenz (Altenhagen I)
  - Kapelle Alvesrode
  - St. Martin (Bennigsen)
  - Kapelle Boitzum
  - St.-Alexandri-Kirche (Eldagsen)
  - Kirche Gestorf
  - Kapelle Holtensen
  - St. Marien (Lüdersen)
  - St. Andreas (Springe)
  - Petruskirche (Springe)
  - Johanneskirche (Völksen)
  - Marienkirche (Wülfinghausen)

| A • Bad • Ba • Be • Bi – Bo • Br • Bu • C • D • E • F • G • Ha • He • Hi • Ho • Hu • I • J • K • L • M • N • O • P • Q • R • Sa • Sch • Se–So • Sp • St–Sy • T • U • V • W • Z |

## St–Sy
- Stade
  - St. Nikolai (Bützfleth)
  - St. Cosmae et Damiani (Stade)
  - Johanniskirche (Stade)
  - Markuskirche (Stade)
  - St. Wilhadi (Stade)
- Stadtoldendorf
  - Dionyskirche (Stadtoldendorf)
- Staffhorst
  - Dorfkirche (Staffhorst)
- Staufenberg
  - Dorfkirche (Benterode)
  - Paul-Gerhardt-Kirche (Escherode)
  - St. Petri (Landwehrhagen)
  - St. Peter und Paul (Lutterberg)
  - Elisabethkirche (Nienhagen)
  - Friedenskirche (Speele)
  - Kapelle Spiekershausen
  - Johanniskirche (Uschlag)
- Stedesdorf
  - St.-Aegidien-Kirche (Stedesdorf)
- Steimbke
  - St. Dionysius (Steimbke)Die St.-Dionysius-Kirche in Steimbke
  - Kapelle Lichtenhorst
  - Kapelle Wendenborstel
- Steinau

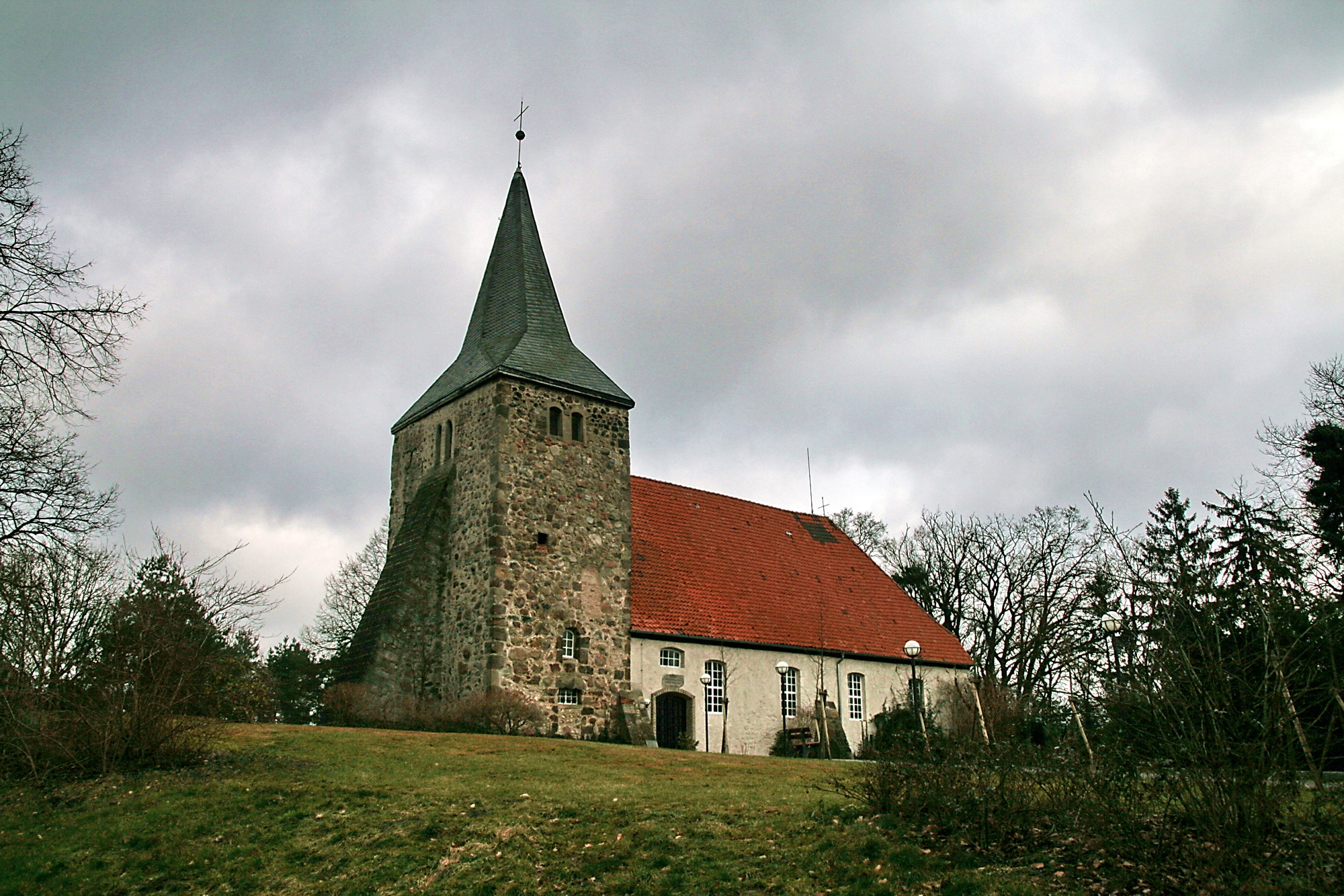
Die St.-Dionysius-Kirche in Steimbke

  - St. Johannes der Täufer (Steinau)Die Johannes-der-Täufer-Kirche in Steinau
- Steinhorst
  - St. Georg (Steinhorst)
- Steinkirchen (Altes Land)

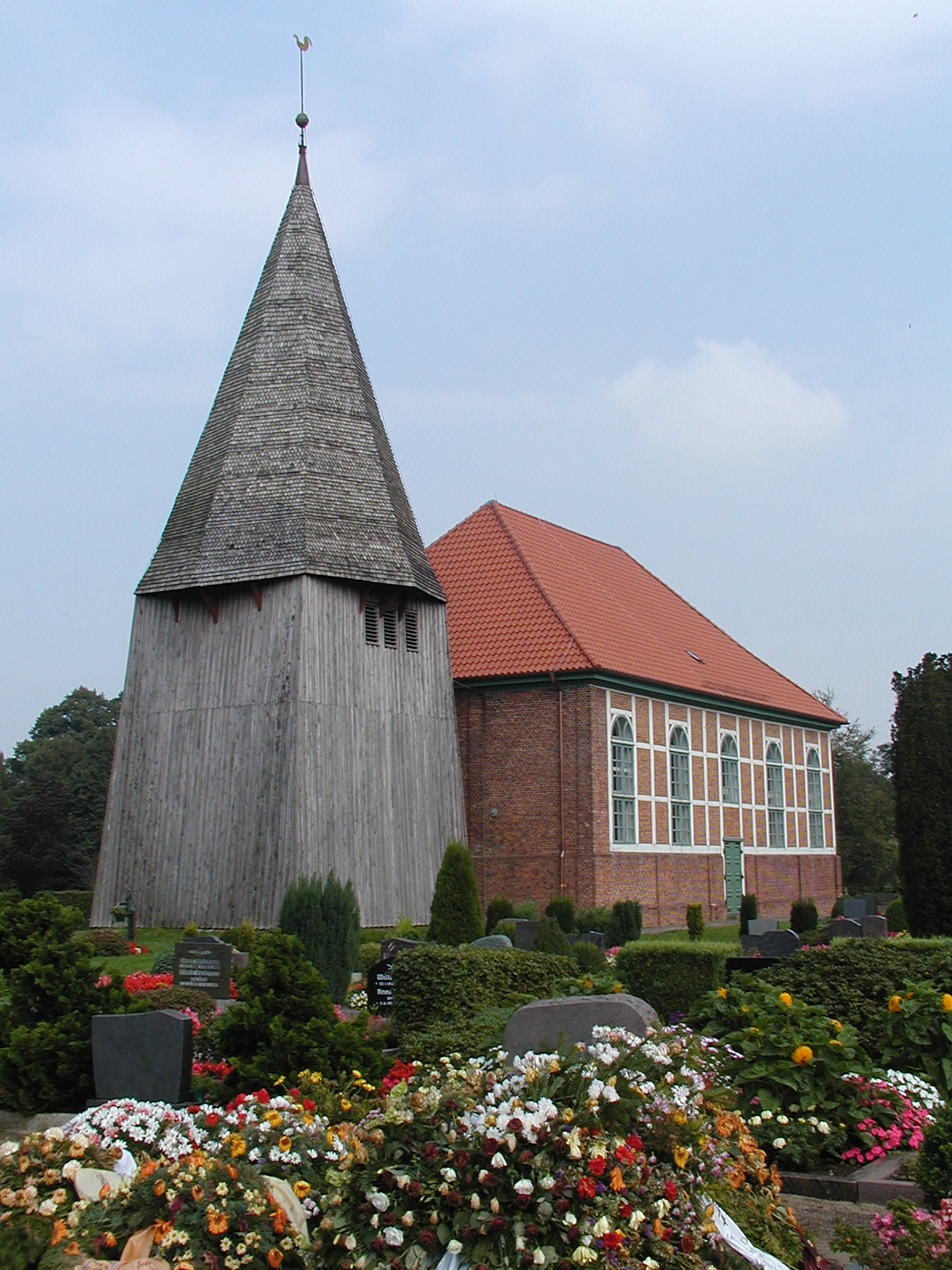
Die Johannes-der-Täufer-Kirche in Steinau

  - St. Martini et Nicolai (Steinkirchen)
- Stelle (Landkreis Harburg)
  - Andreaskirche (Ashausen)
  - Martin-Luther-Kirche (Fliegenberg)
  - Michaelskirche (Stelle)
- Steyerberg
  - St.-Katharinen-Kirche (Steyerberg)
  - Kapelle Wellie
- Stolzenau
  - St. Martin (Nendorf)
  - Vitikirche (Schinna)
  - St. Jacobi (Stolzenau)
- Stuhr
  - Zum Heiligen Kreuz (Brinkum)
  - Klosterkirche St. Marien (Heiligenrode)
  - Heilig-Geist-Kapelle (Fahrenhorst)
  - Martin-Luther-Kirche (Seckenhausen)
- Suderburg
  - St.-Remigius-Kirche (Suderburg)
- Sudwalde
  - Kirche zu Sudwalde
- Südbrookmerland
  - Kirche Johannes der Täufer (Engerhafe)
  - Lutherische Kirche (Forlitz-Blaukirchen)
  - Martin-Luther-Kirche (Moordorf)
  - Kirche zum guten Hirten (Münkeboe)
  - St.-Victor-Kirche (Victorbur)
  - Wibadi-Kirche (Wiegoldsbur)
- Südheide
  - St.-Peter-Paul-Kirche (Hermannsburg)
  - Friedenskirche (Unterlüß)
- Suhlendorf
  - Kapelle (Dalldorf)
  - Marienkirche Suhlendorf
- Sulingen
  - Nicolaikirche (Sulingen)
- Syke
  - St. Bartholomäus (Barrien)
  - Michaels-Kirche (Heiligenfelde)
  - Christuskirche (Syke)

| A • Bad • Ba • Be • Bi – Bo • Br • Bu • C • D • E • F • G • Ha • He • Hi • Ho • Hu • I • J • K • L • M • N • O • P • Q • R • Sa • Sch • Se–So • Sp • St–Sy • T • U • V • W • Z |

## T
- Tespe
  - Johanneskirche (Tespe)
- Thedinghausen
  - St. Cosmas und Damian (Lunsen)
  - Maria-Magdalena-Kirche (Thedinghausen)
- Thomasburg
  - Peter-und-Paul-Kirche (Thomasburg)
- Tostedt
  - St. Johannes (Tostedt)
- Trebel (Wendland)
  - Ev.-luth. Kirche (Trebel)
- Tülau
  - Johanniskirche (Tülau)
- Twist (Emsland)
  - Nazarethkirche (Twist)
- Twistringen
  - Martin-Luther-Kirche (Twistringen)
  - Pfarrkirche Heiligenloh

| A • Bad • Ba • Be • Bi – Bo • Br • Bu • C • D • E • F • G • Ha • He • Hi • Ho • Hu • I • J • K • L • M • N • O • P • Q • R • Sa • Sch • Se–So • Sp • St–Sy • T • U • V • W • Z |

## U
- Uchte
  - Dorfkirche (Uchte)
- Uelsen
  - Jakobuskirche (Uelsen)

- Uelzen
  - Georgskapelle (Groß Liedern)

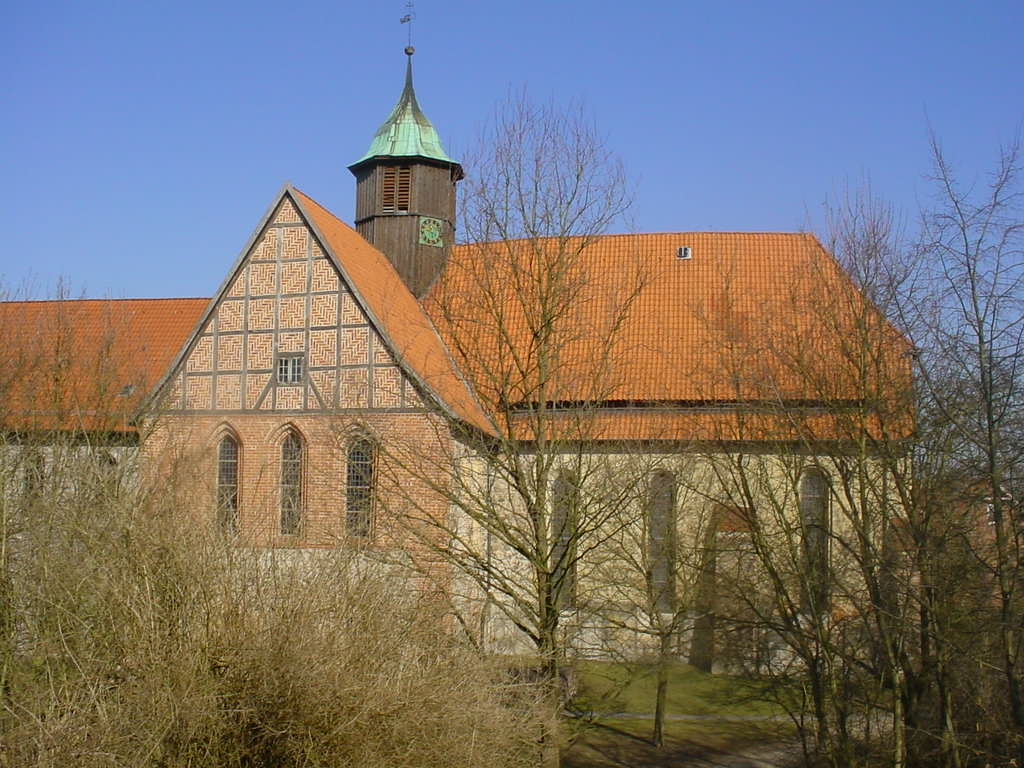
Die Klosterkirche (Johanniskirche) in Oldenstadt (Uelzen)

  - St.-Christophorus-Kapelle (Hanstedt II)
  - St. Nicolai (Holdenstedt)
  - Georgskirche (Kirchweyhe)
  - Marienkirche (Molzen)
  - Johanniskirche (Oldenstadt)
  - Marienkapelle (Riestedt)
  - Gertrudenkapelle (Uelzen)
  - Heiligen-Geist-Kapelle (Uelzen)
  - St. Johannis (Uelzen)
  - St. Marien (Uelzen)
  - St. Petri (Uelzen)
  - St.-Viti-Kapelle (Uelzen)
  - St. Marien (Veerßen)
- Uetze
  - St.-Urban-Kirche (Dedenhausen)
  - Erlöserkirche (Dollbergen)
  - Ev.-luth. Kirche (Eltze)
  - St. Petri (Hänigsen)
  - Michaeliskapelle Katensen
  - Nicolaikirche (Obershagen)
  - Christus-Kirche (Schwüblingsen)
  - St. Johannes der Täufer (Uetze)
- Ummern
  - Kapelle Ummern
- Undeloh
  - St. Magdalenen (Undeloh)
- Upgant-Schott
  - Siegelsumer Kirche
- Uplengen
  - Christus-Kirche (Hollen)
  - Friedenskirche (Ockenhausen) Oltmannsfehn
  - St.-Martin-Kirche (Remels)
- Uslar
  - Kapelle Ahlbershausen
  - Kapelle Allershausen
  - Martinskirche Bollensen
  - Kapelle Delliehausen
  - Kapelle Dinkelhausen
  - Kapelle Eschershausen
  - Kirche Fürstenhagen
  - Kapelle Gierswalde
  - Kapelle Kammerborn
  - Kirche Offensen
  - Kirche Schlarpe
  - Martin-Luther-Kirche (Schönhagen)
  - St. Vitus (Schoningen)
  - Kapelle Sohlingen
  - St.-Johannis-Kirche (Uslar)
  - Kapelle Vahle
  - Kapelle Verliehausen
  - St. Georg (Volpriehausen)
  - St.-Jodocus-Kapelle (Wiensen)

| A • Bad • Ba • Be • Bi – Bo • Br • Bu • C • D • E • F • G • Ha • He • Hi • Ho • Hu • I • J • K • L • M • N • O • P • Q • R • Sa • Sch • Se–So • Sp • St–Sy • T • U • V • W • Z |

## V
- Vahlbruch
  - St.-Matthäus-Kirche Vahlbruch
- Varrel
  - St. Marien (Varrel)
- Vastorf
  - St.-Nikolaus-Kapelle (Vastorf)

- Verden (Aller)

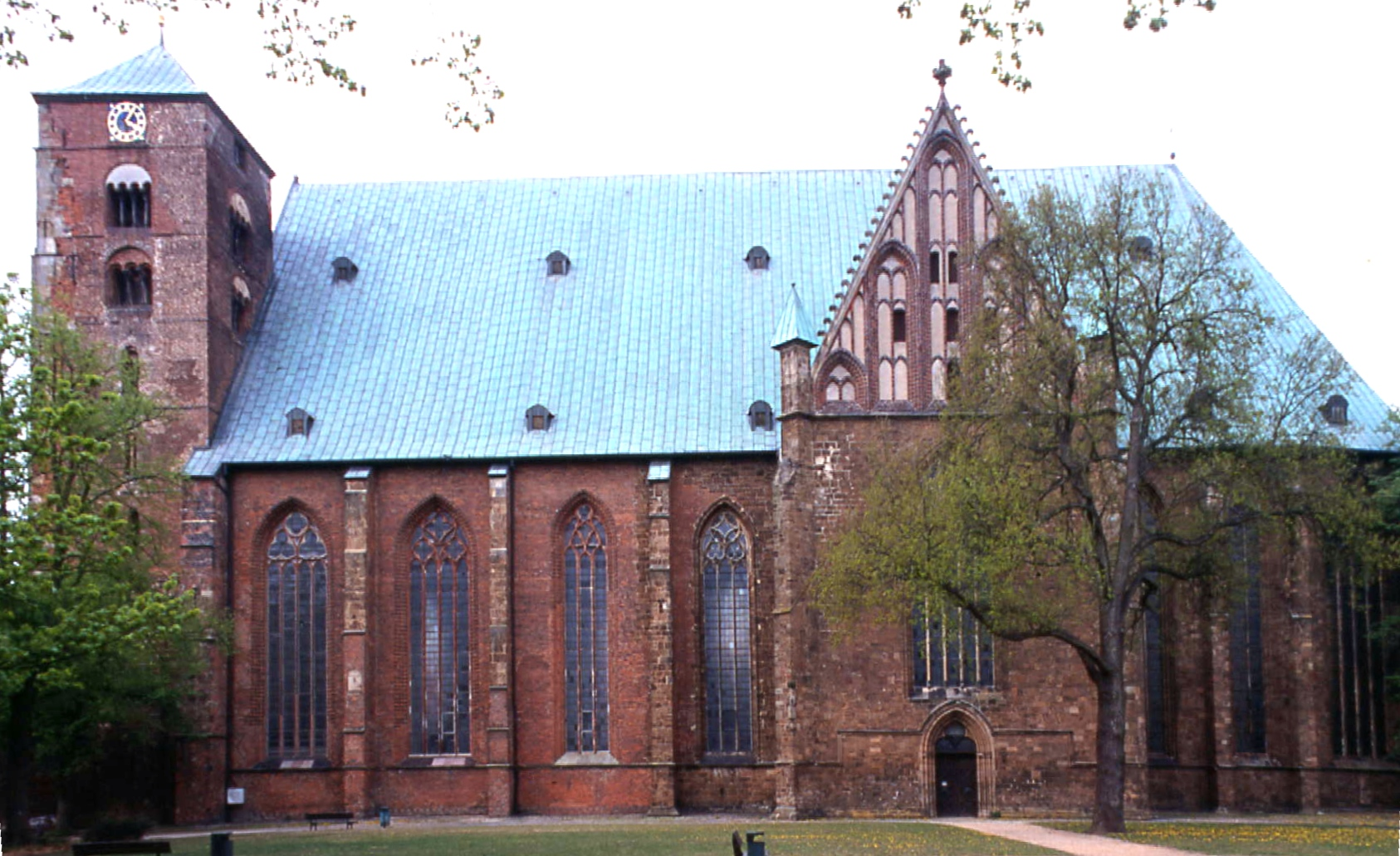
Der Dom zu Verden (Aller)

  - Kapelle im Sachsenhain (Dauelsen)
  - St. Andreas (Verden)
  - Dom zu Verden
  - St. Johannis (Verden)
  - Nicolaikirche (Verden)
- Visselhövede
  - St.-Johannis-Kirche (Visselhövede)
  - St.-Nikolaus-Kapelle (Wittorf)
- Vollersode
  - Ansgarikirche (Wallhöfen)
- Vordorf
  - Nicolaikirche (Rethen)

| A • Bad • Ba • Be • Bi – Bo • Br • Bu • C • D • E • F • G • Ha • He • Hi • Ho • Hu • I • J • K • L • M • N • O • P • Q • R • Sa • Sch • Se–So • Sp • St–Sy • T • U • V • W • Z |

## W
- Waake
  - Dorfkirche (Waake)
- Waddeweitz
  - Kapelle Dickfeitzen
  - 1000-Märtyrer-Kirche (Wittfeitzen)
  - Kirche Zebelin
- Wagenfeld
  - Kirche Ströhen
  - St. Antonius (Wagenfeld)
- Wagenhoff
  - Kapelle Wagenhoff
- Wahrenholz
  - St.-Nicolai-und-Catharinen-Kirche (Wahrenholz)
- Wallenhorst
  - Matthias Claudius-Kapelle (Rulle)
  - Andreaskirche (Wallenhorst)
- Walsrode
  - Pauluskirche (Bomlitz)
  - Friedenskirche (Bommelsen)
  - St. Johannes der Täufer (Düshorn)
  - Michaeliskirche (Kirchboitzen)
  - St. Georg (Meinerdingen)
  - St.-Georg-Christophorus-Jodokus-Kirche (Stellichte)
  - Stadtkirche Walsrode
- Wangelnstedt
  - Kapelle Denkiehausen
  - Kapelle Linnenkamp
  - Johanneskirche (Wangelnstedt)

- Wanna

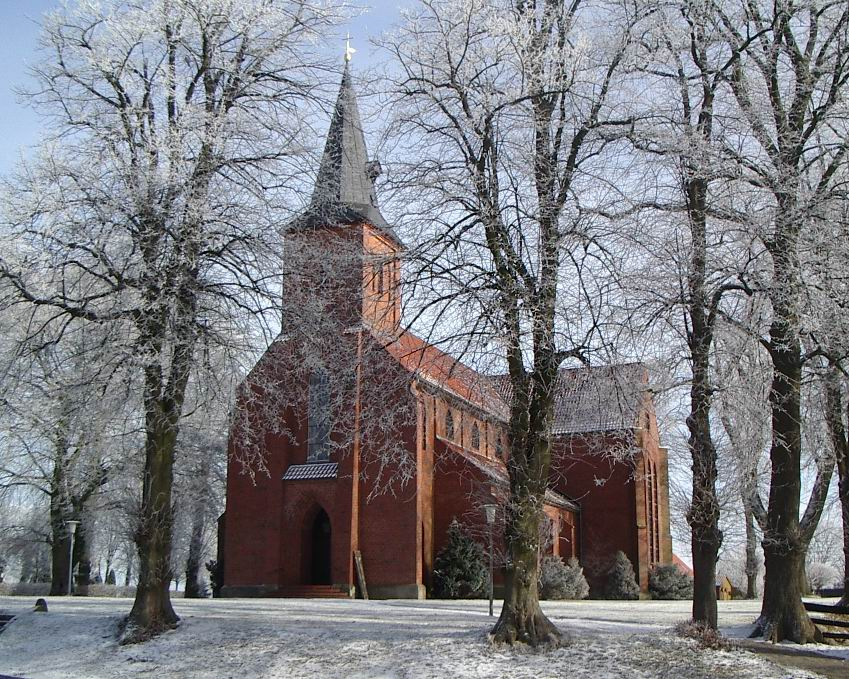
Wanna: St. Georg

  - Nicolaikapelle (Ahlen-Falkenberg)
  - Georgskirche (Wanna)
- Warmsen
  - Georgskirche (Warmsen)
  - Kapelle Bohnhorst
- Wasbüttel
  - Kapelle Wasbüttel
- Wathlingen
  - Marienkirche (Wathlingen)
- Wedemark
  - Johanneskapelle (Abbensen)
  - St.-Michaelis-Kirche (Bissendorf)
  - Christophoruskirche (Bissendorf-Wietze)
  - St.-Martini-Kirche (Brelingen)
  - Ev.-luth. Kirche (Elze)
  - St. Georg (Mellendorf)
  - Kapelle Negenborn
  - Kapernaumkirche (Resse)
- Weener
  - Erlöserkirche (Weener)
- Wendeburg
  - Jerusalemkirche (Rüper)
- Wennigsen (Deister)
  - Holtenser Kirche
  - Marien- und Petri-Kirche (Wennigsen)
  - Johanneskapelle (Sorsum)
- Werdum
  - St.-Nicolai-Kirche (Werdum)
- Werlte
  - Lukaskirche (Werlte)
- Wesendorf
  - Johanniskirche (Wesendorf)
- Weste
  - Kapelle Höver (Weste)
  - Kapelle (Weste)
- Westerholt
  - Westerholter Kirche
- Westoverledingen
  - St.-Sebastian-und-St.-Vincenz-Kirche (Breinermoor)
  - Auferstehungskirche (Flachsmeer)
  - Maria- und Nikolaus-Kirche (Steenfelde)
  - Peter-und-Paul-Kirche (Völlen)
  - Martin-Luther-Kapelle (Völlenerfehn)
  - Christus-Kirche (Völlenerkönigsfehn)
- Wetschen
  - Johanneskirche (Wetschen)
- Weyhausen
  - Auferstehungskirche (Weyhausen)
- Weyhe
  - Felicianikirche (Kirchweyhe)
  - Marienkirche (Leeste)
- Wiedensahl
  - St. Nicolai (Wiedensahl)

- Wienhausen

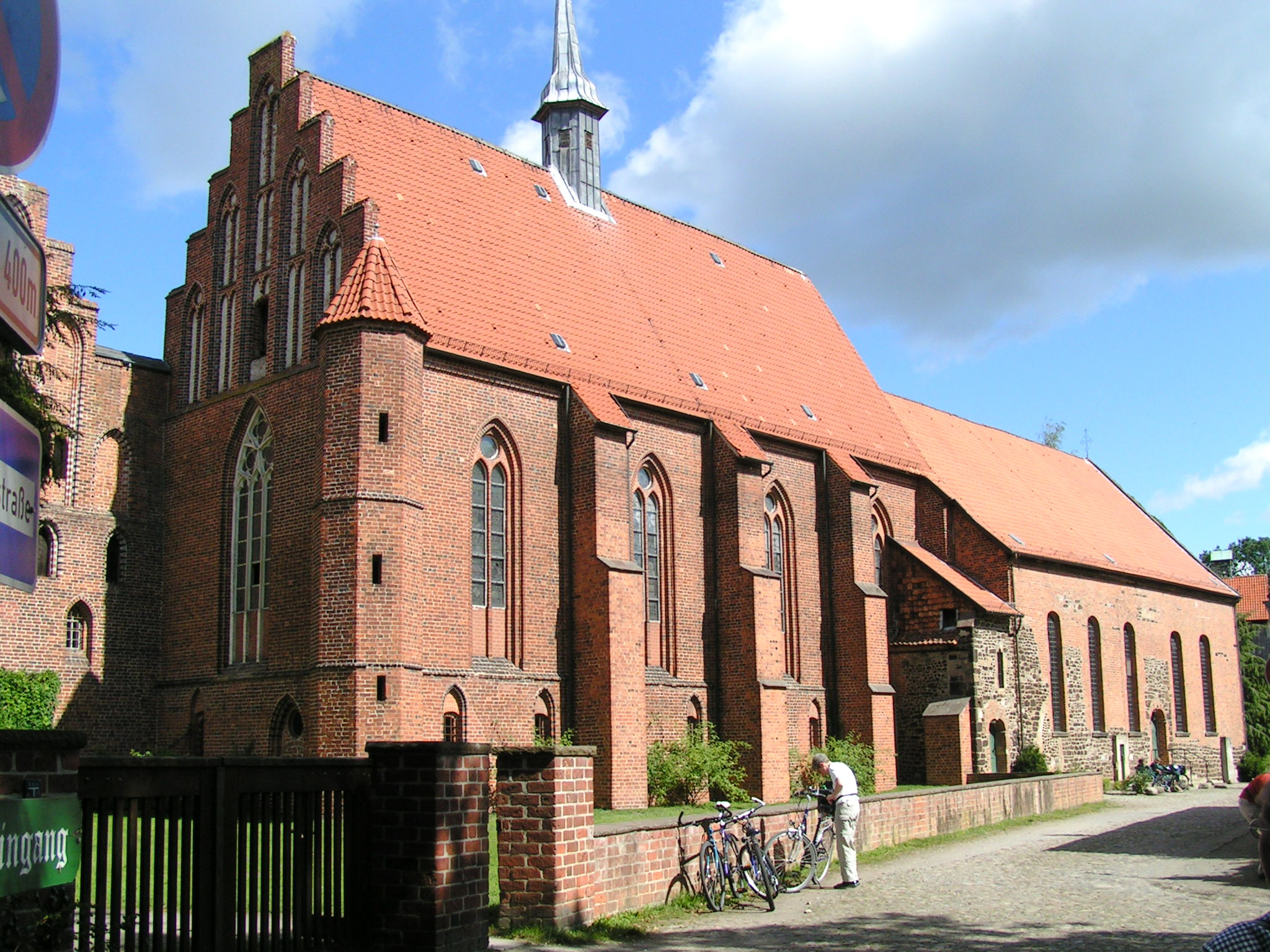
Die Klosterkirche (Marienkirche) in Wienhausen

  - Maria-Magdalena-Kapelle (Oppershausen)
  - Klosterkirche/Marienkirche (Wienhausen)
- Wiesmoor
  - Versöhnungskirche (Hinrichsfehn)
  - Kreuzkirche (Marcardsmoor)
  - Friedenskirche (Wiesmoor)
- Wietmarschen
  - Zufluchtskirche (Füchtenfeld)
- Wietze
  - Stechinelli-Kapelle (Wiekenberg)
  - Michaelskirche (Wietze)
- Wietzen
  - St. Gangolf (Wietzen)
  - Kapelle „Stadt Gottes“ (Holte)
- Wietzendorf
  - St. Jakobi (Wietzendorf)
- Wilstedt
  - St.-Petri-Kirche (Wilstedt)
- Wingst
  - St. Nicolai (Oppeln)
- Winsen (Aller)
  - St. Johannes der Täufer (Winsen/Aller)
- Winsen (Luhe)
  - St. Gertrud (Pattensen)
  - Jakobuskirche (Winsen)
  - St.-Marien-Kirche (Winsen)
- Wischhafen
  - Dionysiuskirche (Hamelwörden)
- Wittingen
  - St. Gabriel (Darrigsdorf)
  - Nicolaikapelle (Erpensen)
  - St. Georg (Eutzen)
  - Catharinenkirche (Knesebeck)
  - St. Laurentius (Ohrdorf)
  - Johanniskapelle (Rade)
  - Jakobikirche (Radenbeck)
  - Kapelle „Heilige Drei Könige“ (Suderwittingen)
  - St.-Stephanus-Kirche (Wittingen)
  - St. Johannes (Zasenbeck)
- Wittmund
  - Ardorfer Kirche
  - St.-Dionysius-Kirche (Asel)
  - Maria-Magdalena-Kirche (Berdum)
  - Blersumer Kirche
  - St.-Florian-Kirche (Burhafe)
  - St.-Marien-Kirche (Buttforde)
  - Carolinensieler Kirche
  - St.-Georg-Kirche (Eggelingen)
  - St.-Florians-Kirche (Funnix)
  - Cäcilien- und Margarethenkirche (Leerhafe)
  - St. Nicolai (Wittmund)
- Wolfsburg
  - Kapelle Almke
  - St.-Marien-Kirche (Alt-Wolfsburg)
  - Stephanuskirche (Detmerode)
  - St. Ludgeri (Ehmen)
  - Michaeliskirche (Fallersleben)
  - St. Nicolai (Hattorf)
  - St. Pankratius (Hehlingen)
  - St.-Adrian-Kirche (Heiligendorf)
  - St.-Annen-Kirche (Heßlingen)
  - Kreuzkirche (Hohenstein)
  - Heilig-Geist-Kirche (Klieversberg)
  - Pauluskirche (Laagberg)
  - St. Petri (Mörse)
  - Dorfkirche (Neindorf)
  - Christuskirche (Schillerteich)
  - Markuskirche (Sülfeld)
  - St.-Thomas-Haus (Teichbreite)
  - Bonhoefferkirche (Westhagen)
- Wollershausen
  - St. Marien (Wollershausen)
- Woltersdorf (Wendland)
  - Feldkirche Woltersdorf
- Worpswede
  - Dorfkirche (Hüttenbusch)
  - Zionskirche (Worpswede)
- Wrestedt
  - Kirche Emern
  - St. Dionys (Lehmke)
  - St.-Martins-Kirche (Nettelkamp)
  - Kapelle Ostedt
  - St. Laurentius (Stederdorf)
  - St.-Jakobus-Kirche (Wieren)
- Wriedel
  - Suidbert-Kirche (Wriedel)
  - Bethlehemskirche (Wriedel)
- Wulften am Harz
  - Aegidienkirche (Wulften)

- Wunstorf

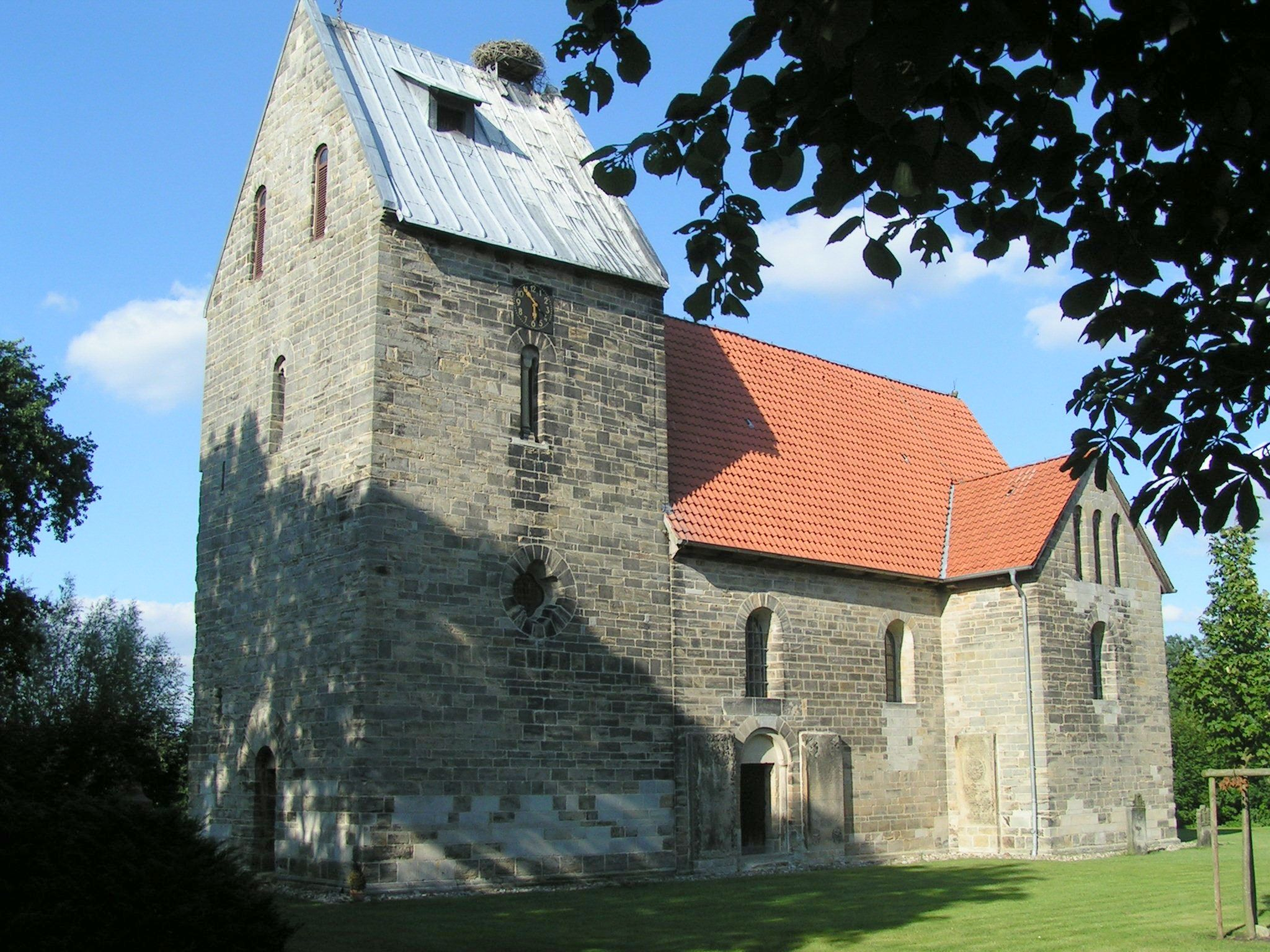
Die Sigwardskirche in Idensen (Wunstorf)

  - Kirche zum Heiligen Kreuz (Bokeloh)
  - Neue Kirche (Idensen)
  - Sigwardskirche (Idensen)
  - Dionysius-Kirche (Kolenfeld)
  - Dorfkirche (Luthe)
  - Corvinuskirche (Wunstorf)
  - Stadtkirche St. Bartholomäi (Wunstorf)
  - Stiftskirche St. Cosmas und Damian (Wunstorf)
- Wurster Nordseeküste
  - St. Peter und Paul (Cappel)
  - St.-Urbanus-Kirche (Dorum)
  - St. Pankratius (Midlum)
  - Katharinenkirche (Misselwarden)
  - St. Marien (Mulsum)
  - Kirche „Zum guten Hirten“ (Nordholz) (1959 gebaute Kirche entwidmet, neue Kirche 2013 eingeweiht[1])
  - St. Matthäus (Padingbüttel)
  - St. Georg (Spieka)
  - Willehadi-Kirche (Wremen)
- Wustrow (Wendland)
  - St. Laurentius (Wustrow)

| A • Bad • Ba • Be • Bi – Bo • Br • Bu • C • D • E • F • G • Ha • He • Hi • Ho • Hu • I • J • K • L • M • N • O • P • Q • R • Sa • Sch • Se–So • Sp • St–Sy • T • U • V • W • Z |

## Z
- Zernien
  - Kirche (Gülden)
  - Kirche (Riebrau)
- Zeven
  - Vitikirche (Zeven)